# 真情
《真情》（英語：A Kindred Spirit），香港電視廣播有限公司製作的一套家庭倫理劇集，监製徐遇安。本劇由1995年首播，劇情跨度四年，是香港電視史上播放時間第三長的電視劇。

## 概述
播映初期以「温馨倫理劇」稱之，故事圍繞在一間名叫「三多」的燒味店，不同家庭成員互動而衍生出來的故事。雖被歸類為處境劇，但其實本劇每集劇情都有所連貫，並非處境劇一般每集有獨特單元故事和副題，比較像家庭肥皀劇。

## 播放歷史
於1995年5月15日至1999年11月13日期間逢星期一至星期五晚上黃金時段播出播出，歷時四年半，期間合共播出了1128集，是香港電視史上播放時間第三長的電視劇，僅次於《愛·回家系列》和《香港八一至香港八六系列》（若以連貫劇情單位計算，本作也是第三長電視劇，則是僅次於《愛·回家之開心速遞》和《香港八一至香港八六系列》）。
節目播放期間經歷多次黃金時段節目調動，播放初期收視不佳，首兩週平均收視僅21點，其後更跌至不足20點，有兩週收視甚至被同時段於亞洲電視本港台播映的《今日睇真D》超越，播映時間因而一再延後至23:00及23:15，至1995年末有雙雙、1996年有好姨、貓屎、立生、Joan等新角色加入，收視逐步回升，得以提前於20:30、22:00及22:20播出，當中因應亞洲電視《再見艷陽天》首播，第247-343集更延長每集時間至45分鐘（含廣告），而該年最後一集為12月30日（星期一）播映的第402集。
1997年3月，為慶祝本劇播映了10,000分鐘，製作特備節目《萬分真情大派對》與亞洲電視台慶節目作正面交鋒。在歸拿督和李標漢及其家人引伸的劇情主導下，觀眾非常受落，播映時間主要為22:20-22:45（1月1日-9月26日）／22:35-23:00（9月29日-12月31日），香港主權移交期間停播三天（6月30日-7月2日）。下半年的收視連年創新高，該年最後一星期創下平均35點（205萬人次）、最高40點（234.36萬人次）收視，打破該時段歷來收視紀錄，而該年最後一集為12月31日（星期三）播映的第653集。
1998年初收視依然高企及再創新高，播映時間得以穩定下來，1998年世界盃決賽週舉行期間（6月10日-7月3日）被安排在21:05-21:30播映外，其餘時間維持在22:35-23:00播映，該年最後一集為12月30日（星期三）播映的第906集。
1999年無綫電視黃金時段收視受到嚴重打擊，因受亞視《還珠格格》收視熱潮的影響，7月-8月間曾作多次節目調動，本劇由年初至劇終先後四次轉換播映時間，分別為22:35-23:00（1月1日-7月30日，8月16日-9月30日）／21:35-22:00（8月2日-8月10日）／22:20-22:45（8月11日-8月13日，10月5日-11月12日），年內加入的角色未能引起觀眾收看的興趣，收視一直徘徊在25點（157萬人次）左右，最低跌至8月期間不足20點（125萬以下人次），故此本劇於同年11月中告一段落，11月13日（星期六）20:35-21:30製作特備節目《今夜真情流露》與觀眾告別。

## 劇中演員後續發展
《真情》播畢後，劇中演出的藝人有不少在之後都會出現於無綫開拍的處境劇中，例如《皆大歡喜》系列、《愛·回家》系列。當中有郭少芸、林漪娸、滕麗名、劉丹、許思敏等。
同在本劇出現的鄭子誠則因為飾演奸角李子浩而一炮而紅，往後多年不時在電視劇集中飾演反派，形象深入民心並且得到「完美奸人」的稱號。

## 演員表

### 梁家 / 李家
| 演員   | 飾演   | 介紹 | 暱稱 或英文名                       |
| 關海山 | 梁 友  | 梁潤善、梁潤才、梁潤好的父親。年輕時因生意失敗，抛下妻子阮文娟和子女逃往越南，幾十年來音訊全無，後來得到文娟原諒並與他復合。由於梁友經常替家中做了壞事的男人講好說話，所以經常被阿家揶揄:「同你比，個個男人都咁好架啦。」 於第59集登場 | 友哥 友叔 公公                      |
| 黎 萱  | 阮文娟 | 梁潤善、梁潤才、梁潤好的母親。阿家為人霸道，常倚老賣老，與人難以相處，經常「得罪人多，稱呼人少」，但亦有感性、幽默，和愛護家人的一面。容姨雖然是阿家的傭人，但阿家也不會看不起她，和容姨情同姊妹。阿家患有高血壓。梁友年輕時曾抛妻棄和子不理逃往越南，三十多年來音訊全無，所以阿家每當一聽到梁友提及「越南婆」或「安南」等字眼便會無名火起。她曾因其長女潤善年輕時被高校長無理阻止與高山青交往，令阿家與高校長長時間交惡。雖然其後兩人表面上和好如初，但實際上仍是口和心不和。多年後幼女潤好與高山青相戀，她與高校長均大力反對，其後在一次回深圳途中，梁友突然感冒，發高燒引致肺炎暈倒街頭。當時高校長和她身上的金錢都被人搶走，但內地院方規定要先交醫療費才獲醫治，此時高校長把身上最值錢的結婚戒指作抵押，所謂「患難見真情」，最終阿家亦與高校長正式冰釋前嫌，並允許山青與潤好結婚。阿家的脾氣一向不好，在梁友與越南相認後，他為了抽多點時間去見其親生兒子，竟特意激怒阿家，更加一度離家出走。阿家口硬心軟，其實她很怕再失去梁友，於是在梁友離家出走後，她顯得非常焦急和憂慮。後來梁友決定回家，阿家對梁友的態度大幅度改變，而她以前一直針對的越南，亦因為通知她梁友的下落而獲阿家接受，對他的態度亦大幅度改變。不過梁友認回越南後，一直隱瞞著阿家，以便和越南繼續保持關係。有一次，越南為了救生肖，為她擋了一刀，情況一度非常危險。梁友眼見親生兒子受了如此痛苦，非常心痛，更加獨自飲酒至大醉。其間阿家發現梁友獨自喝到如此大醉，而梁友竟然無意酒後吐真言，向阿家道出一早已經尋回親生兒子越南，而且立生，阿靜，容姨，阿善和叉燒炳亦有份從中幫忙，並一直在隱瞞她。阿家聽後極度憤怒，即時怒摑梁友，並決定施計逼走越南。最後阿家還是接納了越南，讓他認祖歸宗 | 娟姐 阿家 婆婆                      |
| 蔣 克  | 李標炳 | 三多燒臘店老闆，為李家的一家之主。父母在他年少時已故，所以他自少成為燒味學徒，把妹妹李彩瑤照顧成人，並視外甥女李君為親女照顧。他亦患有高血壓，也有抓頭的習慣（在未來因此而半光頭）。曾在林慧芝與李德輝的事件中，他被妻子梁潤善誤會有外遇，更因在追截李德輝時突然爆血管昏迷，幸好甦醒過來。在其長子李添福的妻子陳詠琴去世後，騙子王思琴的出現與添福結婚，他十分希望添福與思琴為他增添多一個孫兒，只是添福在數年前已經結紮而無法生小孩。叉燒炳本來認為思琴是一位好媳婦，一直極力支持他們在一起，不過詠琴的哥哥陳大勝早已知道思琴不是好人，並多次反對添福與思琴一起。叉燒炳因此一度與大勝反目，並把他趕出三多，在思琴的詭計被揭穿及離開李家後，兩人正式和好如初。 | 叉燒炳 老叉燒 小氣炳 大佬炳         |
| 劉丹   | 李標炳 | 三多燒臘店老闆，為李家的一家之主。父母在他年少時已故，所以他自少成為燒味學徒，把妹妹李彩瑤照顧成人，並視外甥女李君為親女照顧。他亦患有高血壓，也有抓頭的習慣（在未來因此而半光頭）。曾在林慧芝與李德輝的事件中，他被妻子梁潤善誤會有外遇，更因在追截李德輝時突然爆血管昏迷，幸好甦醒過來。在其長子李添福的妻子陳詠琴去世後，騙子王思琴的出現與添福結婚，他十分希望添福與思琴為他增添多一個孫兒，只是添福在數年前已經結紮而無法生小孩。叉燒炳本來認為思琴是一位好媳婦，一直極力支持他們在一起，不過詠琴的哥哥陳大勝早已知道思琴不是好人，並多次反對添福與思琴一起。叉燒炳因此一度與大勝反目，並把他趕出三多，在思琴的詭計被揭穿及離開李家後，兩人正式和好如初。 | 叉燒炳 老叉燒 小氣炳 大佬炳         |
| 李司棋 | 梁潤善 | 李標炳的妻子，梁潤才、梁潤好的姐姐。善姨是對家人關心照料無微不至的家庭主婦，亦有智慧和經驗替家人解決問題，而且她明白事理，故此家人每遇困難都會找她傾訴。善姨年輕時曾與高山青拍拖，但只不過是普通逛街看戲、坐電車、到兵頭花園玩而已，就連手也沒有拖過。後來善姨在山青的母親高校長的阻止下，已經沒有繼續交往。不過當其丈夫叉燒炳得知潤善曾與高山青拍拖後，竟然一度懷疑添福不是自己的親生骨肉，潤善在一怒之下曾經離家出走，結果在眾人說服下回家繼續當家中的「大當家」，並原諒了叉燒炳。善姨一向很緊張兒女的生活，在思琴嫁入李家後，她曾以為思琴是好媳婦，不過當思琴被揭穿陰謀後，善姨開始明白到"知人口面不知心"和"防人之心不可無"的道理，於是每當兒女們結交朋友她都陪感緊張。到後來善姨的幼子安仔與津津交往，剛巧津津又在一次意外中令臉上留下疤痕，要到日本磨皮治療。由於善姨對津津的品格有所保留，加上津津為人任性，而安仔亦未定性，故善姨一直反對他們繼續交往。為了防止安仔與津津有進一步發展，善姨更連同叉燒炳到日本看管他們，又勸告安仔不要和津津繼續來往，只是安仔多次不肯聽善姨的告誡，結果津津真的越變越差，最終兩人分手收場。 | 叉燒親家 善姨 善姐 阿善             |
| 蔣志光 | 李添福 | 李標炳的長子，性格樂天、老實、心無城府，滿足於燒臘店工作，常樂意幫助街坊處理或解答渠務木工等瑣碎工程，深受稱讚而尋回自尊及自信，自得其樂。其做人宗旨是：「日日開工，大便暢通」。經常不小心說錯話和亂說話，與亡妻詠琴育有一子樂樂。阿福在詠琴逝世後，曾經誤以為有一晚因喝醉而做出對不起王思琴的事，於是他經常認為自己做錯事，想負責任，最終阿福與思琴交往，其後更與她結婚。不過他們交往就被其好兄弟大勝極力反對，一來他認為詠琴屍骨未寒，阿福不應這麼快就認識新女朋友，忘記詠琴；二來大勝深知思琴為人不簡單，接近福身邊只是為了謀奪他的財產。但阿福不理會大勝的反對，更曾經因此反目。阿福本來租借了粉嶺一個單位給木川一家住，只是思琴一家的出現，令木川一家被逼搬離，思琴更曾經希望阿福買樓給她，只是最終木川一家首先決定離開而不成功。添福在前任妻子詠琴的建議下做了結紮手術，並曾揭穿思琴懷有他的骨肉的謊言。 | 師奶福 阿福 福哥                    |
| 曹倩婷 | 陳詠琴 | 李添福的第一任妻子，為人聰明且持家有道，可惜因自小貧困做成自卑而變得自大，在水療美容中心工作，因為水療美容中心結業而欲另起爐灶，獨立發展新公司姿卓。就在公司開幕當日，其兒子樂樂因肝硬化暈倒，必須用親人的肝臟移植，由於添福的肝臟曾經感染肝炎而不適用，最終她決定捐出自己的肝臟救回樂樂一命，本來手術順利且其後蘇醒，惜最後卻因內出血引起併發症而不幸身亡。（第744集） | 阿琴                                |
| 蘇玉華 | 陳詠琴 | 李添福的第一任妻子，為人聰明且持家有道，可惜因自小貧困做成自卑而變得自大，在水療美容中心工作，因為水療美容中心結業而欲另起爐灶，獨立發展新公司姿卓。就在公司開幕當日，其兒子樂樂因肝硬化暈倒，必須用親人的肝臟移植，由於添福的肝臟曾經感染肝炎而不適用，最終她決定捐出自己的肝臟救回樂樂一命，本來手術順利且其後蘇醒，惜最後卻因內出血引起併發症而不幸身亡。（第744集） | 阿琴                                |
| 陳青偉 | 李子樂 | 李添福與陳詠琴的長子。劉佩兒之表哥，李君之表姪，並與二人感情深厚。曾患有肝硬化，不過得到其媽媽詠琴捐肝後，已經完全痊癒。只可惜其媽媽詠琴在捐肝予樂樂後，因細菌感染導致內出血而不幸身亡。樂樂為人聰明乖巧，且十分孝順。他是李家的掌上明珠，被視為家中的「傳家之寶」。叉燒炳曾言，莫說要他所有的財產，即使拼了他的老命亦希望樂樂有好的生活。當時恰巧發媽在澳門賭錢欠債，於是和永發一起合謀綁架樂樂。雖然李家最後付了贖金，但綁匪因擔心在釋放樂樂後會認得出他們，於是計劃撕票。幸好其契媽思琴得悉這計劃後，在交贖金期間，運用了調虎離山之計，才保住了樂樂的性命。（值得一提是樂樂曾經由最小五個不同小孩扮演） | 樂樂                                |
| 伍啟銓 | 李子樂 | 李添福與陳詠琴的長子。劉佩兒之表哥，李君之表姪，並與二人感情深厚。曾患有肝硬化，不過得到其媽媽詠琴捐肝後，已經完全痊癒。只可惜其媽媽詠琴在捐肝予樂樂後，因細菌感染導致內出血而不幸身亡。樂樂為人聰明乖巧，且十分孝順。他是李家的掌上明珠，被視為家中的「傳家之寶」。叉燒炳曾言，莫說要他所有的財產，即使拼了他的老命亦希望樂樂有好的生活。當時恰巧發媽在澳門賭錢欠債，於是和永發一起合謀綁架樂樂。雖然李家最後付了贖金，但綁匪因擔心在釋放樂樂後會認得出他們，於是計劃撕票。幸好其契媽思琴得悉這計劃後，在交贖金期間，運用了調虎離山之計，才保住了樂樂的性命。（值得一提是樂樂曾經由最小五個不同小孩扮演） | 樂樂                                |
| 黃贊翀 | 李子樂 | 李添福與陳詠琴的長子。劉佩兒之表哥，李君之表姪，並與二人感情深厚。曾患有肝硬化，不過得到其媽媽詠琴捐肝後，已經完全痊癒。只可惜其媽媽詠琴在捐肝予樂樂後，因細菌感染導致內出血而不幸身亡。樂樂為人聰明乖巧，且十分孝順。他是李家的掌上明珠，被視為家中的「傳家之寶」。叉燒炳曾言，莫說要他所有的財產，即使拼了他的老命亦希望樂樂有好的生活。當時恰巧發媽在澳門賭錢欠債，於是和永發一起合謀綁架樂樂。雖然李家最後付了贖金，但綁匪因擔心在釋放樂樂後會認得出他們，於是計劃撕票。幸好其契媽思琴得悉這計劃後，在交贖金期間，運用了調虎離山之計，才保住了樂樂的性命。（值得一提是樂樂曾經由最小五個不同小孩扮演） | 樂樂                                |
| 邱錦津 | 李子樂 | 李添福與陳詠琴的長子。劉佩兒之表哥，李君之表姪，並與二人感情深厚。曾患有肝硬化，不過得到其媽媽詠琴捐肝後，已經完全痊癒。只可惜其媽媽詠琴在捐肝予樂樂後，因細菌感染導致內出血而不幸身亡。樂樂為人聰明乖巧，且十分孝順。他是李家的掌上明珠，被視為家中的「傳家之寶」。叉燒炳曾言，莫說要他所有的財產，即使拼了他的老命亦希望樂樂有好的生活。當時恰巧發媽在澳門賭錢欠債，於是和永發一起合謀綁架樂樂。雖然李家最後付了贖金，但綁匪因擔心在釋放樂樂後會認得出他們，於是計劃撕票。幸好其契媽思琴得悉這計劃後，在交贖金期間，運用了調虎離山之計，才保住了樂樂的性命。（值得一提是樂樂曾經由最小五個不同小孩扮演） | 樂樂                                |
| 丁 力  | 李子樂 | 李添福與陳詠琴的長子。劉佩兒之表哥，李君之表姪，並與二人感情深厚。曾患有肝硬化，不過得到其媽媽詠琴捐肝後，已經完全痊癒。只可惜其媽媽詠琴在捐肝予樂樂後，因細菌感染導致內出血而不幸身亡。樂樂為人聰明乖巧，且十分孝順。他是李家的掌上明珠，被視為家中的「傳家之寶」。叉燒炳曾言，莫說要他所有的財產，即使拼了他的老命亦希望樂樂有好的生活。當時恰巧發媽在澳門賭錢欠債，於是和永發一起合謀綁架樂樂。雖然李家最後付了贖金，但綁匪因擔心在釋放樂樂後會認得出他們，於是計劃撕票。幸好其契媽思琴得悉這計劃後，在交贖金期間，運用了調虎離山之計，才保住了樂樂的性命。（值得一提是樂樂曾經由最小五個不同小孩扮演） | 樂樂                                |
| 郭可盈 | 李多歡 | 李標炳的二女，孿生女中的長女，在Helen的公司Jungle任職助理。口才了得，獨立，分析力強，妒忌心重，對父母重男輕女，寧把錢給予表兄唐立生留學，令她深深不忿，誓要靠自己創造未來，不再對父母存有半點寄望。與馮振邦婚後搬出李家到英國生活。 於第17集首度登場 於第90集與馮振邦結為夫婦 於第91集與馮振邦往英國生活 於第1128集回港 | 大孖 阿歡 Joyce                     |
| 陳錦鴻 | 馮振邦 | 李多歡的丈夫，曾任O記，現為運輸公司老闆。當警察時，他在一次追捕匪徒中中槍，子彈留在心臟內（與多歡結婚前已取出）。振邦後來在機緣巧合下與多歡認識，後更結成夫婦。振邦為人善良，樂於助人，故深得阿家歡心。他曾離婚，育有一女。 於第66集登場 於第90集與李多歡結為夫婦 於第91集與李多歡往英國生活 於第1128集回港 | 逢人幫 阿邦                         |
| 郭少芸 | 李多欣 | 李標炳的三女，孿生女中的幼女，自恃樣貌娟好討人歡心，但有機心；在故事前期，極為妒忌孿生姐姐多歡。多欣讀書不成，頭腦簡單，對複雜問題一竅不通，加上自幼給寵壞，為人刁蠻、自我。嫁予清華後一直與上等一家居住，和外母上等人關係一直和睦。在故事前期曾發現丈夫清華於內地「包二奶」，最終和好。她與清華育有一女–佩佩。 | 細孖 阿欣                           |
| 劉愷威 | 李添安 | 李標炳的幼子，Joan男友，自幼被父母寄以厚望，希望他接受高等教育，結果他在時裝設計系畢業。安仔為人積極開朗，有主見及個人理想，可惜面對感情事卻嚴重拖泥帶水。安仔後來在Jungle工作，並認識了Joan，並與她發生了一段深厚的感情。後來Joan主動與商人賴建朗交往而引起安仔不滿，兩人分手收場，而Joan亦被調派到泰國工作。後來津津的出現成為安仔感情路上另一個重要的轉捩點，起初安仔與羅生津鬥氣，後來津津毀容，安仔自覺需要負責任，並帶她到日本磨皮。在日本期間，兩人的感情突飛猛進，回港後他們一直保持情侶關係，更多次與津津發生親密性行為。其後Joan回到香港，兩人重歸舊好，但津津不忿而從中破壞，令安仔與Joan再次分手收場，並再次與津津發展成情侣，又經常與她發生親密性行為。不過安仔與津津一起後，她對安仔事事管束，又其控制一齊，包括結識異性朋友亦阻止。後來津津越來越惹人討厭，更假裝懷孕來威脅安仔與她結婚，後來被安仔拆穿，加上安仔得知Joan與唐明只是假结婚，安仔終於下定決心毅然與津津分手。經過多番波折後，終於令安仔清楚明白最愛是誰，最後安仔與Joan一起，並與她結婚。 於第1128集與Joan結為夫婦 | 安仔 Andy                           |
| 薛家燕 | 梁潤好 | 梁潤善、梁潤才的妹妹，為人詭計多端，深得其母阿家的遺傳，潑辣好勝，口不擇言，說話時總是口快過腦，不過她十分關心自己的家人，亦非常更懂得人情味。六歲時因家境問題，被父母賣給他人。（後來阿家推說當年是她父親梁友的決定。）16歲那年更盲婚啞嫁，嫁給一位比她大30年的中醫唐永年，育有一子一女（立生和雙雙），並將一生希望放在立生的身上。曾經好姨在彩瑤快死的時候，她為了籌錢找醫生醫治彩瑤，竟搶去別人的金飾。好姨經常掛在嘴邊十分希望喝立生女朋友阿靜的媳婦茶，為了這杯媳婦茶，好姨可謂不惜一切，用盡千方百計令立生與靜早日拉埋天窗。在阿靜避走英國讀書期間，好姨為協助立生與阿靜復合，竟訛稱自己的兒子立生在交通意中連另一雙腳都斷了，生命亦危在旦夕，藉此希望阿靜快點回到立生身邊。正如添福所說，世界上有這樣的母親詛咒自己的兒子，恐怕就只有阿好一個。最終好姨得償所願，飲到阿靜的媳婦茶。而阿好在後來亦成為高山青的妻子。另外，好姨和蘇菲兩人是好朋友，感情亦特別深厚。在蘇菲去世後，每當好姨憶起自己落難，與蘇菲一起在Jungle工作的情景，都令她陪感傷心。後來在阿靜昏迷醒來後，她曾因長期臥病在床而不能走動，加上阿靜看見立生和生肖在一起，令她更難克服心理障礙重新站起來。不過，一向詭計多端的阿好竟聯同全家總動員做戲騙阿靜，令她以為李家全家人已經嫌棄她，不再理會她，而立生亦移情別戀愛上了生肖，後來立生和生肖故意讓阿靜聽一些很難聽的說話，更加表示可以當從來沒有生過文希，和生肖到外國重新發展，阿靜聞言後終於怒不可遏，站起來摑了立生一個耳光，令好姨這個詭計終於成功而回。 於第222集首度登場。 | 阿好 好姨 大粒癦 肥婆好             |
| 盧慶輝 | 唐立生 | 梁潤好的兒子，唐麗雙的哥哥，由於外表英俊，因此極旺桃花。小時候仔就被姨媽潤善帶到香港生活，後來潤善又供其到英國學醫 ，學成回港後，一心要扶搖直上，是一個機心非常重的人。曾喜歡富商女兒金麗影，後來在生父洪星的破壞下而結不成婚。其後曾與梁冰雪結成夫婦，後來因為金麗影介入而和冰雪離婚，更使她小產和失憶。立生更因而將麗影禁錮而入獄五年。出獄後接受社工林靜川的輔導，並拜靜川契爺康展維為師，在靜川的極力游說和支持下，立生開設「唐立生眼科診所」，更與靜川相戀，最終與靜川有情人終成眷屬。雖然立生性格固執、大男人、不愛受人擺佈，但在阿靜的極力鼓勵下，終於決定接受手術，醫好自己的長短腳。後來立生的診所收到收回單位通知，幸好他多年在眼科醫院的努力終於得到回報，獲升職為眼科主任，並決心把全副精神放在醫院上，放棄再開設診所。之後阿靜因得悉王家的秘密而被王永發用磚頭襲擊重創昏迷。阿靜昏迷期間，立生認識了羅生肖，與她展開了一段微妙的關係。 於第284集首度登場。 | 立生 立生哥 唐醫生 Anson            |
| 羅 霖  | 唐麗雙 | 梁潤好的女兒，唐立生的妹妹，自小在大陸長大，後被騙來香港結婚。在彩瑤失蹤後，因敬仰向海對彩瑤的愛，而開始對向海漸生情愫。為人無償偉大，曾跟彩瑤同時懷有阿海骨肉，便嫁給比自年長三十年的醫生余國超。雖然她的孩子能順利地出世，但最終將孩子偷偷地轉送給彩瑤。之後與余國超離開香港（第255集），更發毒誓若果自己再見浩然一面，自己一出街就被車撞死。 於第139集首度登場 | 雙雙 雙雙表姐 雙雙姐姐              |
| 樓南光 | 梁潤才 | 梁潤善的弟弟，梁家唯一血脈，經營貿易生意，凡事講求實際，為人現實功利，急性子，有野心，永遠不安於現狀，最重要懂得走捷徑，對感情難專一，風流成性，喜愛吃喝玩樂。常與妻子馬玉瑜起爭執，最後一家於第207集移民加拿大生活。 於第1128集回港 | 阿才 才叔 舅父 舅父仔               |
| 施 明  | 馬玉瑜 | 梁潤才的妻子，小家碧玉，有教養，懂禮儀，但處事任性專橫，口直心快，思想單純狹窄，情緒化，少為他人著想。經常和阿才吵架。最後一家於第207集移民加拿大生活。 於第1128集回港 | 阿瑜 妗母                           |
| 梁雪湄 | 梁嘉慧 | 梁潤才與馬玉瑜之女兒。最後一家於第207集移民加拿大生活。 於第106集登場 於第1128集回港 | 慧慧                                |
|        | 梁梓鋒 | 梁潤才與馬玉瑜之兒子。最後一家於第207集移民加拿大生活。 於第1128集回港 | 梓鋒                                |
| 黃德斌 | 梁家明 | 梁友與越南婆莫少芬在越南所生的私生子，是越南華僑。父親梁友在家明小時候已經離開他回到香港，至於其母親莫少芬亦因患上精神病而被送到精神病院，後來家明偷渡來到港，並在香港生活了十年。家明小時候在孤兒院長大，後來被人領養回來，其養父姓姚，姚志明這個名字是其養母替他起的，但實質他以前的名字叫梁家明，後來又被改稱為越南。雖然越南讀書不多，但他為人勤奮，不怕辛苦，就連木工，水電，甚至是通渠也做過，又曾經為大牌檔運送石油氣。越南後來在梁友的介紹下，到拿督家當羅秘書的助理跟班。不過越南亦希望自己創業，在美國開設餐館。有一次，梁友得知越南婆在越南已經離世後，他一直希望尋回越南，但他前往越南和香港用盡千方百計也找不到他的任何下落，幸好最終梁友在機緣巧合下終於與越南相認。起初阿家不接受越南，並處處為難越南，更一度藉詞趕他離開李家。幸好後來阿家受制於李家一家的群眾壓力，終於肯屈服並重新接受家明。越南在事業方面，亦得到拿督賞識，與此同時拿督也想通了要將權力下放，讓有能者進入歸氐董事會。拿督眼見越南精通法文，在生意上甚為幫忙，而且越南不怕事向拿督分析他與歸氐公司的好壞處，令拿督決心讓越南進入董事會，成為羅生門的跟班。越南事業有所成就後，終於下定決心表示希望與生肖發展，而生肖亦欣然接受。不過石守堅的出現一度改變了生肖的決定，幸好最終生肖立定主意，與越南在一起。 於第1026集首度登場 於第1128集與羅生肖結為夫婦 | 越南 家明 明仔 明哥 Karvin 越南舅父 |
| 張慧儀 | 李彩瑤 | 李標炳的妹妹，許世強之前妻，小君之母親。本是一個很不負責任的人，因為嫁錯郎而懷了小君，和向海相戀後發現自己得了胃癌，就離家而去（第95集）。翌年後（第185集）再回到香港，和向海、雙雙有一場三角戀。惜命運弄人，彩瑤和向海結婚並懷了孩子後，胃癌復發，最終康復，但是孩子出世後夭折了，之後被雙雙送了她的孩子。後來一次李家一家人到大陸旅行，遺失了好姨送給她的護身符，因不幸被搶劫 於第276集中槍失血過多而死。 | 彩瑤 姑姐                           |
| 陳青文 | 李 君  | 李彩瑤與前夫許世強之獨女，單親家庭長大養成聰慧個性。容向海、吳芳貴之繼女，視其為親父。李標柄之外甥女。余耀享之同母異父的姐姐，容浩賢、容浩民之繼姊。劉佩兒之外姑表姨，李子樂之表姑姐，並與二人感情深厚及年紀相仿，陳小雲丶陳小吉之遠房舅表姨。 | 阿君                                |
| 黄美棋 | 李 君  | 李彩瑤與前夫許世強之獨女，單親家庭長大養成聰慧個性。容向海、吳芳貴之繼女，視其為親父。李標柄之外甥女。余耀享之同母異父的姐姐，容浩賢、容浩民之繼姊。劉佩兒之外姑表姨，李子樂之表姑姐，並與二人感情深厚及年紀相仿，陳小雲丶陳小吉之遠房舅表姨。 | 阿君                                |
| 謝霆鋒 | 容浩賢 | 容向海與唐麗雙的兒子 因彩瑤親生兒子一出生便死，所以雙雙暗地裏把自己親生兒子送給彩瑤撫養 | 浩賢                                |

#### 李家（其他成員）
| 演員           | 飾演   | 介紹 | 暱稱 或英文名                |
| 何 添          | 阿 成  | 李標漢、李標炳、李彩瑤亡父 晚年癱瘓 墓碑上寫他名字位「李祖耀」 | 阿爺                         |
| 廖麗麗         | 漢 母  | 李標漢亡母 出生在有錢家庭 當年因醫治丈夫雙腳以逐漸變窮，後因走私西藥往大陸而被捕，結果由標漢代替接受勞改，最終在大陸去世 在墓碑上寫她姓名為「朱秀貞」 | 大嫲                         |
| 胡芳齡         | 炳 母  | 李標炳、李彩瑤亡母 晚年患肺炎並病入膏肓 在叉燒炳與善姨結婚後已去世 曾在劇中交代姓「吳」，後墓碑上寫她姓名為「朱亞女」，但後來又寫為「王瑛瑛」 | 細嫲                         |
| 陳展鵬（年輕） | 李標漢 | 李標炳、李彩瑤同父異母的哥哥 李小梅、李子力的父親 李子浩的養父 年輕時跟隨母親走私西藥往大陸，並因代母認罪而被送去勞改八年，出獄後決定留在大陸生活 與梁潤好成為情侶，但因他感到潤好未能放下與梁尚人的感情，所以於婚期前做了一場戲並把潤好交回給梁尚人（第539集），並決定留在美國經商及在該處定居。 於第429集首度登場。 | 大伯 漢哥 標冷汗 燦佬        |
| 曾江           | 李標漢 | 李標炳、李彩瑤同父異母的哥哥 李小梅、李子力的父親 李子浩的養父 年輕時跟隨母親走私西藥往大陸，並因代母認罪而被送去勞改八年，出獄後決定留在大陸生活 與梁潤好成為情侶，但因他感到潤好未能放下與梁尚人的感情，所以於婚期前做了一場戲並把潤好交回給梁尚人（第539集），並決定留在美國經商及在該處定居。 於第429集首度登場。 | 大伯 漢哥 標冷汗 燦佬        |
| 林漪娸         | 陳豔芳 | 李標漢的亡妻 在生大力時不幸去世 |                              |
| 林漪娸         | 李小梅 | 李標漢的大女，說話曾有鄉音(在第474集戒掉)，生性憨直，十分照顧家人。小梅曾被有錢人董家祥借種生子，但孩子不幸流產，後來她與林木川一起。不過小梅自從和木川一起後，經常被他呼呼喝喝，但小梅卻只能啞忍多年。有一次，木川到夜總會扮豪客消遣，但他竟然叫小梅替他結帳之餘，更加要求小梅加以隱瞞。後來這件事無意中被叉燒炳等人得知，木川被李家人公審，他一怒之下竟反罵小梅不遵守諾言。後來小梅主動向木川提出結婚，但木川卻猶豫不決，這令小梅對木川心灰意冷，更懷疑木川是否真心喜愛她，小梅在忍無可忍下終於決定與大力回上海生活。後來，木川終於明白身邊的朋友是豬朋狗友，只有小梅對自己最好，最終追回小梅。 於第429集首度登場。 | 小梅 阿梅 一枝梅 梅姐 梅姐姐 |
| 韋家雄         | 李子力 | 李標漢的幼子，性格耿直老實，和余瓊是天生一對。不過由於阿瓊始終選擇等待歸亞萊，令大力意興闌珊，決心離開香港，到上海開設豆漿店。後來大力事業進一步有成就，再在東莞開返御膳飯店，成為一個成功的生意人。大力事業有成後，亦不忘報答其姐姐小梅。大力除了對小梅事事關心外，間中亦從大陸回港探望她，令小梅感到非常欣慰。 於第429集首度登場。 | 大力                         |

### 容家
| 演員   | 飾演   | 介紹 | 暱稱 或英文名                         |
| 簡瑞超 | 牛 叔  | 容妹的大哥，於內地順德生活，有一子叫阿權，一直希望容能回到同住。為人明白事理，沒有強求於容。 後來去教訓子浩不孝，卻被子浩陷害其兒子的拖鞋廠，導致心臟病發 | 牛哥 牛叔                             |
| 游潔冰 | 牛 嬸  | 牛叔的妻子，於內地順德生活。有一子叫阿權。 | 阿麗 牛嬸                             |
| 楊炯武 | 阿 權  | 牛叔的兒子，於內地順德生活。於內地天津開設拖鞋廠。 | 阿權                                  |
| 曾慧雲 | 權 妻  | 阿權的妻子，於內地順德生活。 | 權妻                                  |
| 譚倩紅 | 容 妹  | 李家傭人，阮文娟的陪嫁丫頭，歷盡滄桑，看透世情，樂天知命。待人寬容和藹、慈祥，與李家上下仿如朋友，養育孤兒向海。其夫張忠為一名補鞋匠，多年前已去世。年輕時因為一場大火，使得她和自己的親生子女分離。認回子浩後，最初與石敏不和，但子浩與歸亞美結婚後曾飽受亞美屈辱，常被歸亞美稱「耆英」，最後與子浩始終要陰陽相隔。雖然其媳婦May May對她不好，不過容姨亦十分疼愛她，為求May May有一份工作，曾游說叉燒炳及大勝聘請May May。曾經誤以為阿家認為自己年老力衰而將大鎖匙交給思琴，所以欲與阿瓊到上海跟阿海一起居住。後來思琴發覺自己根本做不來當家之位，故將大鎖匙歸還給容姨。其實阿家這樣做只是希望思琴能知難而退，而非要藉此辭退容姨，足見容在李家的地位和與阿家的深厚感情。 | 容姨 容親家 阿姑 阿容 肥婆容 耆英     |
| 黃智賢 | 容向海 | 容姨的養子，口齒不伶俐，自卑心重，為人呆板，沒有樂趣。不過由於其相貌極旺桃花，得到不少女子的討好，因此他為人甚為「花心」，曾有過四段感情。向海在燒臘店工作，勤奮盡責，胸無成竹，善良單純，心思縝密，記性好。他的親生母親是大馬的富商，後來和他相認，但向海還是喜歡留在香港，自己白手起家，與清華合作成立了一間公司。向海從小和彩瑤青梅竹馬，並視小君為己出，後來因為彩瑤胃癌離開香港，向海由憐生愛與雙雙產生了一段情。其後彩瑤回來後，三角戀情成為了向海所煩惱的事。他曾表示希望彩瑤、雙雙和他三人能夠一起生活，但被雙雙拒絕。在一次大陸旅行中，彩瑤遭打劫而被殺死，向海悲痛莫名，曾決定不再談情說愛，但後來還是與貌酷似彩瑤的阿貴發展了一段曲折的愛情。向海為人疑心大，心胸狹窄，曾以為歸亞南與阿貴有染，夫妻之間在互不信任的情況下，阿貴曾與向海分居，之後向海正式與高雅文相戀，成為其人生當中第四段感情。不過其後向海得悉阿貴懷有自己的親生骨肉，一時之間不懂選擇，並開始向雅文不坦誠，最終雅文決定退出。向海則有一段時間回到馬來西亞工作，開設傢俱鋪。不過後來因大馬對木材管制起了新政策，令其生意大受影響，林家亦差點因此破產，當時其胞兄林創新決定和他分家，一時之間向海事業，愛情，親情盡失，令他大受打擊。其後在歸亞南的幫助下，向海與清華在上海自立公司，令他的事業得以重新發展。可是向海自專心太強，太愛面子，當他得悉亞南在背後暗中幫助他時，竟然當面責罵他，又曾表示希望退出公司。幸好後來得到歸拿督的勤告，向海才恍然大悟，決定留下，做好工作。在一次傾生意中，向海被綁架，且被撕票，更一度徘徊在生死邊緣（第861集）。其實阿貴仍然很關心向海，只是她表面上態度強硬，實質內心已對他軟化。阿貴更承諾只要向海平安無事，就一定會原諒他的過錯，最終向海有幸大難不死，兩人亦終於和好如初。不過由於向海被撕票時失血過多，令他的肺穿了，且有空氣進了肺部，結果要將半邊肺切除才可保命。 | 阿海 死向海 海狗 死海狗 花心海 木獨佬 |
| 張慧儀 | 李彩瑤 | 容向海第一任妻子 李標炳的妹妹 耀享丶李君之母親 浩賢之養母 許世強之前妻，與其有一女李君 參見李家 | 彩瑤 姑姐                             |
| 張慧儀 | 吳芳貴 | 容向海第二任妻子，阿貴的外表酷似向海亡妻彩瑤 余瓊的乾姊妹。原本惟利是圖，後來被標炳一家人的真情感動，而改過自新，成了標炳的乾妹妹，並與向海成為一對歡喜冤家，並曾經懷有向海親生骨肉，惜被歸亞美一次車禍導致其流產，正因為這次流產，令阿貴陰道變形，醫生表示將來其生育機會會較為困難。其後一次醫療報告失誤令貴以為再度懷孕，其實阿貴早已知道沒有懷孕一事，不過由於阿貴宣佈懷孕時，她感到被重視，而家人對她的態度亦有極大的改變，於是阿貴決定將計就計，假裝懷孕，結果先後被其丈夫容向海和媚姨揭發。不過阿貴最終仍然成功懷孕，但高雅文其後成為阿貴和向海婚姻之間的第三者，令阿貴與向海的感情有變，並曾經想過墮胎，不過最終打消了這念頭。而阿貴在詠琴去世後，仍然十分努力搞好她生前開設的美容院，希望完成琴的遺願。另一方面，阿貴的奶奶媚姨曾因她假懷孕的事而與她反目，認為她不是好人，接近向海是有機心，有目的。媚姨更曾誣衊阿貴與歸亞南有染，成為阿貴與向海離婚的導火線。在媚姨失明期間，阿貴對她仍然不離不棄，服侍周到，只是媚姨始終不肯接受阿貴的幫助。不過阿貴並沒有放棄，反而以德報怨，曾假冒老人院的姑娘來親自服侍她，最終兩人冰釋前嫌。有一次，向海在澳門被綁架，且被撕票，阿貴看到被救出的向海奄奄一息，一時情緒太激動暈倒，並且早產，幸好最後仍然順利誕下男嬰，並命名為"容浩民"。至於向海則吉人天相，逃過大難，而阿貴亦決定原諒向海的過錯，給他一個重新改過的機會，照顧他們一家。 參見余家 於第307集首度登場 | 阿貴 契姑姐 貴姑姐 Toto               |
| 鄭子誠 | 李子浩 | 容姨失散的兒子光仔，余瓊的親哥哥，李標漢的養子。他本身為人善良，後來利慾薰心，變得十分勢利，陰險狡詐，壞事做盡。為了錢財名利而拋棄石敏，追求歸拿督之女歸亞美，因此經常被歸氏集團的同事稱為「軟飯駙馬」，其後李子浩得知歸亞美並非歸拿督親生女後，拋棄歸亞美之餘，更多次向歸家報復，李子浩又曾經綁架歸亞萊使其失蹤於大海（第625集），喪盡天良，當歸亞萊大難不死回來搜集子浩的犯罪證據時，又曾經一腳將歸亞萊踢落電梯槽，幸亞萊再度大難不死。其妹妹余瓊之在一次找尋子浩的衣服期間，看見歸亞萊原本送給她的結婚戒指，由於亞萊是在買結婚戒指後失蹤的，令阿瓊醒覺綁架亞萊的人就是其哥哥李子浩，當阿瓊揭發子浩真面目後，曾當面拆穿他，結果差點就被失去人性、冷血的子浩用車撞死。雖然子浩沒有人性，但其實在子浩心中一直愛著歸亞南的妻子石敏，對石敏餘情未了，不過石敏始終不肯接受他。在一次工作應酬當中子浩認識一位同名同姓的女子石敏，不過原來石敏在子浩身邊是為了騙財，其後被子浩拆穿其陰謀，連同其男友一併被殺死。在一次回國公幹時，被國內的官員設局緝拿他，揭發其貪污罪行，本來子浩已經被判刑，但他在囚車內打傷了當地的公安逃走，成為通緝犯，其後他避走到台灣一個朋友的家中，輾轉間他逃回香港，竟然綁架亞南的妻子，前女友石敏，令自己走入絕路，最後被警方槍殺掃射殺死。（第704集 / 重播版本：第542集） 於第428集首度登場。 於第377集被警方槍殺身亡 (590集版本) | 子浩 軟飯駙馬 光仔 光哥哥             |
| 苑瓊丹 | 余 瓊  | 容姨失散的女兒玲玲，與家人失散後，由養母娣姑撫養，因小時候發高燒導致智商受損，亦因寒底而不能服用菜湯。與阿貴是好姊妹，每當阿貴遇到不開心的事，總是首先與阿瓊傾訴。阿瓊是首位得悉阿貴假裝懷孕的親人，並曾一起想辦法假裝流產，可惜不成功。阿瓊與大力青梅竹馬，並曾發生過一段情，只是在亞萊出現後，阿瓊決定與亞萊在一起。雖然大力仍然放不低阿瓊，對她餘情未了，但阿瓊只視他為最好的朋友。雖然亞萊多次離開阿瓊，但阿瓊仍然決心為亞萊無休止地等下去 後來與歸亞萊有情人終成眷屬（重播版第685集） 参見余家 於第299集首度登場 | 阿瓊 瓊姐 低B瓊                       |

### 上等親家 / 劉家
| 演員   | 飾演             | 介紹 | 暱稱 或英文名                            |
| 梁舜燕 | 梁尚燕（上等人） | 李多欣的家姑，蘇菲的表姐，梁尚人的姐姐，梁冰雪的姑媽，患有腎病。她出身於高尚家庭，眼睛長在額角，看不起媳婦外家，視他們為「叉燒一族」，並經常自稱上等人。 於第49集首度登場 | 上等親家 上等阿媽 上等岳母 上等耆英 劉太 |
| 黃錦燊 | 梁尚人           | 梁尚燕的弟弟。「落難貴族」，在國外時被妻子騙走財產，宣告破產；回港後，在 Helen 的公司裡當攝影師。有紳士風度，深受女性歡迎。曾與梁潤好相戀，但因受到唐立生與梁冰雪之間的關係的影響，最終無疾而終。 於第267集首度登場 | Melvin 貓屎 尚人舅父                     |
| 陳曼娜 | 林碧琪           | 梁尚人前妻，與梁尚人育有一女梁冰雪 曾騙去梁尚人所有財產並與尚人當年的撫養權律師曾堅拍拖，後準備結婚時被其騙去所有金錢，結果獲得尚人原諒 阿雪出事後與其前夫和女兒一起往美國生活，並隱瞞潤好寄來的書信，後因救梁尚人而被車撞到因而下半身癱瘓，最終一起回美國 | Becky                                    |
| 文潔雲 | 劉清雲           | 梁尚燕的女兒，清華的姊姊。有高知識高學歷，並深得母親真傳，有著上等人的臭脾氣，後來和大勝相愛結婚。並因家中變故，也被逼負起家計，成為一銀行職員。育有一子一女（小雲、小吉）。起初為人十分霸道，與大勝結婚後脾氣已收歛不少。 於第49集首度登場 | 阿雲 清雲 雲姐 大姑奶 Mary Lau           |
| 顏國樑 | 陳大勝           | 童年由朱威廉飾演，劉清雲的丈夫，對妻子非常懼怕。陳詠琴的哥哥，十分疼愛妹妹和其外甥子樂樂。經常自責自己沒有盡大哥的責任，好好照顧妹妹，讓她過好的生活。當詠琴去世後，大勝因反對阿福結識其他女子而忘記詠琴的感情，於是與王思琴交惡。大勝為人面惡心善，曾坐過牢，出獄後覺悟前非，在三多開設「大勝茶檔」。其後大勝被思琴一家加害，反被叉燒炳認為他枉作小人，並一度與他反目，更並被逐出三多，最終大勝與木川一起合資開設「十全十美」商店。 於第111集首度登場 | 大勝 大勝哥                              |
| 劉少君 | 劉清華           | 李多欣的丈夫，梁尚燕的兒子。上等人家出世，有點大男人主義。於內地工作時有外遇，被感染性病，一度與妻子鬧離婚。事業上一度被阮氏集團搞到破產，跌為下等人，在家人的全力支持下，重新站起來，和向海合作開設四海建築材料公司，並與多欣育有一女–佩佩。 | 阿華                                     |
| 郭少芸 | 李多欣           | 李標炳的三女，劉清華的妻子，劉佩兒的母親 | 細孖 阿欣                                |
| 滕麗名 | 梁冰雪           | 梁尚人的女兒。十歲時因為發燒，造成眼睛弱視，多年來都跟隨著母親，但後來因母親嫁給一有錢律師（金興賢飾），而把她丟給尚人照顧。雖然阿雪有小姐牌氣，但她亦知道父親多年來對於她眼睛的傷害一直耿耿於懷。後來阿雪的眼睛在立生的手術下得以重見光明。阿雪在外國生活多年，學會了獨立。她經常認為立生是其救命恩人，於是喜歡上立生，後來更在立生的診所打工幫他的忙，並成為他的第一任妻子。但後來立生的前女友介入，令立生和阿雪離婚，最後立生更使她流產和失去記憶。在回復記憶後，阿雪一度回到香港，雖與立生重遇並欲重恰舊情，但因Samson在酒吧遇襲得救後，發現自己已不能沒有他，所以最後決定跟林靜川說清楚後回美國跟Samson結婚。 於第279集首度登場 | Sharon 阿雪                              |
| 黃嘉穎 | 劉佩兒           | 劉清華與李多欣之女兒。 | 佩佩                                     |

### 陳家
| 演員   | 飾演   | 介紹 | 暱稱 或英文名 |
| 鄭少萍 | 胡美蘭 | 陳大勝及陳詠琴的母親，家住長洲，開店賣蝦醬。表面唯利是圖，教導琴和大勝自小偷竊為生，而且讀書少，言行較粗鄙，但實質對家人盡心盡力。 於第30集登場 | 阿蘭 蝦醬親家 |
| 顏國樑 | 陳大勝 | 陳詠琴之兄 参見劉家 | 大勝 大勝哥   |
| 蘇玉華 | 陳詠琴 | 陳大勝之妹 參見李家/梁家 | 阿琴          |

### 大馬林家
| 演員   | 飾演   | 介紹 | 暱稱 或英文名             |
| 白 茵  | 媚 姨  | 容向海的親生母親，患有糖尿病，長期與向海的胞兄林創新（黃智賢分飾）一家居住在馬來西亞，後來與向海相認。曾因阿新和他四位老婆與她爭執，令她有一段長時間回到香港與阿海、阿貴、君君、浩賢同住。但她與媳婦阿貴關係不好，常因小事而發生糾紛，更曾經誣衊亞南與阿貴有染而導致阿貴與向海離婚，而媚姨亦曾揭穿阿貴假裝懷孕，並一度懷疑阿貴與向海一起騙她的家產。後來媚姨因糖尿病上眼而導致失明，並曾入住老人院。可惜其間碰巧林家生意失敗，創新決定拋棄她，而媚姨亦一度連向海也不太信任，導致一時之間她無親無故。幸好阿貴在她失明期間對她不離不棄，更曾冒充老人院姑娘來服侍她，只是她不領情。媚姨曾經獨自逃離老人院，返回當年大火的石硤尾木屋區，並憶起當年阿海和創新的童年情況，其間不幸遇上意外，令她滑落樓梯，撞傷頭部。在急症室內，阿貴向媚姨真情流露，最終感動了媚姨，兩人的關係終於和好如初，並與阿貴住在一起。 於第87集登場 | 媚姨 媚姐 海伯母 大馬耆英 |
| 黃智賢 | 林創新 | 容向海的胞兄，媚姨的長子。長期與母親一家居住在馬來西亞（簡稱大馬），後來與向海相認。在林氏生意失敗後與向海分家，身家歸自己一人所有，向海只分得三多產權。阿新亦在媚姨患失明後拋棄親母，將媚姨全權交託向海照顧。 於第80集登場 | 阿新                      |

### 余家（余國超）
| 演員           | 飾演       | 介紹 | 暱稱 或英文名 |
| 黃 新          | 余國超     | 香港腎科權威 麗芳、唐麗雙丈夫 余國風大哥 因雙雙外貌似其亡妻所以決定娶雙雙，但後來得知雙雙未能放下與阿海的感情，所以最終兩人祇成有名無實的夫妻，但他仍然待雙雙很好，並視爲其女兒，在她產後暗中將浩然轉送給彩瑤，最後與雙雙一同離開香港去美國生活。 | 國超          |
| 羅 霖          | 麗 芳      | 余國超的亡妻，多年前與女兒遇車禍去世 |               |
| 羅 霖          | 唐麗雙     | 梁潤好女兒 余國超妻子 原本與阿海有感情，但決定退出並不久後決定嫁給國超，後兩人祇成有名無實夫妻，而國超更視其爲女兒，最後把自己親生骨肉暗中送給彩瑤撫養，並與國超去美國讀書。                                                                      | 雙雙          |
| 羅樹淇         | 余國風     | 退休醫學權威 余國超弟弟 吳巧兒丈夫 余家明、余家敏父親 |               |
| 柳影虹         | 吳巧兒     | 外國著名時裝設計師 吳芳貴親母 余國超弟婦 讀書時期被強姦後生了阿貴，並由姨婆交由娣姑撫養，阿貴5歲後就再無出現，直至廿多年後同其丈夫與子女回港渡假，方與阿貴相認                                                                                    | Judy          |
| 李天翔         | 余家明     | 余國風、吳巧兒之子 |               |
| 可 風          | 余家敏     | 余國風、吳巧兒之女 |               |
| 不知名的小演員 | 余國超亡女 | 余國超與麗芳之亡女，若沒有死去該與唐麗雙同齡 | 囡囡          |
| 黎秀英         | 英 姐      | 余國超的工人 |               |

### 余家（娣姑）
| 演員           | 飾演   | 介紹 | 暱稱 或英文名      |
| 陳妹妹（中年） | 余帶娣 | 余瓊之養母 吳芳貴之契媽 阿梅之大姊 原本癱瘓並居住在老人院，後經阿瓊尋找藥方而康復並回家 年輕時爲媽姐，並梳起不嫁，後石硤尾大火後修養阿瓊並一直隱瞞她的身世，後來遇返容姨卻不捨得失去養女所以沒有告知她們為兩母女，直至遇交通意外以為自己即將死所以向容姨說出真相。 後來有一次遇到孕婦臨盆，在阿瓊面前說出自己梳起不嫁所以沒有生兒女的經驗，間接揭露自己不是阿瓊的親生母親，因此而決定離家出走，把阿瓊交還給容姨，但最後三人和好。最終與阿瓊和容姨一起過阿海在馬來西亞的家住，並在阿瓊和容姨回香港後繼續留在當地居住 於第9集登場 | 娣姑 娣媽          |
| 莎 鳳（沙鳳）  | 余帶娣 | 余瓊之養母 吳芳貴之契媽 阿梅之大姊 原本癱瘓並居住在老人院，後經阿瓊尋找藥方而康復並回家 年輕時爲媽姐，並梳起不嫁，後石硤尾大火後修養阿瓊並一直隱瞞她的身世，後來遇返容姨卻不捨得失去養女所以沒有告知她們為兩母女，直至遇交通意外以為自己即將死所以向容姨說出真相。 後來有一次遇到孕婦臨盆，在阿瓊面前說出自己梳起不嫁所以沒有生兒女的經驗，間接揭露自己不是阿瓊的親生母親，因此而決定離家出走，把阿瓊交還給容姨，但最後三人和好。最終與阿瓊和容姨一起過阿海在馬來西亞的家住，並在阿瓊和容姨回香港後繼續留在當地居住 於第9集登場 | 娣姑 娣媽          |
| 苑瓊丹         | 余 瓊  | 余帶娣之養女 容姨失散的女兒玲玲 吳芳貴之契姐 因小時候發高燒導致智商受損並忘記生母，但最後遇容姨相認並一樣對待養母和親母。 参見容家 | 阿瓊 瓊姐 低B瓊    |
| 張慧儀         | 吳芳貴 | 余瓊之契妹 吳巧兒之女 余帶娣之契女 小時候被親母交由娣姑撫養 參見容家 | 阿貴 契姑姐 貴姑姐 |

### 歸家
| 演員   | 飾演   | 介紹 | 暱稱 或英文名                            |
| 楚 原  | 歸齡高 | 大馬拿督，家財萬貫。一直認為金錢是萬能的，曾用錢使小敏離開阿南，可惜不成功。不過因為阿萊失蹤，令他明白到親情的可貴。所以他還是接受小敏，成為其媳婦，並為拿督添了孫子歸一。拿督經常對人戲言「信唔信我槍斃你？」，但一直都沒有實行。拿督表面上是嚴父，其實口硬心軟，十分疼愛阿萊、阿南及MayMay。一共有三位老婆，但一直認為最對不起的是大老婆惠芳和蘇菲。先說前者，歸拿督未發財的時候已經嫁入歸家，其後因為拿督致富，並與舞女偷情而離家出走，前往香港（當時懷著歸亞萊）。其後歸拿督趕到，惠芳患了重病，在生下亞萊後不久便離世。之後齡高繼承其遺願，把她的骨灰留在香港。再說後者，經過MayMay被揭發並非其親生女和亞萊被綁架後，他開始明白到錢財乃身外物，即使自己富有非常，但卻少了像李家一樣的溫情，一家人吃飯時高朋滿座，有講有笑的熱鬧與溫馨，所以他不再執著於追逐名利，變得十分隨和友善。雖然少了一份拿督的威嚴，但就多了一份慈祥。雖然拿督經常表示與蘇菲，歸亞美已經完全沒有關係，她們是不相干的人，但實質拿督仍然很關心她們。齡高在與她們斷絕關係後，曾答應只要亞美將旦旦長大成人，到18歲時他便會從歸亞南手中獲得一筆財產。另外，在旦旦患急病需要一大筆醫療費時，拿督又一口答應，種種行動都看出齡高對蘇菲，亞美仍然有情有義。蘇菲為了答謝拿督幫助旦旦的醫療費，主動相約他吃飯。可惜蘇菲在赴會期間發生交通意外而不幸身亡，令拿督傷心欲絕。在蘇菲臨終前，拿督在病床前向蘇菲哭訴自己一直以來最愛的女人就是她，只不過自己一直認為戲子無情，並擔心蘇菲會嫌自己老而離開他，所以一直待蘇菲不太好。不過事實證明蘇菲一直以來都沒有離開拿督，令拿督深感慚愧。在蘇菲去世後，齡高繼承其遺願，把她的骨灰一起帶回大馬，並待MayMay如自己親生女一樣。 於第385集首度登場 | 龜苓膏 拿督 拿督阿爸 Ringo               |
| 曾玉娟 | 惠 芳  | 歸拿督的元配夫人（只在拿督的回憶中出現），阿萊的親母。靠外家的金錢讓拿督做生意，由於拿督曾下定決心一日不飛黃騰達，就誓不回家，故她每天都替拿督打理家務。即使自己快將過世，也不願通知拿督。在她去世後，拿督回家才發現其已故的消息，正因如此，拿督十分敬重和愛護她。 | 大拿督夫人 大大媽 惠芳姐                 |
| 梁葆貞 | 司徒珠 | 歸拿督的夫人，非常疼愛阿萊和阿南（縱使阿萊並非她的親生兒子）。曾為查探小敏的家境而化名順嫂，到石老表的茶餐廳工作。發覺石家的人非常友善加上小敏的人品好，故十分喜歡小敏。曾因歸拿督反對他們一起而搬出歸家。而她在大馬的日子則由善姨及好姨替她提供有關阿萊及阿南的情報。在得知拿督在外包二奶(蘇菲)後，憤而離家出走。後來因阿萊被子浩綁架，她傷心欲絕，幸得蘇菲從旁鼓勵，加上其他人勸告，故決定主動向蘇菲言好，希望他們和睦相處能使拿督開心一點。而在蘇菲、MayMay被趕出歸家後，亦有與蘇菲聯絡，交代拿督近況。 | 珠姐 拿督阿媽 大拿督夫人(實際上是二夫人) |
| 潘冰嫦 | 蘇 菲  | 歸拿督的二夫人(實際上是三夫人)，梁尚燕的表妹，歸亞美的親生媽媽。曾入股好姨、Helen的服裝公司Jungle。蘇菲為人生性直爽、怕事，曾是粵語長片時代的紅星。小時候就被父母逼去做戲賺錢養家，兄弟姊妹都因她是戲子而對她不瞅不睬。朋友欺騙她只因為她夠蠢，而且經常做錯事。她在登台時認識賴建朗，並雙雙墮入愛河，奈何在蘇菲懷孕時卻被賴建朗拋棄，後來改嫁給歸拿督。雖然蘇菲為人二奶、但她卻不會搞風搞雨，反而持家有道，視阿萊和阿南為自己的親生骨肉一樣。在阿萊被子浩綁架時，蘇菲更經常從旁鼓勵傷心的珠姐，更發誓若阿阿萊平安歸來便會一生茹素，後來更與珠姐和好。在拿督揭發歸亞美身世後，蘇菲被逐離歸家，但其實拿督仍不時記掛她。在被拿督拋棄後，蘇菲決心全情投入工作，希望能夠養育旦旦成材。後來旦旦被發現腦部有腫脹，必須盡快切除，只是當時蘇菲一時之間不能應付大筆醫療費，於是決定求拿督幫忙，而拿督亦一口答應。蘇菲為感謝拿督借錢醫治旦旦，便主動約拿督吃飯。在赴會期間遇上交通擠塞，由於蘇菲深明拿督討厭人遲到的性格，於是蘇菲在中途下車跑去找拿督，豈料在過馬路期間突然被車撞倒，更被捲入車底，情況危殆。在彌留期間，蘇菲向拿督道出所有心底話，其實她自小缺乏父母的憐愛，直到拿督的出現才發覺原來有人會關心自己的，故十分感激拿督，於是決定追隨他多年。蘇菲在臨終前哀求拿督原諒她們，視MayMay作自己親生女，旦旦作自己孫子一樣，並希望在她去世後把她的骨灰帶返大馬，一家團聚。拿督答應了蘇菲的要求，並表示一早已經原諒了她們。其後蘇菲在逐一感謝和交代遺言後撒手塵寰，與拿督，MayMay陰陽相隔。 | 菲姨 菲菲 細拿督夫人                     |
| 呂 方  | 歸亞萊 | 歸齡高的大子，學習能力低，但熱愛音樂和唱歌。因為逃避結婚，而流落香港街頭，被余瓊收留，後來與阿瓊發展了一段似有似無的愛情。曾被子浩綁架，於大海失蹤（第625集），後大難不死。亦曾被子浩腳趾尾拉西踢落升降機槽，幸再次大難不死。亞萊後來為找子浩的犯罪證據曾化身為沈得廣。在子浩去世後，亞萊繼續到維也納深造音樂，而阿瓊在他離開期間仍然決定無休止等下去，不肯開始新的感情，最後亞萊回到香港，並與阿瓊結婚（第919集/重播版第685集） 於第374集首度登場 | 亞萊                                     |
| 郭耀明 | 歸亞南 | 歸齡高的二子，亞萊的同父異母的弟弟，與亞萊感情深厚。亞南非常喜歡阿貴，奈何阿貴對向海情有獨鍾，令亞南無可奈何。最終他與石敏結成夫婦，並育有一子歸一。曾被阿海誤會與阿貴有染，但他並無憎恨阿海，因為他覺得阿海是他的好朋友，在阿海落難時更暗中出手幫助。 於第390集首度登場。 | 亞南 黑仔南                              |
| 楊婉儀 | 石 敏  | 歸亞南的妻子，李子浩的前女友，為亞南誕下兒子歸一。經常被MayMay戲稱為凸眼金魚/大眼雞魚/大眼金魚。 | 小敏 阿敏                                |
| 馬蹄露 | 歸亞美 | 蘇菲與賴建朗的親生女兒，早期被誤為歸齡高之千金，因為家境富裕，而且歸齡高對她愛護有加，令她自小便嬌生慣養，恃寵生嬌，為人刁蠻任性，自以為是，目中無人，目無尊長，喜歡稱年紀大的長者做「耆英」，麻煩的長者為「麻鷹」，後來她被揭發並非拿督之親生骨肉，拿督決定不再理會她。其丈夫子浩得悉她並非拿督之女後，亦拋棄她，並決定和她離婚，一時之間身份、地位、名利、親情、感情盡失，令MayMay曾經試過輕生，可惜她跳樓大難不死。她亦試過為求子浩重回她身邊，不離棄她而食泥，但子浩仍然無動於衷。最終子浩被射殺身亡，MayMay獨力養大其兒子旦旦。（註：MayMay要讓其兒子旦旦知道他有一個這麼可惡的爸爸，於是取其名「歸旦」，即龜蛋的意思），雖然MayMay失去一切，但她仍然沒有放棄，反而更加堅強繼續生活，她住在上等親家一間擠迫的房間，並在立生的醫務所當護士。雖然她的態度間中仍然非常囂張，但比起從前已經大為收歛。MayMay曾經單戀立生，但因為立生已經有一個更好的女朋友阿靜而被拒絕，MayMay求愛不遂，唯有和立生上契，令她成為其契妹。MayMay借意為了幫旦旦找個爸爸，又曾經試過扮高貴，扮溫柔，扮賢淑與高山青相戀，結果一次意外令MayMay真性情盡露，（註：有一次高校長、山青在街頭相遇MayMay，當時MayMay帶著旦旦，為了不被識破她有了兒子，她放旦旦在一架垃圾車，結果那垃圾車被推走，令旦旦一度不知所終，之後在警署破口大罵高校長。）在蘇菲交通意外離世後，歸拿督按照蘇菲的遺願，原諒MayMay並示她為親生女一般看待。MayMay再次成為上等人後，雖然不時發著大小姐脾氣，但她仍依舊對旦旦不離不棄，待他如珠如寶。後來羅生門的出現更加對MayMay和旦旦有了很大的改變：起初MayMay只視生門是下人，沒有出色的人，但當相處日子久了，她發現生門聰明滑稽，對旦旦照顧有加，對自己亦服待周到，尢其有一次她幾乎墮樓時，生門奮不顧身去救她，令她感到生門是一個重情義的好男人，於是MayMay決定將金錢和感情投資在生門身上。 | MayMay 狒狒                              |
| 李俊傑 | 歸 旦  | 李子浩和歸亞美的兒子，歸拿督的孫兒。在子浩去世後，MayMay為了讓旦旦記得他有一個如此壞的爸爸，於是為他改名為歸旦。其後歸拿督得悉MayMay並非他的親生女兒，一度拋棄她和旦旦，MayMay唯有和蘇菲，旦旦相依為命。在蘇菲去世後，歸拿督繼承蘇菲的遺願，重新接納MayMay，視她如親生女兒一樣看待。後來羅生門的出現，生動活潑的旦旦令生門與他十分投契，旦旦更多次誤叫生門為"爸爸";生門本來只是歸家的跟班，但後來他和MayMay拍拖，生門，MayMay和旦旦相處融洽，儼如一家人，十分溫馨。 | 旦旦                                     |

### 林家
| 演員   | 飾演   | 介紹 | 暱稱 或英文名                              |
| 鮑 方  | 康展維 | 林木川、林靜川的契爺，多年前是一名著名眼科醫生。曾有一子，不過兩人關係並不好，後來其子去世令康伯感到十分傷心。與阿靜和立生一起是他一生人中最快樂的日子。閒時會與梁友、叉燒炳捉棋，自號「棋仙」，可惜晚年患有老人癡呆症。起初他並不能接受自己患有老人痴呆症的事實，不過後來記性變得愈來愈差，更曾試過乘的士時不知自己的家在何處，要與司機四處尋找，令他明白自己必須接受現實，好好記下自己每天做過的事。 | 康伯 契爺 棋仙 康仔                        |
| 楊英偉 | 林木川 | 林靜川的哥哥，他是大勝與詠琴小時候的鄰居，為人正直大方。其職業是武行，因為擔任大力的師父，而與小梅結緣。木川表面上經常對小梅呼呼渴渴，粗聲粗氣，實際十分關心，疼愛她。木川因有感自己年少時沒有好好照顧阿靜，故現在十分緊張她，每當阿靜有事，便會第一時間教訓立生。 | 木川 川哥                                  |
| 彭子晴 | 林靜川 | 林木川的妹妹，是一個對工作熱誠的社工，為人擇善固執。但在立生面前，阿靜卻是一個賢淑，溫柔體貼，大方得體，善解人意的好女朋友。在唐立生出獄後，阿靜與其結緣相戀，並極力遊說他開設自己的醫務所。阿靜曾因梁冰雪恢復記憶欲與立生重拾舊情而退出三角戀，避走至英國讀書，但立生最終仍選擇與阿靜一起。其後阿靜亦曾經勤服立生動手術治好他的長短腳。後來立生曾經向阿靜求婚，但因阿靜自小就有個夢想，就是要到英國繼續進修而被拒絕。不過其後阿靜發現自己已懷孕，於是終於決定嫁立生。在阿靜懷孕期間，有一次她無意揭發王思琴與其兄永發的秘密，並得悉樂樂綁架的事與他們有關。與此同時，阿靜剛巧遇到永發，並被他用磚頭擊至重傷昏迷（第902集），更險成變成植物人。阿靜昏迷期間，為立生誕下兒子文希，不過之後多次有生命危險，後來連主診醫生也作最壞打算，阿靜病情一度危在旦夕。幸好阿靜最後化險為夷，順利醒過來。（第1000集）(重播第738集)後來雖然阿靜醒過來，但由於她臥病在床太久，以致雙腳不能活動自如，要長期接受物理治療。但期間阿靜看見立生經常與羅生肖一起，又想起自己昏迷時生肖不斷在病床的說話，令阿靜認為他們很合襯，令她一度決定放手，將立生拱手讓予生肖。不過阿靜之所以久久不能站起來，正如物理治療所說，她只是受自己的心理障礙影響而不能正常站起來。立生為了解除她的心理障礙，於是聯同李家一家人和生肖合力做戲戲弄她，令她重新站起來。最終阿靜終於與立生有情人終成眷屬，拉埋天窗，並與兒子文晞一家三口安穩地生活下去。 | 阿靜 妹頭 黑面神 林姑娘 林妹妹 靜姐姐 唐太 |
| 陸嘉雯 | 林四喜 | 林木川和其前妻Fanny的女兒。四喜為人獨立性強，乖巧聰明，令木川非常放心去工作，留下四喜獨自照顧自己。後來四喜申請到英國讀書的獎學金獲批准，於是她決定一圓自己的心圓到英國讀書，並希望長大後像阿靜一樣做一個社工，幫助有需要的人。 | 四喜                                       |

### 高家
| 演員   | 飾演   | 介紹 | 暱稱 或英文名                |
| 郭德信 | 高俊岳 | 高山青與高雅文的父親。多年前被太太當場揭發其包二奶，欲向其妻解釋，結果與情婦雙雙被車撞死。 |                              |
| 林小湛 | 葉貞貞 | 高山青的母親。因有感丈夫之死與自己有關而到孤兒院收養雅文，並且將其當做自己的親生女兒看待。為人苛刻，吹毛求疵，難以服侍和相處。對山青擇偶條件非常嚴苛，經常破壞兒子的對象，令山青遲遲都未能與愛人結婚。阮文娟的死對頭，因梁潤善和他兒子相愛從中破壞而互不相讓。 | 高校長 高麻英 阿 貞 校長親家 |
| 洋     | 高山青 | 癌科醫生，為人心地好，脾氣好，但他呆板戇直，為人拘謹，固執，穿著打扮老土且沒有情趣，沒有主見，非常孝順母親高校長，甚至有點愚孝。梁潤善的初戀情人，因媽媽的破壞而無疾而終。他是梁潤好第二任丈夫，經常被阿好戲稱「大小便」，所謂「大小便，不分贜」，而山青的髮型是中間分界，因而得名。山青的口頭禪為：「董特首有說，中國好，香港好；香港好，媽媽好；媽媽好，山青好......（後來加入阿好(指好姨)好）」曾親自替阿琴及樂樂做肝臟移植手術，可惜救不了阿琴的性命。在每次動手術前有收集病人與家人合照的習慣。     | 山 青 大小便 高醫生          |
| 鄺美雲 | 高雅文 | 高山青同父異母的妹妹，其生母為高俊岳的情婦張美清。Gary的未婚妻，但最終因Gary對她不夠坦誠而導致分手收場。雅文與向海是生意上的伙伴，亦是最佳拍檔。兩人因工作經常見面而日久生情，在河北地震中，雅文受到向海不斷的鼓勵和支持而增加其求生意志，令雅文對向海產生好感，並在容向海與吳芳貴分居後與他交往，只是阿貴在此時得悉自己懷有向海的親生骨肉，雅文的介入被不少人認為是第三者，導致這段感情飽受不少批評，同時令雅文承受很大壓力，最終雅文決定放棄，離開香港並在法國重新開始自己的生活。 於第717集首度登場。 | 雅 文                        |

### 王家
| 演員   | 飾演   | 介紹 | 暱稱 或英文名 |
| 李麗麗 | 張玉卿 | 王永發的親生母親。本來她育有一個女兒王思琴，但其後不幸去世。發媽將其女兒的屍體埋在花園期間，其間發現一個孤兒，於是決定成為其養母；助她長大成人。發媽更為她改名做王思琴，以當作懷念其親生女兒，當時思琴只有大約10歲。思琴長大後，與發媽關係不好，因發媽視財如命，經常因錢財問題而令雙方發生爭執。有一次，她曾因在澳門賭錢欠債而聯同永發和兩位賭場鄉里「大耳窿」一起綁架樂樂，並勒索李家100萬贖金。當中10萬用作還債，其餘的則與永發平分。最終此事被思琴識破，但她並沒有當眾在李家一家人面前揭穿他們。在思琴密諜騙取李家財產期間，發媽曾進入三多負責清潔工作。發媽為人重機心，經常提醒永發「防人之心不可無」，認為大力和他一家人會加害於他們。最終發媽在一次與永發爭奪白粉期間，雙雙墮樓身亡。(第935集) | 發媽 卿姐     |
| 梁健平 | 王永發 | 大力的好朋友，與他一起在上海開「發力豆漿店」。他本來本性不差，只是經常與發媽和思琴一起才逐漸變壞。在大勝被趕出三多後，永發正式進入三多工作。雖然他工作勤奮，但為人越來越壞，曾因錢而不認與思琴的親生骨肉，又經常到澳門賭錢，與其他風塵女子一起。永發後來因炒股票而染上賭癮，起初他獲得少許甜頭，不過其後股票大瀉，令他和發媽變成大輸家，更要向思琴借錢度過難關。永發在後期受到鄉里慫恿下，更加染上毒癮。在靜川得知他和王思琴並非真正兄妹關係這個秘密後，永發竟然用磚頭重擊向她後腦，令靜川一度嚴重昏迷，更險些變成植物人。最終永發在一次與發媽爭奪白粉期間，雙雙墮樓身亡。(第935集) |               |
| 袁彩雲 | 王思琴 | 發媽的養女。為人重機心且記仇，有仇必報。由於她和王永發並非真正兄妹關係，於是她能夠和永發在一起。在陳詠琴死後，阿福隨雙親到上海旅行散心，在順道探望大力時，思琴出現在大力的豆漿店。她曾因在上海時救了樂樂一命（註：當日樂樂和一家人在上海參觀工地，其間表示想去洗手間，但由於那裡距離洗手間太遠，於是樂樂獨自在距離工場不遠的地方解決，在他準備洗手時，不小心跌落一個水井，幸得思琴及時幫樂樂急救和送他到急症室，否則樂樂隨時會失救而死），於是順理成章成為樂樂的契媽。思琴一向視財如命，視李家為一顆「搖錢樹」，為了錢財而接近李添福，並與他結婚，欺騙他的感情。其後思琴懷有永發的骨肉，更一度隱瞞添福，只是添福早已做了結紮手術，根本沒可能生小孩。思琴被添福揭穿後，竟訛稱是當晚被打劫時遭人強姦時所造成的，並曾想到深圳墮胎，只是叉燒炳十分希望抱孫，但添福又無能為力，才被他拒絕。由於添福當時完全相信思琴被強姦，於是他答應幫思琴保守秘密，並會將她懷著的骨肉當自己親生的一樣看待。 思琴在密諜騙取李家財產的過程中，深得李家一家人愛戴，令全家人都以為她是好媳婦。有一次，思琴表示經濟不景，開支可節省則省，例如請傭人的費用，令容姨一度擔心自己是否年紀老而沒用，而阿家亦曾經決定把"大鑰匙"交給思琴，讓思琴成為李家大當家。思琴滿以為計劃成功在望，但其實當家是一件很困難，很辛苦的事。阿家這樣做其實只是想一挫她的銳氣，讓她知道做當家並不是一件容易的事，從而亦顯示出容姨在李家的地位。後來永發接觸毒品至不能自制的地步，並被同鄉東哥設局陷害，於是永發威脅思琴定期入錢給他，否則他將他們之間的秘密公開。思琴在無計可施下，唯有在三多，姿卓偷錢。同時，善姨在上海找氣功師傅醫治阿靜時，無故得知其身世，善姨開始對她起疑，及後善姨揭發家中有賊，而樂樂在一次與善姨，好姨喝茶期間發現當日的綁匪，當中更涉及發媽和永發。另外，有一次思琴在醫院探望靜時，哭著向她陪罪，又說當日如果能夠阻止永發，就不會令她受傷，這種種事情被善姨得知後，終於將其詭計被揭發，期間思琴與永發的孽種流產。在病床上，思琴如實交代自己的身世，與及進入李家後的轉變。其實思琴最後對李家有了真感情，很喜愛這個家，並且真的喜歡了添福，只是思琴從前的所作所為實在太壞，而且立心不良，所以始終得不到李家的人原諒。思琴最終被逼離開李家，獨自到台灣重新開始自己的生活，並嫁了給一個台灣人。在結局時思琴再與添福在便利店見面，不過她已經嫁了給一個比自己大十八年的台灣人，並且已經懷孕，更改名為「惠芳」。其本來的名字「思琴」，在李家人眼中為「思念陳詠琴」。 | 思琴          |

### 羅家
| 演員   | 飾演   | 介紹 | 暱稱 或英文名            |
| 招石文 | 羅天明 | 羅生肖、羅生門和羅生津的叔叔。他亦是歸拿督的跟班，負責拿督日常的一切生活需要，包括做司機，保鑣和打雜，有時更要做拿督的出氣袋，被他無理取鬧。 不過羅秘書盡心盡力服侍拿督多年，故拿督對他十分信任，兩人除了是主僕關係外，歸拿督亦當了他是一位知心的老朋友，所以不時向他透露其秘密。在拿督趕走蘇菲後，羅秘書因有感拿督從未試過那麼掛念已離開他的女人，於是他勸拿督接蘇菲一家三口返大馬。後來歸拿督聘請了越南做跟班，羅秘書有感自己年紀漸大開始紀性差且動作慢，更加擔心自己地位動搖而主動提出辭職，但歸拿督聘請越南的用意只是協助羅秘書做事，讓他也有一個跟班幫忙。 | 羅秘書                   |
| 李 岡  | 羅天莊 | 羅生肖、羅生門和羅生津的父親，羅秘書的大哥。天莊為人不負責任，在生肖十二歲時出走，並騙范小妮借高利貸。事隔十多年後，天莊回到香港，並在偶然期間與生肖重遇，而生肖一直認為天莊是好人，於是她與天莊相認後便立即原諒他和接受他。天莊與生肖，生門和生津相認後，曾自稱早年因生意失敗致居無定所，一時住在大陸，一時住在老朋友榮叔的家中。同時，他眼見自己的兒女已長大成人，一個是大醫生，一個是經理，於是天莊假扮慈父與他們進一步打好關係而從中撿便宜。天莊後來主動向范小妮認錯，並希望下輩子能補償過去的錯，一盡父親的責任，小妮大受感動，並決定原諒了天莊。不過天莊早已在東莞有外遇阿怡，而阿怡亦為他誕下了一子小森，天莊之所以向范小妮認錯，只是認為她體貼入微，想享齊人之福而已。後來小妮開始懷疑天莊，於是到東莞捉姦，更親眼發現天莊有外遇。後來天莊發現原來自己的多年好友阿榮竟然與阿怡有染，而且小森更加不是他的親生子，他們接近天莊身邊只是為了欺騙他的金錢，天莊得悉後大怒，並毒打阿怡和阿榮，最終天莊被內地公安以"嚴重傷人"罪名當場拘捕他。 | 羅先生 莊叔 莊哥 John    |
| 馬清儀 | 范小妮 | 羅生肖、羅生門和羅生津的母親。在他們相繼出生後，小妮的丈夫天莊有外遇而不肯與她結婚，更加拋妻棄子，但小妮卻用了自己的名字去借高利貸給天莊做生意，在債主上門追債時，小妮逼不得已拋下生肖、生門和生津不理多年，一個人到加拿大重新發展。這令當年已經懂事的生肖感到十分憤怒，後來小妮回到香港，並在一次偶爾機會與他們相認，不過生肖卻久久不肯原諒她。范小妮一向認為安仔為人不錯，應該適合津津，正巧津津當時被流氓劃臉留下疤痕，小妮認為這件事或多或少因安仔而受傷，於是強逼安仔負責任，希望他照顧津津之餘，又經常暗中製造機會予津津和安仔走在一起。後來范小妮誤以為越南癩蝦蟆想與生肖發展，於是她多次從中阻撓之餘，更特意警告越南不要高攀生肖。范小妮後來更主動為生肖相親，製造機會讓她認識一個年事已高的大學教授，令生肖大怒並警告范小妮不要再干預她的感情生活。其後越南為拿督做事，做羅秘書跟班，范小妮為了對付越南，竟遊說羅秘書用"莫須有"理由讓拿督把越南辭退。另外，范小妮又認為越南很懂揣測別人的心理，為人很工於心計，著羅秘書不得不防他。羅秘書認為范小妮對越南有偏見，於是沒有理睬她。後來津津假裝懷孕威脅與安仔結婚，范小妮不但沒有加以阻止，反而贊成津津的做法之餘，又為她隱瞞，更聯同津津處處為難李家一家，堅決要安仔迎娶津津負責任。 | 羅太太 范婦人 恐怖猴子   |
| 謝天華 | 羅生門 | 羅秘書的侄子，他起初因沒有工作做，曾在歸氏當倉務主管。生門原本一直以為在他出世時，羅秘書將歸亞萊和他調亂，令生門誤以為自己才是歸拿督之親生子，但後來證實他與拿督並沒有血緣關係。生門為人聰明滑頭，最喜歡吃香蕉。生門起初與MayMay鬥氣，之後他進入歸家當管家，並與MayMay在一起。生門在MayMay的賞識和提拔下，後來更加擢升為歸氏集團的經理。生門最終於MayMay訂婚，並決定在年底舉行一個跨年代的婚禮。 (沒有真實劇情，只是從羅生門口中提及) 於第948集首度登場 | 阿門 Simon               |
| 吳美珩 | 羅生肖 | 婦科醫生，曾在阿靜昏迷腦積血期間為她取出嬰兒，令她深受李家一家歡迎，更被他們一家示為恩人。生肖出生在一個非常平庸的家庭，在十八歲那年，生肖考了獎學金到英國倫敦的大學醫學院讀書，期間與林寶堅交往，更與他開了一個聯名戶口。不過後來因寶堅移情別戀而導致分手收場，生肖更被他騙去多年來辛苦儲起的積蓄。正因為這次的情傷，令生肖對結識男性沒有信心，久久也未開始新戀情。寶堅後來回到香港，又差點令生肖再度被他騙財騙感情。在阿靜昏迷期間，生肖曾對立生產生感覺，但她深明立生最愛的始終是阿靜，而且立生會為阿靜一直等下去，所以不敢和立生開始。後來越南的出現改變了生肖，起初越南認為自己配不上生肖，所以不敢和她發展，但後來越南得到拿督提拔，事業稍見成就，越南亦終於鼓起勇氣決定與生肖發展。但石守堅的出現，一度阻礙他們發展，更一度令他們分手收場。不過石守堅為人陰險，為了與生肖一起而不擇手段，而且他用情不專，加上事業上又陷害立生，結果其詭計被生肖揭發，令生肖大怒。後來生肖終於明白自己最愛的始終是越南，於是決定與家明繼續發展，而兩人亦成為夫婦。(1128集) 於第954集首度登場 | 阿肖 羅恩人 羅醫生 Laura |
| 梁珮盈 | 羅生津 | 羅生門和羅生肖的妹妹，她為人刁蠻任性且好勝。津津經常長時間煲電話粥，為她的朋友解決感情上的問題。起初津津在安仔的介紹下，在Jungle當模特兒和Helen的行政助理。有一次，津津與Jungle同事到卡拉OK唱歌，為同事Alice慶祝生日，期間津津與一班流氓起衝突，其中一個流氓更加向津津報復，用刀片劃她的臉，令她的臉留下疤痕。安仔有感這件事因他而起，決定負上責任照顧津津，並答應帶她到日本整容醫院磨皮。後來安仔前女友Joan宣佈與商人唐明結婚，期間津津對安仔產生好感，於是與他拍拖。有一次，Joan來電表示欲與安仔詳談一番，怎料津津竟暪著安仔向Joan佯稱安仔說沒必要回她的電話，又希望Joan不要再出現去破壞她與安仔的感情。津津一直隱暪這個秘密，但後來無意中被善姨得知，令善姨對津津的印象大打折扣，亦對她有所保留，於是反對她和安仔繼續來往。不過起初安仔不聽善姨的勸告，硬要和津津交往，更曾經和她發生親密性行為。有一次，joan從泰國回港見安仔，她的出現令安仔一時間不懂選擇，安仔與Joan言談間更證實Joan曾在泰國致電給她，只是津津以她正和安仔拍拖為由拒絕讓安仔與她詳談。安仔得知後，認為津津為了與他一起而不擇手段，開始變得攻於心計，於是一度向津津提出分手。不過津津不忿安仔與她提出分手，於是決定爭奪屬於自己的愛情，並借意向Joan表明她仍與安仔交往，令Joan對安仔死心，而津津亦乘虛而入重回安仔身邊。不過津津再次和安仔一起後，她的性格已經大變，既管束安仔的一舉一動，又勒令安仔要把Joan以前給他的相片和禮物扔掉。津津後來越來越惹人討厭，而她與安仔的磨擦亦甚多，除了管制安仔結識朋友外，更阻撓安仔在事業上的發展，結果安仔終於按捺不住，主動向津津提出分手。不過性格好勝的津津不肯輕易認輸，其後更假裝懷孕威脅與安仔結婚，否則控告他強姦。最終其詭計被生肖揭穿，而生肖亦曾嘗試勸她坦白向安仔說清楚一切，但津津堅持己見，令生肖無可奈何。後來生肖告知立生有關津津假懷孕的事，而安仔亦無意中得知津津假裝懷孕一事，令他感到非常憤怒。在結婚當天，安仔不斷勾起自己與Joan昔日的片段，令安仔下了決定，在宣誓時表示他寧可下半生身敗名裂亦不肯與津津結婚，結果兩人亦告分手收場。(第1075集) 在安仔悔婚後，津津竟然到醫院當眾責怪生肖出賣她，在叉燒一族面前揭穿她假裝懷孕一事，破壞了她的婚事。津津又認為生肖處心積慮騙了她二十多年，是因為生肖一直以來都非常憎恨她和妒忌她比自己可愛漂亮，亦不肯供津津繼續學業，令她連秘書課程也不能完成。津津又指責生肖自私自利，自己沒有的，也不想別人得到，連對待她的感情生活亦如是。後來津津越說越過份，更加認為生肖前男朋友林寶堅騙她感情和金錢，是上天對她的懲治。津津這番說話令在場的生門終於按捺不住，當眾摑了津津一巴，更加指責她不應該將自己的問題全部推到別人身上。最終津津認為沒有辦法再面對這樣的姐姐，於是決定到法國旅行散心，從新開始自己的生活。(第1076集) 於第957集首度登場 | 津津 恐怖雞 恐怖姐姐     |

### 石家
| 演員   | 飾演   | 介紹 | 暱稱 或英文名 |
| 羅 蘭  | 石榴群 | 石錦江大姐 石敏姑媽 李標漢、李標炳表姐 | 群表姑媽      |
| 焦 雄  | 石錦江 | 石敏父親 石榴群弟弟 李標炳、李標漢表哥 為人雖然粗聲粗氣，但實際上是個好人 想當年受標漢所託交封信給叉燒炳，但因搬家而遺失封信累倒兩兄弟多年來關係不好 | 石老表        |
| 溫雙燕 | 石表嫂 | 石錦江妻子 石敏母親 與丈夫打理父親留下的茶餐廳。劇中後期移民澳洲兒子家裏。                                                                           |               |
| 楊婉儀 | 石 敏  | 石錦江女兒 参見歸家 | 小敏 阿敏     |

### 馬家
| 演員   | 飾演  | 介紹 | 暱稱或英文名 |
| 鄺文珣 | Joan  | 李添安的女友，為人善解人意，故深得李家上下喜歡。Joan在與安仔拍拖期間，曾經搭上商人賴建朗，安仔因此大感不滿，並決定與她分手，而Joan亦被安排到泰國工作。在泰國公幹期限，Joan與一商人唐明關係若即若離，但Joan心中始終最愛的只有安仔一個，對安仔仍然事事關心。不過Joan仍然感到生氣，所以即使Helen多次勸她主動回香港找安仔也被她拒絕。有一次，好姨向Joan靴稱安仔受傷入院，而且情況嚴重，Joan得悉後立即徹夜從泰國趕回香港，幸好這只是好姨撮合Joan與安仔的詭計。Joan回到香港後，終於找到機會與安仔說清楚她們之間的關係，安仔坦白表明只愛她一個，並非津津。Joan聽後心甜，兩人一度復合，但期間安仔仍繼續與津津交往，令Joan感到失望。不過後來津津性格大變，更假裝懷孕來要脅與他結婚，令安仔感到討厭，決定與津津分手，並與Joan在一起，最終兩人更結為夫妻。（第1128集） 於第110集登場 | Joan         |
| 馬海倫 | Helen | Joan 的姐姐，在她和Joan很小的時候，她們的母親已經不在，親戚們看見她兩姊妹也像見鬼一樣，怕會連累他們，所以Helen從來沒有想過要依靠他們。Helen十歲時已經沒有上學，她寧願一邊自修，一邊到工廠做玩具衣服，兼任母職，與Joan相依為命，並獨力帶大她。由於Joan是Helen唯一的親人，所以Helen管Joan很嚴，因為怕她學壞。Helen後來成為時裝設計公司Jungle的老闆，而安仔及 Joan 均為旗下設計師。全行人皆知道Helen為人刻薄、要求高，更曾被賴建朗嘲笑即使她出動美人計也無可能搶到生意。Helen年紀已經不小，但尚未結婚，她曾喜歡梁尚人，亦曾一時不甘寂寞而被茶葉蛋騙財騙色。後來Helen在好姨推介下與高山青交往，不過她認為山青為人太呆板，且沒有樂趣而沒有和他繼續交往。最終Helen和商人唐明戀上。在Joan與安仔分手後，Helen仍然他們有機會發展，於是不斷製造機會給他們。在一次泰國工幹期間，安仔重遇Joan，但期間因一些誤會令他們不能復合，安仔更一度向Helen提出辭職。安仔離開Jungle後，在其他公司工作處處碰釘，更被人當面揶揄一番，令她深感羞愧。安仔經過深思熟慮後，竟然以為Helen在背後中傷他而令他被人處處為難，更加到Jungle當面怒斥她，不過Helen向來欣賞安仔的才能，沒有生他的氣之餘，最後更答應重新聘用他。有一次，Helen到上海工幹期間，再次遇見茶葉蛋，而茶葉蛋又誤以為Helen與富商唐明交往，於是要脅Helen給他一百萬，否則將她的過去公開，只是Helen堅決不肯，後來唐明得知Helen被茶葉蛋騷擾的事，於是對她加以保護，Helen亦深受感動，兩人亦走在一起，最後他們更結為夫妻。 | 馬小姐 Helen |

### 其他演員
| 演員                           | 飾演 | 介紹 | 暱稱或英文名         |
| 李國麟                         | 李德輝 | 林慧芝的丈夫，坐過牢，出獄後在多番努力下終於得到慧芝的原諒。因為曾救過阿廣一命，故阿廣願意替阿海工作，因此開始在向海的公司做運貨的，其間破壞李多欣和劉清華婚姻，後來因為受到阿廣教唆，走私出土文物，最後在醫院向警方自首，再度入獄。 | 阿輝                 |
| 陳美琪                         | 林慧芝 | 童年由曾燕婷飾演，李標炳的叉燒師父之女兒，與德輝育有一子–小健。起初為免善姨誤會而訛稱自己是叉燒炳之堂妹，後來因為她與叉燒炳姓氏不同而被揭發。曾開設古玉店—古玉炳。 於第193集登場 | 阿芝                 |
| 朱威廉                         | 李家健 | 李德輝和林慧芝的兒子。 於第194集登場 | 健仔                 |
| 余慕蓮                         | 沈莎莎 | 劉清華的秘書，能一人做十人的工作之餘，更精通七國語言（不包括法文）後四海建築材料公司成立後為容向海與劉清華的合用秘書，是歸氐集團的得力幫手。阿沈醉心尋找真愛，永遠拍拖大過天，曾自作多情愛上李標漢，後來她遇上真命男朋友超域，發展穩定。 | 阿嬸                 |
| 蕭玉燕                         | Annie Mao | 在故事早期以美人計騙倒梁潤才及福的錢財，而事實上福的六十萬已是叉燒炳和善姨的畢生積蓄，導致最後福與琴不能搬走自住。（第1~2，4 & 10集） | Annie Mao            |
| 馬德鐘                         | Edmond Lau | 李多歡在美國留學時認識的男友，和多歡拍拖的三年多，一直隱瞞自己已經結婚；並是她在紐約和香港的直屬上司。 （第18~28集） |                      |
| 吳詠紅                         | Judy Chan | Edmond 妻子，同時也是樂樂的班主任Miss Chan。 （第20~28集） |                      |
| 羅 蘭                          | | Edmond母親 （第23~28集） |                      |
| 胡耀鋒                         | Edmond 仔 | （第28集） |                      |
| 盧愛倫                         | Fion | 李添安初戀情人。（第52~58集） |                      |
| 李家強                         | Marco | Fion舊情人。（第53~57集） |                      |
| 鮑 方                          | 董浩天 | Fion父親。（第55~58集） |                      |
| 張可頤                         | 阮小姐 | 阮氏集團太子女，因企圖與劉清華復合不果，使劉清華破產。（第64，76~78，123~126, 130，132~133，135~136集） | Fanny                |
| 郭德信                         | 醫 生 | 善姨頭部受傷入院後的主診醫生。（第5~6，38集） |                      |
| 郭德信                         | 曾醫治受重傷的向海的醫生。 | |                      |
| 郭德信                         | 張醫生 | 立生和山青工作的醫院醫生，亦是阿靜的主診醫生。他曾經證實阿靜因腦出血而昏迷，於是為她訂了時間進行一個清除瘀血的手術。 |                      |
| 陳展鵬                         | Eric | 於第6集與安仔歐遊後一起返港的朋友（第6集） |                      |
| 虞天偉                         | 小蔡 | 接載雅文，向海和王經理到河北重建酒店的司機，是廣東人。曾被王經理批評他駕駛得太慢，小蔡指是由於車未入滿油，而且那機器有些毛病，所以駕駛得比較慢。王經理之後要求小蔡回到酒店後要把那部破車開回車廠，並吩咐小張開另一部車接載來他們。 |                      |
| 虞天偉                         | 醫生 | 曾為媚姨診症。 |                      |
| 虞天偉                         | 裙褂店老闆。潤好與高山青結婚時到其店買裙褂，起初他誤以為結婚的是立生和阿靜，後來又誤會是梁友與阿家想補拍結婚照，令好姨感到非常尷尬。 | |                      |
| 虞天偉                         | 在上海以廉價賣化妝品給思琴的商人。 | |                      |
| 虞天偉                         | 立生在美國醫學交流團的其中一位教授。 | |                      |
| 虞天偉                         | 陳先生 | Jungle的客戶。由於他對安仔的設計甚為滿意，於是送了一份小禮物給他。 |                      |
| 虞天偉                         | 羅湖邊防檢查關口關員。有一次，他對MayMay的行李有所懷疑，於是扣留她入房問話，並搜查她的旅行袋，但只搜獲大量內衣褲，後來MayMay更加反罵那關員一頓。 | |                      |
| 虞天偉                         | 權哥 | 梁家明朋友開設的餐廳老闆。家明曾經到那餐廳幫忙，他起初還謙稱自己手藝還未到家，但權哥指出他最拿手是煮河粉。有一次，梁友悄悄送冬蟲草雞湯給家明喝，權哥形容家明出路遇貴人，梁友簡直把他當作兒子一樣看待，而梁友見權哥經常關照家明，也請他一起喝湯，令他感到非常高興。 |                      |
| 虞天偉                         | 參茸藥材店老闆。有一次，大力回港和其姐姐小梅逛街，經過一間參茸藥材店時，非常豪氣地買了各種參茸藥材給小梅補身，又對她服侍周到，令參茸藥材店老闆也一度誤以為大力是小梅的男朋友。 | |                      |
| 虞天偉                         | 酒樓部長。有一次，立生與醫院同事在酒樓吃飯後以信用卡結帳，部長後來指立生所用的信用卡早已報失，需要報警處理。 | |                      |
| 孫季卿                         | 古玉小販/古玉張 | （第9，11，154集） |                      |
| 孫季卿                         | 在街邊為人看相的相士。有一次阿貴，阿靜和阿瓊逛街途中，出於好奇心前往看相。相士向阿貴指出她的婚姻將會遇到波折，同時又向阿靜表示她將會遭受血光之災。起初她們並不相信那相士，但結果相士指出的每件事情都一一發生於兩人身上。 | |                      |
| 孫季卿                         | 馬醫生 | 大馬眼科醫生。媚姨在失明期間，曾到其醫院求醫，不過馬醫生表示上次媚姨的清血手術已經做得非常好，所以不建議她再開刀做手術。同時，馬醫生指出以現時的醫學科技，是沒有任何藥物或手術可以幫她恢復視力。 |                      |
| 孫季卿                         | 江湖術士，最擅長測字。曾為歸拿督測與蘇菲的緣份，道出他與蘇菲其實是有緣份，並勸他要想得開，不要太固執於是與非。雖然拿督口中說不知他說什麼，說話模稜兩可，但實質已經令拿督軟化，並給予機會蘇菲。 | |                      |
| 孫季卿                         | 紙紮鋪老闆。在阿靜買元寶蠟燭期間，他向靜表示其氣色不好，烏雲蓋頂，運氣亦不太好，於是勸她如果是探病或拜祭之類的事，最好可免則免。 | |                      |
| 孫季卿                         | 玄明居士 | 曾為阿瓊和MayMay看姻緣的相士。他指出雖然阿瓊的面相很普通，但手掌卻長得非常好，是貴相。相士同時指出阿瓊心腸很好，積了不少福，令她苦盡甘來，在結婚後會妻憑夫貴，擁有一世榮華富貴不盡，並且夫妻恩愛，兒女成群。後來MayMay向相士問姻緣時，相士對她表示她的掌相其實不錯，只是她生性剛烈，自我中心太強，很難和人相處。同時，相士指出MayMay的姻緣很薄，而且多波折，其下半生的姻緣亦只是過眼雲煙，不會長久，這是因為她的為人太注重外表，所以沒有福氣去花男人的錢，只會被男人騙。不過相士看出MayMay會有一個很孝順的兒子，故認為她下半生註定是享兒子福。最後相士勤她凡事最好留有餘地，並應該收歛一下她的小姐脾氣，因為對人好等於對自己好。 | 居士                 |
| 孫季卿                         | 何伯 | 花王，歸拿督每年都光顧他賣桃花。何伯指出他可能經常接觸，令自己的桃花運也旺起來，在大陸娶了個老婆。 |                      |
| 孫季卿                         | 玄海居士 | 曾為羅生門測流年運程的相士。經過相士的批算後，他指出生門流年行大運，而且有一個影響他一生的福星相助，可以保證他事事順利，路路暢通。同時相士向生門假表示如他是打工的話，會步步高升，做生意的話則賺得一本萬利，如果他能抓緊機會，定必出人頭地。不過相士亦提醒生門千萬不要貪心，否則貪字變成貧，一無所有。 | 居士                 |
| 孫季卿                         | | 街上路人，實際是賊人。有一次，MayMay因擔心羅生門在大陸工幹安危，於是急忙到大陸找他，期間她向路人詢問華夏賓館的位置，各路人的指示都不同，在混亂期間，一眾賊人把MayMay的錢包，電話和證件都搶去。 | 大叔                 |
| 孫季卿                         | 跌打，骨科楊煒民醫生的跌打師父，曾為手受了傷的越南梁家明換藥。 | |                      |
| 孫季卿                         | 梁友的棋友。他曾經在公園相約另一棋友老陳在飲茶後到他的家下棋，但老陳表示不行，因為他的兒子要帶女朋友回家。 | |                      |
| 孫季卿                         | 清潔工人。他曾向另一位清潔工人表示他穿著的那外衣是從垃圾堆撿的，他看起那件外衣很新，於是把它穿上，但他沒想到那外衣的口袋同時有八十元，令他感到非常走運。其實那件外衣是越南的，生肖為感謝越南曾經幫她，於是給他八十元，但他的外衣卻落在生肖手上，生肖怕麻煩，竟然順手把外衣丟到垃圾堆中，並被那清潔工人撿到。 | |                      |
| 孫季卿                         | 在街邊為人看相的相士。有一次，生肖獨自在街閒逛時，不斷想起津津在醫院責怪她的情景，令她感到非常不高興。這時生肖剛巧走到一個相士攤檔旁，相士指出她氣色不好，估計她與別人吵架，但這人不是男朋友，而是親人，而且不只一個，是兩個。生肖見他估計準確，於是決定坐下繼續聆聽相士的贈言。相士首先向生肖指出雖然現時最困擾她與親人不和的問題會在下個月解決，但她在工作方面反而會遇上小風波，有些不是她做錯的事，但因為她運氣不好，所以人家會將責任推到她身上，不過這小風波亦會解決得到的。相士同時向生肖指出她已經有姻緣，紅線已經綁在她手上，只是她自己沒有發覺而已，根據相士的推測，生肖的姻緣應該是從千里而來，生肖聽後若有所思。 | |                      |
| 孫季卿                         | 大雄寶殿的相士，曾為善姨解姻緣籤。相士根據籤文來看，指出善姨的兒子雖然已經與他的女朋友分手，不過復合有望，而且年底還可能共結連理，更加是和第一任女朋友復合。其實善姨是為安仔問姻緣的，當她知道安仔有望與Joan復合後，頓時歡喜。 | |                      |
| 孫季卿                         | 醫院病人，患有胃癌。有一次，越南在醫院準備接受癌細胞切除手術時，那鄰床的病人對他說自己雖然身患重病，但仍會樂觀面對，活多一天便是賺了一天。 | |                      |
| 方 傑                          | 院長 | 立生和山青在醫院工作的院長。他明白立生自升任主任醫生以來，工作量增多，而且壓力也大了，擔心他負擔不來。於是院長勸他如果在工作上遇到任何問題和困難，都要坦白說出來。另外，自從阿靜昏迷住院後，院長亦表示很同情立生，他相信發生這樣嚴重的事，對立生的情緒一定會有很大影響，不過院長同時又很佩服他可以堅持面對，但為了讓立生保持工作上的水準，院長建議他放個假，又或者到外地散心一下，不過他的好意被立生婉拒。 |                      |
| 馮瑞珍                         | 夏枯草 | 在三多對面開設涼茶館。只要任何事情被她聽到，很快就會整個跑馬地的人都知道。後來因經濟不景，生意欠佳而結束涼茶館，返鄉下過活，其舖位成為木川和大勝開設的十全十美店。其夫為火麻仁，而其孫則與樂樂就讀同一所學校。 |                      |
| 馮瑞珍                         | 有一次，她的孫女在精品店不小心打爛水晶玻璃，店舖職員堅持要她賠償，否則報警處理。津津在旁看見後，不忍心那職員報警，於是主動代那小孩賠償。 | |                      |
| 馮瑞珍                         | 在街市向豬肉店老闆買20元豬肺煲湯的家庭主婦。 | |                      |
| 博 君                          | 醫 生 | （第28集） |                      |
| 方 萍                          | 麗 姨 | 蘭好友，獨身 於第30集登場 | 煙槓婆婆             |
| 郭卓樺                         | 阿標 | 李德輝朋友，與其一起走私出土文物。 |                      |
| 梁明華                         | 文 | |                      |
| 梁明華                         | 同事 | 劉清華公司職員（第123集） |                      |
| 鄒 靜                          | 延 | 劉清華之情婦（第45~46集） |                      |
| 陳勉良                         | | 有一次，永發和發媽到澳門賭錢，通霄過後才回到家中，思琴多次致電永發也找不到他，一怒之下把永發和發媽的東西扔到走廊，並更換了門鎖。當永發和發媽回家時，他以為走廊的東西都是不要了，便隨手拿走一缸金魚和一件西裝上衣。 |                      |
| 陳勉良                         | 在大雄寶殿任職算命先生。為阿貴的兒子改名“容浩民”，並為高校長和阿家選出阿好與高醫生結婚的好日子。 | |                      |
| 陳勉良                         | 騎呢怪 | 木川片場拍戲的夥計，曾當電影編劇，後來因市道不景氣而當臨時演員，並曾假扮CID欺騙好姨，私下幫她調查有關高利貸騷擾的案件。 | 怪哥                 |
| 陳勉良                         | 佐敦賣雪茄的辦館老闆。在立生得悉阿靜出事後，立生向他詢問阿靜的下落，他表示阿靜曾經在那辦館買雪茄，但之後已經不知她去了那裡，只知她和一個老先生和女人在一起。（即康伯和善姨） | |                      |
| 陳勉良                         | 康伯在大角嘴的鄰居。康伯的家曾因為出現惡臭，令他與其他鄰居誤以為康伯家中有死屍，但事實是康伯家中其中一個抽屜放了大量食物，引來了不少蛇蟲鼠蟻和陣陣惡臭。 | |                      |
| 陳勉良                         | 小巴乘客。有一次，津津乘搭小巴時因衣著性感，被那位乘客不斷偷看她。 | |                      |
| 陳勉良                         | 在公園玩鳥的大叔。有一次，生門在街無聊閒逛期間到公園觀鳥，一度誤以為那大叔養的是烏鴉，後來他指出那隻是畫眉，最後生門臨走前竟然放走了那大叔的畫眉，結果被那大叔狂追和要求他賠償。 | |                      |
| 陳勉良                         | 麵包店老闆。越南曾在那間麵包店幫忙理貨，而麵包店老闆亦經常留麵包給他吃，令越南十分高興。 | |                      |
| 陳勉良                         | 梁友的棋友。 | |                      |
| 陳勉良                         | 新界村民，生肖、立生、阿靜和越南曾透過醫療車到新界為她們看病。他看到立生的老婆阿靜復原後，恭喜立生之餘又大讚阿靜既漂亮且賢淑，而且應驗了好人有好報。那村民在前幾天受傷，但現在傷口仍然很痕癢。立生為他檢查期間，向他指出他的傷口發炎，應該搽消炎藥，不過那村民只是貼了膠布，但又不知道什麼時候弄掉，立生於是給他一瓶藥膏回去搽傷口，又著他緊記傷口不要沾水，便會很快好的。 | |                      |
| 林佩君                         | 李淑芬 | 林寶堅的妻子，是獨生女，其爸爸在英國擁有幾家影視連鎖店。Candy與寶堅回港處理賣樓事宜期間誕下一子家棟，而寶堅亦重遇舊情人羅生肖，並設局再次欺騙其感情和金錢。最終寶堅的詭計失敗之餘，令Candy對他心灰意冷，於是決定回到英國後與他離婚，獨力撫養家棟成長。 | Candy 林太太         |
| 林佩君                         | 阿新的四個老婆其中之一位。 | |                      |
| 林佩君                         | 珠寶店職員。 | |                      |
| 林佩君                         | 歸氏秘書。 | |                      |
| 林佩君                         | 彭小姐 | 彭拿督的女兒，歸亞萊和歸亞南的中學同學，後來成為亞萊生意上的大客戶。亞萊之前為了公事，曾到夜總會應酬，不過他為了不引起阿瓊無謂的誤會，於是沒有向她坦白。結果彭小姐被毫不知情的阿瓊，小敏和拿督夫人誤以為她是舞小姐，更懷疑她勾引亞萊。 | Maria                |
| 林佩君                         | 關小姐 | Jungle的客戶，是安仔工作上的合作伙伴。安仔當時和津津拍拖，他們的合作令多疑的津津以為關小姐是第三者，並勒令安仔要打電話給關小姐解釋。其實關小姐和男朋友Terrance的感情穩定，她和安仔只是工作上的伙伴，結果關小姐認為安仔公私不分，並向Helen投訴他。 | Fion                 |
| 華忠男                         | 阿廣 | 李德輝的朋友。曾教唆李德輝與其合作偷運國寶，後來李德輝自立門戶，故阿廣與他反目。 | 大隻廣               |
| 華忠男                         | 康伯在上海的子侄。因三叔公的過繼兒子亦能分到祖業而覺得不滿。 | |                      |
| 華忠男                         | 阿榮 | 羅天莊十多年來的朋友。 | 榮叔                 |
| 姚瑩瑩                         | 程 雪 | 上海外資部陸總書記的太太，是模特兒。Helen以前曾經找她拍廣告，在她未走紅時，Helen已經覺得她很有潛質，所以介紹她到廣告商當模特兒。而程雪所拍的廣告，反應也挺好，還進軍大陸市場。後來程雪在上海結了婚，並做時裝進出口生意。(在1103集出場) |                      |
| 河國榮                         | Wyman | 李多欣的銀行上司。 |                      |
| 河國榮                         | Dr.Ronald | 阿靜昏迷期間的主診醫生。有一次，Dr.Ronald在巡房期間，向生肖表示阿靜的情況仍是差不多，不過她的手部神經好像有點反應，總算是一個好現象。與此同時，Dr.Ronald告訴生肖他有一盒關於昏迷病人蘇醒的錄影帶從美國寄來，希望生肖能夠和他一起到資料室參考。另外，生肖在旅遊期間買了一香薰座，希望利用精神治療的方法對阿靜的病情有幫助，而Dr.Ronald亦同意香薰治療某程度上可以刺激神經，可能對阿靜有幫助。在阿靜昏迷期間，曾經被愛滋狂徙企圖襲擊，幸得立生立刻帶她離開病房，不過其後阿靜發高燒久久未退，Dr.Ronald指出可能是阿靜離開病房時，受到病菌感染，令她上呼吸道感染，導致喉嚨發炎而引致發燒。Dr.Ronald其後試過所有能幫助阿靜的藥幫她退燒，但阿靜似乎對所有藥物都完全抗拒，而且生存意志很薄弱，Dr.Ronald更一度擔心阿靜會引發其他併發症，隨時支持不到第二天，更加叮囑立生有什麼想和阿靜講，就要儘快和她講，幸好阿靜最後仍能奇蹟甦醒過來。在阿靜甦醒後，Dr.Ronald指出經過他初步檢查後，阿靜的腦部曾經因嚴重缺氧而可能失去部分記憶;另外她的腳部神經由於長期臥床而開始麻木，要經過一段長時間物理治療才會痊癒。另外，Dr.Ronald同時指出阿靜因經歷了差不多一年的昏迷，所以她在語言和行為方面需要一段很長的適應期，而Dr.Ronald亦勸立生和山青應該耐心鼓勵她，令她重新振作。 |                      |
| 戴耀明                         | John | 永發的朋友，是理髮師。他曾為永發剪頭髮，並向永發建議替他做點Henna染髮。 |                      |
| 許碧姬                         | 李婆婆 | 立生在醫療車當義工的病人。有一次，李婆婆為了感謝阿瓊替她打掃閣樓，又替她換電燈，於是摘了些自己種的白蘭花和木瓜送給她。 |                      |
| 凌 漢                          | 雷部長 | 潤好的老朋友，其前任丈夫唐永年曾治好他的腳氣病。潤好曾在河北地震期間找雷部長幫忙到事發現場找向海和雅文。雷部長曾在蘇聯留學，精通俄文，德文，法文和英文。但他身體較差，患有血壓高，糖尿病，膽固醇過高，而且心肺也跳得不好。有一次與阿好在銅鑼灣消遣途中，突然休克暈倒，並要由高醫生為他做人工呼吸。 |                      |
| 凌 漢                          | 魯拿督 | 大馬拿督，是歸拿督的好朋友。魯拿督已經將近八十歲，並且患有老人癡呆症。有一次，魯拿督在加拿大住院期間，碰巧范小妮工作的工場燒了，所以到醫院做看護。期間魯拿督認為范小妮不錯，於是決定娶她做四太太。 |                      |
| 凌 漢                          | 上海街邊古董檔檔主。有一次，Helen和唐明在飯後散心，經過古董檔期間，唐明送了一隻鐲子給Helen，而Helen亦禮尚往來，送了一領帶夾給唐明。不過Helen期間不慎跌了錢包，還被一路過女孩搶走。 | |                      |
| 曹 濟                          | 老王 | 梁友的棋友。有一天，他們在公園下棋期間突然下雨，令棋盤和棋子都淋濕了，但梁友棋癮大發，於是他到老王家繼續下棋，怎料老王的老婆原來是妓女，碰巧梁友在去老王家中期間又丟了錢包，所以便找立生送錢給他，當立生一進門時就被一位嫖客打劫，後來立生更反被誤會嫖妓。 |                      |
| 曹 濟                          | 林寶堅妻子Candy的表哥。 | |                      |
| 曹 濟                          | 陳經理 | 有一次，上等親家尚燕為了成立教育基金，以培育小雲小吉成材，於是靜悄悄把一條自己心愛的項鍊變賣。金舖的陳經理亦認為那串項鍊的確不錯，相信很難找到，於是答應給她一個好價錢。 |                      |
| 鄧汝超                         | | 澳門司警，負責拯救被綁匪扔落山的向海。 |                      |
| 鄧汝超                         | 任職的士司機，曾接載蘇菲赴會拿督。不過由於在途中遇到交通擠塞，而蘇菲又清楚拿督討厭別人遲到的性格，於是她決定提早下車。後來他發現蘇菲在過馬路時，被後面顧著講電話的司機撞到其的士的車尾，令的士失控撞向蘇菲，更將她捲入車底。 | |                      |
| 鄧汝超                         | 陪伴老婆到婦科診所檢查的男人。他以為阿靜的老公對她不好，令她要獨自來看醫生。 | |                      |
| 郭 金                          | 私家看護 | （第78集） |                      |
| 黎秀英                         | 邦姨婆 | 馮振邦之姨婆（第83集） |                      |
| 黎秀英                         | 英姐 | 余國超的工人。 |                      |
| 黎秀英                         | 岑院長 | 聖伯達羅孤兒院院長。 |                      |
| 黎秀英                         | 包租婆 | 阿貴在大埔小塘村舊居的包租婆。 |                      |
| 黎秀英                         | 在街市看見思琴時與另一街坊講是非，形客思琴煙視媚行，像個狐狸精，更說是思琴逼阿福娶她做老婆，她之所以能夠當上一家之主，是因為很會耍手段。 | |                      |
| 黎秀英                         | 黃春 | 婦產科醫生。因思琴感到永發對自己的親生骨肉非常冷淡，而且阿福有意和她一起移民，於是思琴決定找黃醫生替她墮胎。不過由於思琴已經懷胎四個月加上她在診所門外跌倒，導致她在進行手術期間因流血過多暈倒而不能繼續進行墮胎手術，最後黃醫生把思琴送到醫院救治。 |                      |
| 黎秀英                         | 在街邊賣番薯的婆婆。阿瓊經常在下班後光顧她買剩下的番薯，令那位婆婆感到欣慰，並稱讚她心腸好。 | |                      |
| 黎秀英                         | 醫院的清潔工人。在歸拿督心臟病發在醫院等候檢查期間，曾勸他不要躺在椅上。 | |                      |
| 黎秀英                         | 有一次，生門在街無聊閒逛期間，看見一位婆婆，以為她想橫過馬路，於是出於好心攙扶她想過馬路，但實質那婆婆不是想過馬路，最後生門更反被那婆婆用手袋打了一下。 | |                      |
| 黎秀英                         | 酒樓點心傳菜員。有一次，津津和李家一家人到酒樓飲茶期間，她本來向那點心傳菜員表示要一個灌湯餃留給生肖食，但那點心傳菜員忘記了，而且把最後一盅給了隔壁，津津不忿，用了低級粗俗的方法搶回來，結果被那位茶客惡言相對。 | |                      |
| 黎秀英                         | 清潔工人。她曾經對一位清潔工人表示其外衣很好看，那清潔工人表示那外衣是從垃圾堆撿的，他看起那件外衣很新，於是把它穿上，但他沒想到那外衣的口袋同時有八十元，令他感到非常走運。其實那件外衣是越南的，生肖為感謝越南曾經幫她，於是給他八十元，但他的外衣卻落在生肖手上，生肖怕麻煩，竟然順手把外衣丟到垃圾堆中，並被那清潔工人撿到。 | |                      |
| 黎秀英                         | 街市家庭主婦。有一次，阿家和高校長到街市買榴槤期間，她見阿家和高校長與老闆議價期間，表示想買下高校長早前挑好的那個榴槤，阿家不忿，並與那主婦理論，期間文希的嬰兒車突然滑下斜坡，幸好得越南奮不顧身幫忙文希才平安無事。 | |                      |
| 黎秀英                         | 有一次，范小妮重遇其前夫羅天莊後非常憤怒，於是透過"打小人"去趕走這個渾蛋。不過她打小人時言詞狠毒，連在旁的這位婆婆也揶揄范小妮假如她在此擺攤子，她自己也可能沒有生意了。 | |                      |
| 黎秀英                         | 有一次，Joan趕赴善姨生日派對期間，突然電梯故障，令她被困在電梯內。這時，與Joan同電梯的這位婆婆突然暈倒，而Joan亦出於好心送她到醫院，無奈放棄參加善姨的生日派對。 | |                      |
| 黎秀英                         | 醫院清潔工人。有一次，她在清潔期間，不慎弄亂了生肖和石守堅的飲品，後來生肖發覺後感到十分尷尬。 | |                      |
| 談佩珊                         | Amy | 馮振邦前妻（第85集） |                      |
| 王雅盈                         | 邦 女 | 馮振邦之女（第85集） |                      |
| 廖麗麗                         | 朗拿督夫人 | 大馬朗拿督夫人，與媚姨是多年朋友。在媚姨落難及失明期間，朗拿督夫人並沒有嫌棄她，反而仍然陪伴左右，並替她找醫生，令媚姨大為感動。 |                      |
| 廖麗麗                         | 王太太 | 姿卓的顧客。因其丈夫炒紅籌輸掉一百多萬，並用她的名義向銀行借錢，令她需要每月為他歸還數萬元債務。 |                      |
| 廖麗麗                         | 廖太太 | Helen生意上的大客戶。在阿靜出事後，潤好曾為阿靜繳交住院費，只是那間私家醫院需要每三天結一次帳，而且費用非常高昂，令潤好無計可施之下以超低價變賣自己心愛的珠寶。起初潤好訛稱是幫朋友賣珠寶，令廖太太認為她如此賣力推銷那些珠寶，不知道的人還以為是她自己賣珠寶，潤好聽後感到十分尷尬。廖太太後來看中了一隻紅寶石戒指，她表示那戒指很鮮紅，很耀眼。雖然潤好標價一萬八千元出售，但結果她只以八千元買下那戒指。 |                      |
| 廖麗麗                         | 陳太太 | 姿卓的顧客。清芸向她表示近來天氣乾燥，於是她推介多做一個深層水份面膜，而且現在正在推廣期，只需500元，算很划算，最終這建議亦得到陳太答應。 |                      |
| 廖麗麗                         | Pauline姐 | 三多食客。她在三多與朋友交談期間，表示她已經和男友謝公子分手，因為他炒輸了紅籌，而且還要她抵押房子幫他還債。後來立生和山青在三多出現，當Pauline姐得知他們是醫生後，更加主動上前搭訕，只是被在場的好姨拒絕。 |                      |
| 廖麗麗                         | 小偷。有一次，生肖回家途中突然下起傾盆大雨，那小偷假裝和她一起遮雨，實質是偷去生肖的錢包，只是生肖當場沒有證據去指證她。 | |                      |
| 廖麗麗                         | 林寶堅妻子Candy的表嫂。 | |                      |
| 廖麗麗                         | 魯拿督的四位老婆之一，曾給予一萬元給魯拿督的第四位太太范小妮，並向她指出魯拿督患有老人癡呆症。 | |                      |
| 廖麗麗                         | 新界村民，生肖，立生，阿靜和越南曾透過醫療車到新界為她們看病。起初她一看到生肖和立生，便將她特意為他們做的杏仁餅送給他們。後來立生為她檢查眼睛期間，她表示滴了眼藥水後眼睛是好了點，不過看東西還是很模糊。立生於是懷疑她患了老花眼，並著她到眼鏡店驗眼。 | |                      |
| 廖麗麗                         | 酒樓茶客。自從阿家准許越南與梁友相認後，阿家要求把這事秘密處理，不得被外人得知。不過李家一家卻不經意把這秘密傳開，其中包括雞坤亦得知這秘密，而這位茶客正是和雞坤在談論越南相認的事，阿家發現後非常不悅。 | |                      |
| 廖麗麗                         | 妹記蔗汁店的老闆娘。有一次，木川準備到上海找小梅時，路過她的蔗汁舖，木川突然回想起小梅以前表示很喜歡喝那兒的蔗汁，於是買了一樽蔗汁帶給小梅喝。 | |                      |
| 廖麗麗                         | 三多食客。有一次，她和幾個師奶聚集三多說要斬幾味，大事慶祝范小妮往東莞捉姦卻被打傷的事，又大數小妮平日的不是。不過善姨卻為范小妮說好話，又指一切都是誤會，被站在鋪外的小妮聽見。小妮感謝善姨的幫忙，兩人關係亦從此轉好。 | |                      |
| 衛 昇                          | 老 板 | （第88集） |                      |
| 黃家駒                         | 牧 師 | 李多歡與馮振邦婚禮之牧師（第90集） |                      |
| 葉振聲                         | 許世強 | 小強 李彩瑤舊情人，小君親父，不務正業髮型師，因當年被李標炳打，導致他向李家報仇。（第91~94集） | Frankie              |
| 陳曉雲                         | 小 紅 | 梁潤才的情婦，欺騙梁潤才金錢（第98~105集） |                      |
| 劉桂芳                         | | 在潤好搭飛機回香港時認識，阿好原本打算和高醫生到美國私奔，怎料高醫生在起飛一下竟然臨時“放飛機”，令阿好大怒。在回程途中，在身旁的她看見阿好在飛機上一時無故大笑，有時又自己打自己，自言自語，於是她對阿好表示自己亦曾經因為男人而患上抑鬱症，但現在已經是一個成功人士，並著她不要為了無謂的男人而煩惱。 |                      |
| 劉桂芳                         | 李太太 | 李太太已經有四個孩子，她怕居住地方旺丁不旺財，於是轉賣給媚姨。媚姨認為那房子整體不錯，而且能她的媳婦阿貴住在隔壁，能夠每日照顧她，令媚姨感到滿意。不過媚姨就無意中發現隔壁的阿貴竟然裝懷孕來欺騙她和向海，使媚姨大感驚訝。 |                      |
| 劉桂芳                         | 林惠玲 | 婦科醫生，與阿靜相識多年。在驗出阿靜確實懷孕後，她勸靜要與男朋友商量，不要一個人獨自到英國，因為這是她首次懷孕，特別需要人照顧。 | 林醫生               |
| 劉桂芳                         | 陳太太 | 姿卓的熟客。由於其美容療程即將結束，於是清云向她推銷一個新療程，除了價錢不變外，還有多兩次療程，並再多兩支精華素給她。正因為新療程很划算，她希望身旁的另一熟客王太太也績一個新療程，只是王太太的老公因炒紅籌失利而欠下巨債，令她沒有意思再績一個新療程。 |                      |
| 劉桂芳                         | 李太太 | Helen生意上的大客戶。在阿靜出事後，潤好曾為阿靜繳交住院費，只是那間私家醫院需要每三天結一次帳，而且費用非常高昂，令潤好無計可施之下以超低價變賣自己心愛的珠寶。李太太認為一個女人弄得要賣自己的家當，不是炒虧了房子，就是輸了股票，潤好聽到後感到十分尷尬。 |                      |
| 劉桂芳                         | 小巴乘客。有一次，思琴在乘坐小巴期間，突然作嘔作悶，那乘客看見後估計她是懷孕了，於是便送了一粒話梅給她止嘔。 | |                      |
| 劉桂芳                         | 孕婦產前講座的講師，曾播發一段錄影帶讓孕婦了解產前運動所需要注意的事項。 | |                      |
| 劉桂芳                         | 三多食客。在與朋友交談期間，她認為每個男人都是一樣到處留情，同時總會覺得老婆不夠了解他們，到他們走投無路時，就會馬上找機會求老婆原諒他們。 | |                      |
| 劉桂芳                         | 劉太太 | 孕婦。劉太太已經40歲，之前亦試過兩次懷孕，只是兩次都無故流產。她擔心自己的身體狀況出了問題，於是詢問羅生肖，並對她說作為母親的甘願犧牲自己，來保住肚裡的嬰兒。劉太太的這一番說話令生肖決心保住阿靜的嬰兒。 |                      |
| 劉桂芳                         | 林寶堅妻子Candy的表姐。 | |                      |
| 劉桂芳                         | 孕婦。有一次，生肖在放假期間，突然收到醫院朱醫生的來電，告訴她醫院有孕婦出現了問題，於是生肖便馬上趕返醫院。那位孕婦除了稱讚生肖又漂亮又能幹外，又詢問生肖是否因為與男朋友吵架而一聲不響去旅遊。生肖否認有男朋友之餘，亦表示自己只是去散心。 | |                      |
| 劉桂芳                         | 魯拿督的四位老婆之一，她向范小妮指出她們三位已經伺候了魯拿督多年，是時候做闊太，並指示她以後要好好伺服魯拿督。 | |                      |
| 劉桂芳                         | 新界村民，生肖，立生，阿靜和越南曾透過醫療車到新界為她們看病。他一看到立生和阿靜後，便把她婆婆用油甘子葉做的枕頭送給他，並指出這枕頭很適合小孩子，因為不會長痱子。那村民是一位孕婦，預產期在下星期五，但她不知道何時才需要入院。生肖向她解釋胎兒出生前都會有徵兆的，例如陣痛，見紅，又或者是穿羊水，只要出現任何一種徵兆，都可以立即叫親人送她到醫院。 | |                      |
| 劉桂芳                         | 洪太太 | 洪太太曾在時裝界發展，所以認識Helen。有一次，她和茶葉蛋到上海偷情，結果被人通風報信，令茶葉蛋被毒打了一頓。 | Judy                 |
| 劉桂芳                         | 三多食客。有一次，她和幾個師奶聚集三多說要斬幾味，大事慶祝范小妮往東莞捉姦卻被打傷的事，又大數小妮平日的不是。不過善姨卻為范小妮說好話，又指一切都是誤會，被站在鋪外的小妮聽見。小妮感謝善姨的幫忙，兩人關係亦從此轉好。 | |                      |
| 張松枝                         | | 金鋪推銷員，曾向高校長推介其金鋪正在做大減價特價週，而且當天金價便宜，是替女兒準備嫁妝的好時機。在選購金飾期間，高校長突然發現原來高山青每當記掛著阿好時，都會買一個金幣儲起來送給她，一直到他再和阿好一起為止。在山青購買金幣後，金鋪推銷員和其他同事議論著山青的樣子看起來不像是懼內之人，應該是怕媽媽反對他們一起，此番說話被高校長聽到後令她有所反思。 |                      |
| 張松枝                         | 何保馬 | 新加坡華僑，其爸爸是個富商，家裡做雞肉乾生意。保馬唸設計畢業，所以與Helen在生意上有來往，但實質他是歸拿督和拿督太太派到香港的私家偵探，並曾苦戀阿瓊以測試她對歸亞萊的感情。 | Perry                |
| 曾慧雲                         | | 柴妻。 |                      |
| 曾慧雲                         | 牛哥的媳婦。 | |                      |
| 曾慧雲                         | 張太太 | 在股市升時，她因為貪心而炒孖展，誰知她貪勝不知輸，後來美國突然加息導致股市大跌，令她欠下巨債。 |                      |
| 曾慧雲                         | 服裝店店員，與思琴交換照顧兒子的心得。 | |                      |
| 曾慧雲                         | 三多食客。在與朋友交談期間，她認為以她們的質素，認識的應該是帥哥或有錢男人。 | |                      |
| 曾慧雲                         | 康伯在大角嘴的鄰居。康伯的家曾因為出現惡臭，令他與其他鄰居誤以為康伯家中有死屍，但事實是康伯家中其中一個抽屜放了大量食物，引來了不少蛇蟲鼠蟻和陣陣惡臭。 | |                      |
| 曾慧雲                         | 林寶堅在英國讀書時的房東太太。 | |                      |
| 曾慧雲                         | 新界村民，生肖，立生，阿靜和越南曾透過醫療車到新界為她們看病。那村民是一位孕婦，向生肖指出她的腿腫得很厲害。生肖向她解釋孕婦在懷孕期間，通常都有水腫的問題出現，並主要集中在腳底和小腿中部。不過生肖同時提醒她假如水腫問題升到腹部，便一定要告訴醫生，因為這很可能出現危險。後來那村民又詢問生肖有關腿部經常抽筋的問題，生肖建議她可以找人幫她拉直她的腳，又或者自己坐下來平放雙腿，然後拿一條毛巾拉高抽筋的腿，再向自己的方向拉五至十秒，就可以舒緩抽筋的現象。最後生肖介紹了一隻給孕婦專用的藥膏給她搽，希望對她有所幫助。                                                                                               | |                      |
| 曾慧雲                         | 某小孩的母親，在車站為那小孩服侍周到，而在旁的小梅亦對木川同樣服侍周到，只是木川卻不勝其煩，更加喝令小梅收聲。 | |                      |
| 曾慧雲                         | 立生和石守堅醫院的病人的母親。她的兒子因眼睛受傷而需要動手術，碰巧當時立生受負面報導影響，不過她強調不會因為這些報導而對立生失去信心，他仍然十分信任立生，更稱讚他是一個好人。 | |                      |
| 黃天鐸                         | 雞 坤 | 任職雞販，是三多燒臘的雞隻供應商。曾經被唐麗雙騙婚。他曾追求阿瓊，亦曾因為阿瓊而收留阿萊，後來成為朋友。其後雞坤因為炒孖展失利而輸了幾十萬，結果他連雞檔賣了亦不夠還債，最終選擇潛逃。到後來阿瓊和阿萊結婚時，雞坤才出現在他們的婚禮中。（第139集登場） |                      |
| 黃一飛                         | 魯炳良 | 劉清雲盲婚啞嫁的對象（第146~152集） | 老餅良               |
| 邵傳勇                         | 阿 龍 | 曾假扮容姨親子（光仔）行騙，最後被容姨揭發。（第154~157集） | 龍仔                 |
| 莫天月                         | 雯 | 阿龍之母（第154~157集） |                      |
| 陳中堅                         | 恭 叔 | 阿龍之父（第154~157集） |                      |
| 陳中堅                         | 大雄寶殿住持。在蘇菲過身後，拿督感到心煩，希望在寶殿靜修，於是他向拿督道出了數句佛說，希望拿督能夠有所領略，並學懂放得低。 | |                      |
| 陳中堅                         | Peter | 康伯的舊同學。在替他進行身體檢查期間發現他患有老人癡呆症，但反被不願接受現實的康伯辱罵。 |                      |
| 陳中堅                         | 阿靜出事後在醫院出現的男人。其孫女昏迷多年後便逝世，令他感到十分傷心；這亦令在旁的木川擔心阿靜也會有同樣遭遇。 | |                      |
| 陳中堅                         | 黃伯 | 阿霞住所的看更。 |                      |
| 陳中堅                         | 葉醫生 | 歸拿督的家庭醫生。有一次，小敏和阿瓊為了不讓她們的老公娶朱拿督的女兒朱油，於是假裝懷孕欺騙歸拿督。不過歸拿督其實早已知道她們說謊，於是叫葉醫生為她們驗孕查證。 |                      |
| 陳中堅                         | 林醫生 | 養育醫院院長，亦是太平坤士。有一次，生門因感冒菌入腸而導致肚潟大作，MayMay得悉後，竟連忙找來林院長替他出診。起初生門不願打針，後來林院長表示打支針會較快痊癒，於是匆匆替他打了一針，並指出其病情將會逐漸好轉。 | 林伯伯               |
| 陳中堅                         | 魯拿督的朋友，曾與魯拿督的另外兩位朋友，四位太太和歸拿督一起到酒店中餐廳吃飯。 | |                      |
| 陳中堅                         | 胡伯伯 | 梁友在越南的朋友。在梁友到越南得知越南婆莫少芬已經死去後，他同時知悉其兒子家明仍沒有死，於是找胡伯伯問過明白。胡伯伯表示只見過家明一次，那次剛好家明被火燒傷，送到公立醫院搶救，還做了好幾次植皮手術。胡伯伯同時指出家明當時年紀小，連父母的名字也說不出來，所以一直在孤兒院長大。直至十年前的難民潮，家明跟著大夥兒蜂擁到香港，至大概兩年前，家明從一些老鄉的口中得知其母親被送進精神病院，於是家明又偷渡回越南找他媽媽，但那時越南婆莫少芬一見到人不是打就是罵，唯獨見到家明時卻竟然一句話也沒有說，只是在不停流淚。後來胡伯伯指出家明現時結結實實，個子不小，個性也很爽快，不過家明和梁友幾十年不見，就算就見面亦已經沒有感情了，而且胡伯伯亦曾經向家明說過有關其爸爸的事，但他仍未把梁友的名字說出來時，家明已經表示有沒有爸爸也不要緊，亦不想知道他的爸爸是誰。後來胡伯伯也指出他沒有家明在香港的地址，因為他不是住在難民營，是住在外邊，搬來搬去的。當家明有事時，才會回來找胡伯伯，但他是沒有辦法找到他的，就連越南婆莫少芬去世之後，家明都只是匯錢給他，叫他幫忙殮葬其母親。 | 老胡                 |
| 陳中堅                         | 立生，生肖和山青工作的醫院副院長。他曾經向生肖表示希望派她到英國參加為期一個月的醫學交流團，這次的交流團各個國家，包括德國，美國，日本，法國和中國都會派人參加，是一個很難得的機會，生肖得知後亦欣然答應。 | |                      |
| 何美好                         | Grace | 四海建築材料公司職員，公司裡最三八，喜歡打聽老闆們的感情事。 |                      |
| 梁欽祺                         | 文 | 傳呼台長，雙雙上司（第159集） |                      |
| 李慧萍                         | Connie | 四海建築材料公司初開業時的職員，後離職，職位由Grace補上。 |                      |
| 伍慧珊                         | Conic | |                      |
| 伍慧珊                         | 記者 | 因為認出容姨是子浩之母而與同事假裝探病人，趁機搜集有關子浩的資料，從而揭發子浩在其母受傷後居然從沒有前往探望，令子浩以為容姨故意發放消息。 |                      |
| 伍慧珊                         | Michelle | Jungle員工，Helen的下屬、安仔的同事。 |                      |
| 伍慧珊                         | 醫院護士。 | |                      |
| 伍慧珊                         | Irene | Joan在泰國工幹時的好朋友。 |                      |
| 苗金鳳                         | 莫少芬 | 越南的親生母親。越南婆出身於富貴家庭，是個獨生女，所以從小就被人寵壞，並養成了不服輸的性格。在越南婆和梁友一起後，越南的外公提拔梁友入贅，但被越南婆發現原來梁友在香港已經有老婆孩子，於是她就大著肚子逼梁友留在越南跟她結婚。不過梁友和越南婆性格不合，年紀也相差一大截，所以當越南出生後，他們天天吵架，沒多久越南婆更在外面有了別的男人，還跟他私奔。結果越南婆真的帶著越南跟那個叫阿傑的男人私奔，令梁友失去一切之餘，更加令他流落異鄉。其實阿傑接近越南婆身邊只是為了騙財騙色，有一次，他把越南婆灌醉之餘，更加想燒死她和越南。越南婆於是和他打了起來，並且殺了阿傑，可是她自己亦撞傷了腦部。梁友得知越南遇事後非常傷心，更以為越南已經被火燒死，他在心灰意冷下，只好獨自回到香港。後來越南婆於越南回港，並密謀破壞李家，更加險些掐死阿家，令阿家一直懷恨在心。最後越南婆被送往精神病院，並在越南的精神病院去世。 (第173~179集) | 阿芬 越南婆          |
| 楊瑞麟                         | 何兆山 | 醫好李彩瑤胃癌的醫生，暗戀李彩瑤。 （第181~189集） | Albert               |
| 楊瑞麟                         | 黃子奇 | 黃子奇移民顧問公司的移民顧問。有一次，立生和阿靜辦理移民英國的手續，他指出由於立生是專業人士，又有著名眼科醫生寫推薦信，所以他們申請到英國移民相信很快會獲得批准。 |                      |
| 黃文標                         | | 綁架向海的綁匪之一，曾先後向阿貴和善姨勒索一百萬贖金，後來因收不到贖金而進行撕票。他先後多次用刀插向向海，最後更將他拋落山崖。 |                      |
| 黃文標                         | 禮拜 | 大勝在監獄時認識的朋友，曾與羅生門一起到深圳向拜哥提出合資做生意的建議。不過，拜哥卻慫恿他們管理按摩院，卡拉OK和賭場，又或者走私販毒，生門和大勝起初不敢答應他，後來他們雖然答應和他合資做生意，不過他們表明不做違法的事。 | 拜哥                 |
| 黃文標                         | 梁家明 | 在梁友尋找越南期間，曾經登報刊登尋人啟事，而連日來不斷有人相約出來相認。有一天，叉燒炳，善姨和梁友相約他們到跑馬地輝記茶餐廳相認。梁友首先問他是否認得其母親的樣子，但他表示他們失散的時候只有幾歲，根本沒有可能記得他母親的樣子，於是善姨拿出數張照片給他辨認其母親，但他竟然指阿好的照片，還說認得她的母親也有顆痣。這時叉燒炳，善姨和梁友已經深知這位梁家明並不是他們所尋找的梁家明，各人都感到非常失望。 |                      |
| 黃文標                         | 三多食客。他已經結婚，但仍在外面結識其他女人，還公然一起在三多吃東西，結果被他的正印老婆當場揭穿，並與那狐狸精大打出手，幸最終得阿家和清雲調停才平息。 | |                      |
| 黃文標                         | 東哥 | 木川的武師朋友。 |                      |
| 高 遠                          | 莫嘉惠 | 李德輝的二妻，對林慧芝不滿，整天欺負林慧芝，30集被殺害。（在第23集出場） | 阿惠 賤人惠          |
| 雷晴雯 (雷穎怡)                | | 酒店接特員 |                      |
| 雷晴雯 (雷穎怡)                | Irene | 四海建築材料公司職員，喜歡與Wilson鬥嘴，常追問阿沈戀情。 | 死"0靚"妹 (阿沈常叫) |
| 雷晴雯 (雷穎怡)                | 小紅 | 大力在大陸認識的愛人，特意介紹她給專程到國內探望他的叉燒炳一家及阿沈認識，因樣長相與四海建築公司的職員Irene太相似，令眾人大表愕然。 |                      |
| 羅貫峰                         | | 侍應 |                      |
| 羅貫峰                         | Wilson | 四海建築材料公司職員，喜歡與Irene鬥嘴。 | 阿邊個 (阿沈常叫)    |
| 吳美珩                         | 邵麗珊 | 在彩瑤去世後，教導君君畫畫的老師。 |                      |
| 招石文                         | | 容向海捐款興建內地學校的校長。 |                      |
| 傅楚卉                         | | |                      |
| 鄭雷                           | 東 | 李標炳表哥，毛裏求斯漂洋回香港娶妻。喜歡余瓊，後悔婚。 （第349~351集） | 表哥 表叔            |
| 羅 鴻                          | 芝父 | 林慧芝的父。 |                      |
| 李龍基                         | 洪星 | 梁潤好的初戀情人，立生的生父，於潤好懷孕後就跑掉了，後來立生成為大醫生，竟反過來要脅潤好和立生，最後入獄半年。 |                      |
| 魯振順                         | 唐明 | 唐氏國際總裁，是泰國華僑，亦是泰國時裝大王。他從其爸爸手上接管唐氐的時候，只是三十出頭。當時是他爸爸的公司最風光的黃金時代，很多親戚都爭著沾他的光，報紙雜誌亦爭相找他做訪問，令唐明頓時有種飄飄然的感覺。不過經歷十多年風平浪靜的日子後，就因為他一時的失誤，就差點連累到公司失敗和破產，而他的親戚也一一離棄他。在唐明生意失敗期間，Joan時時陪伴左右，令唐明大受感動，更答應Joan他日東山再起之時，便會立即迎娶她。不過Joan心中只愛安仔一個，但唐明對她實在太好，令Joan不忍心傷害他。後來唐明生意上問題得以解決，而他與Helen又互相欣賞，在Helen需要幫忙的時候又對她加以保護，令Helen大受感動，最後唐明與Helen相戀。 |                      |
| 魏駿傑                         | 林寶堅 | 本劇大反派 阿邦的表弟，Candy的丈夫，是英國華僑。寶堅曾在英國布賴頓大學念建築系，並與羅生肖相戀，但他後來移情別戀並欺騙生肖的金錢而導致分手收場，寶堅與生肖分手後，更加搬了家且換了學校。寶堅畢業後在英國唐人街開設錄影帶店，其後到法國學過一年法文。後來林寶堅返回香港，曾經把他在英國騙取的十萬元還給生肖，不過寶堅後來再度設局欺騙生肖的金錢和感情：他先向Candy訛稱生肖在十年前欠他五十萬元仍未歸還，其後又向生肖假稱Candy患有產後抑鬱症，令生肖信以為真，並主動提出借五十萬給他，令Candy病況好轉。後來寶堅一家在臨回英國前更偷去Candy的金錢和阿家，阿好的首飾。結果寶堅詭計被揭穿，除了欺騙不到生肖的五十萬外，更被立生，大勝，生門，MayMay毒打，而其老婆Candy經過這次教訓後，亦完全看清楚他的為人，於是決定回到英國後與他離婚，自己則獨力撫養家棟成長。 | Ken 阿堅             |
| 劉璀翎                         | 惠惠 | 樂樂小時候的幼稚園老師。惠惠與阿靜是好朋友，曾在靜昏迷期間回港探望她，不過碰巧當時生肖誤會立生有外遇，更以為她正是第三者橫刀奪愛，結果被生肖大罵了一頓，後來真相大白，惠惠反指生肖可能對立生有意思。最後惠惠回到加拿大，並與其男友David結婚。 |                      |
| 鄭藩生                         | 林東 | 在澳門賭場任職俗稱“壘馬仔”的推銷員，是發媽和永發的同鄉。東哥曾因發媽和永發在賭場輸錢欠債而聯同他們綁架樂樂。他同時飾演思琴在內地相親時結識的未婚夫東哥。其後他以“東哥”身份出現，在澳門與永發和一個兄弟阿秋合資開時鐘酒店。東哥又曾誘永發炒股票，本來永發一夜之間成為暴發戶，但其後股票大跌令他成為大輸家，並欠下二十萬債務。永發本來希望退出合資，但被東哥拒絕。後來東哥為了進一步控制永發，更誘騙他吸食大麻煙，並誘引他合作做毒品生意。有一次，永發請纓替東哥運毒，其實當時東哥已經對他非常不滿，於是設局陷害他，令他失去需要運的毒品。永發後來被東哥毒打，更要求償還巨債，永發氣在心頭，伺機報復，最後永發在一次交收護照過程中用刀把東哥刺死。 | 東哥                 |
| 彭皓鋒（彭比得/彭國樑/彭冠中） | 李寶秋 | 東哥的拍擋，與他一起誘騙永發吸毒。在股市狂潟時，永發輸到一無所有，於是到澳門時租酒店找東哥和秋哥找晦氣，期間他發現阿秋手上仍戴著金錶，於是便質問他那裡有錢走貨，後來阿秋只說曾經有聯絡他，告訴他股市會大跌的消息，只是他電話又沒有開，傳呼台又打不通，所以才沒有辦法聯絡他。永發之後表示要退股且拆夥，並要求拿回本金，只是阿秋向永發指出他投資了十多萬，一時之間不能完全還給他。阿秋之後亦勸永發應該找思琴替她還債，讓她去收拾這個殘局。 | 秋哥 阿秋            |
| 彭皓鋒（彭比得/彭國樑/彭冠中） | 財經新聞報導員。他報導有關紐約受利好消息影響，香港股市高開兩百點的消息。 | |                      |
| 彭皓鋒（彭比得/彭國樑/彭冠中） | Andrew | 霓裳時裝設計公司的老闆。安仔曾在津津介紹下做替他兼職畫圖，起初他頗欣賞安仔的設計圖，但當安仔將草圖交給他時，他卻故意刁難，又指其設計不合乎他的要求，對他揶揄一番之餘，更加不願意付設計費給他。安仔後來決定把自己的設計拿到他的老同學Alex店中寄賣，有一次，安仔無意中發現某時裝店櫥窗展示的服飾與自己先前的設計一模一樣，原來Andrew在收過安仔的設計草圖後，竟然暗中將他的圖樣轉售圖利。 |                      |
| 彭皓鋒（彭比得/彭國樑/彭冠中） | 急症室醫生。有一次，Helen在大陸回港後突然上吐下瀉，醫生懷疑她在大陸進食海鮮後患上霍亂，於是建議她留院兩天，並多點休息。 | |                      |
| 曾健明                         | | 王思琴帶隊的旅行團的團友。 |                      |
| 曾健明                         | 在河北地震中飾演送李家一家人到災場的司機。 | |                      |
| 曾健明                         | 在上海某間酒店的服務生。 | |                      |
| 曾健明                         | 張生 | 李家的鄰里。 |                      |
| 曾健明                         | 在街邊賣水果的小販。 | |                      |
| 曾健明                         | 尖沙嘴交通意外（即蘇菲事發現場）的其中一個路人，並和另一路人在議論應該用拖吊車把的士吊高才能救出被捲在車底的傷者。 | |                      |
| 曾健明                         | 在街市賣魚的小販。本來思琴想買瓜子斑，但他表示瓜子斑已經賣完了，建議她買杉斑。在撈魚期間，他把思琴的上身弄濕。 | |                      |
| 曾健明                         | 賣水果的小販。在立生得知阿靜出事後，立生曾向他描述阿靜的樣子，並詢問他是否見過阿靜，可惜他表示沒有留意。 | |                      |
| 曾健明                         | 澳門賭場的其中一位賭客。 | |                      |
| 曾健明                         | 路人 | 亞萊為了讓阿瓊不要令她有一種高不可攀的感覺，於是特意穿平民化衣著。亞萊在街上問那位路人他像不像有錢人時，他卻認為亞萊像清道夫。 |                      |
| 曾健明                         | 酒樓茶客。在與其兒子品嚐點心期間，他的兒子表示不要蛋黃，於是他立刻把蛋黃挖出來，而在旁的叉燒炳看見後對阿福說那小朋友和他小時候一樣，與其他小朋友不同，都是要把蛋黃挖了出來才肯吃。 | |                      |
| 曾健明                         | 康伯在大角嘴的鄰居。康伯的家曾因為出現惡臭，令他與其他鄰居誤以為康伯家中有死屍，但事實是康伯家中其中一個抽屜放了大量食物，引來了不少蛇蟲鼠蟻和陣陣惡臭。 | |                      |
| 曾健明                         | 陳先生 | 越南在籠屋居主時的房東。有一次，梁友離家出走期間，越南安排梁友到籠屋留宿。起初房東不肯，但後來陳先生當賣個人情給越南，讓梁友在籠屋留宿一晚。 | 房東                 |
| 曾健明                         | 榮興單車舖老闆。有一次，越南因幫忙生肖而遺失了單車，令他送石油氣時很不方便，生肖有感這事因她而起，於是決定送他一輛新單車。單車舖老闆起初以為生肖買單車自己騎，於是介紹一輛又小又輕的單車給她。不過生肖後來指出她想買一輪較實用，而且有鐵架子，可以用來送貨的單車。單車舖老闆後來向生肖表示那類工具車沒有現成，要大概幾天至一星期左右訂做，不過生肖表示那輛單車是趕著用的，於是單車舖老闆便向她建議買舊車，並給了他那位專做舊車的朋友地址給生肖。 | |                      |
| 曾健明                         | 張部長 | 茶樓部長，他曾向阿家和好姨表示立生已經留了位子，她們不用苦等。 |                      |
| 李 岡                          | 蘇醫生 | Flora的未婚夫，並育有一子小正。他與山青在同一間醫院工作，是腦科專家。曾經暫住在山青家中，其後和Flora結婚並移民到加拿大。 | 老蘇                 |
| 韓馬利                         | Flora | 任職營養師，曾與高山青交往，其後與山青同事腦科醫生老蘇結婚，並移民到加拿大。 |                      |
| 宋芝齡                         | Louise | 任職教師，是阿靜的舊同學，曾在同學會中出現。 |                      |
| 宋芝齡                         | 醫院護士。有一天，她與一位在織嬰兒毛衣的護士交談，並表示那嬰兒毛衣是織給立生的孩子。她同時希望立生到美國考察的時候能夠有好消息，以醫治昏迷中的阿靜。後來立生被傳與生肖一起，她向其他護士議論立生另見新歡，同時被在旁的生肖聽到後信以為真，令她誤會阿靜的好朋友阿惠才是第三者，之後生肖更力斥她橫刀奪愛。 | |                      |
| 宋芝齡                         | 上海酒店接待員，把茶葉蛋的包裹轉交給Helen。 | |                      |
| 何嘉麗                         | 張美英 | 張美清的孿生妹妹，高雅文的阿姨。從加拿大回來，曾自稱是高雅文在美國上大學時的同學YoYo的媽媽而與雅文在上海重遇，並將她的身世如實告訴雅文。 | 美英                 |
| 李鴻杰                         | 張醫生 | 在醫院任職主任醫生，曾為高醫生醫治腳患；亦曾負責搶救因交通意外而危殆的蘇菲，可惜她最終仍返魂乏術。 |                      |
| 李鴻杰                         | 林醫生 | 立生在醫院的同事。他在休息室和另一同事梁醫生聊天時，被對方恭喜他榮升做爸爸，而他亦表示其妻的預產期是明年八月，同時亦鼓勵梁醫生繼續努力。他們聊天的說話被立生無故聽到，令他誤會他們在談論晉升眼科主任一事，並指出林醫生才是眾望所歸。其後林醫生又和梁醫生討論眼科主任的適合人選。 |                      |
| 李鴻杰                         | 李醫生 | 有一次，生肖在駕車期間突然視力模糊，於是她自行乘的士到醫院。李醫生向生肖指出她的眼睛出現突發性的視網膜脫落現象，並指出這種病症的患者通常是頭部受到外來物件猛烈撞擊引起的，後來李醫生替她安排激光修補手術。 |                      |
| 李鴻杰                         | 魯拿督的朋友，曾與魯拿督的另外兩位朋友，四位太太和歸拿督一起到酒店中餐廳吃飯。 | |                      |
| 李鴻杰                         | 羅醫生 | 立生和山青工作的醫院眼科醫生。有一次，醫院傳來傳聞指出醫院隔壁新建一座全港最大的耳鼻喉科大樓，還會把眼科合併一起，而且主管的位置很大機會由他接管，這令立生變相降職，他得悉後感到不快。 |                      |
| 李鴻杰                         | 唐明在泰國的朋友。有一次，他們打完高爾夫球回酒店後，他向唐明指出Joan和他很合襯，希望他快點娶Joan，不過唐明卻指不知有否這福氣娶到Joan，因為唐明深明Joan心中始終只愛安仔一個。 | |                      |
| 李鴻杰                         | 黃老闆 | Jungle的客戶，在上海與Helen談及有關時裝設計圖的問題。 |                      |
| 邱萬城                         | 王經理 | 經常自稱經濟天才，並喜歡收購舊酒店，用來重新發展。另外，王經理一向很欣賞雅文，而正因為她是有名的工程師，於是他希望讓雅文給點專業意見，並答應以後有關重建酒店計劃都會跟歸氏合作。雅文和向海到河北參觀其正在重建中的酒店期間，向海覺得王經理看人的眼神不大對勁，即使他是男人被他看著亦感到渾身不自在。在到達這間有百年歷史，已被列為重點文物保護的酒店後，向海表示這幢房子看起來不太穩當，如果不拆掉它，只是重建的話恐怕會有危險。但王經理認為做生意講究的就是賺錢，如果把房子拆了又重新再起，很浪費時間期，只要裝修得好，就沒有問題，而且他認為在酒店住的都是遊客，他們只管走馬看花，不會理會安全與否。另外，王經理又計劃起新翼，並在房子裝修完成後加建三層，但雅文指出那區的土質根本不適合興建五層以上的樓房。不過王經理又表示在那裡的人全都把房子蓋得七八層高，所以是沒有問題的。其後向海亦向雅文表示王經理為了賺錢不擇手段，要好好考慮是否跟他合作。最後酒店發生大地震，而王經理亦被塌下的東西壓死。 |                      |
| 邱萬城                         | 梁醫生 | 立生在醫院的同事。他在休息室與林醫生聊天時，除了恭喜他榮升爸爸外，又和他討論誰是眼科主任的適合人選，他指出是唐醫生（即立生）與吳醫生之爭。 |                      |
| 邱萬城                         | Leo | 歸拿督生意上的朋友吳伯伯的兒子，畢業後便開始幫助其爸爸管理生意，是鑽石王老五。Leo曾介紹自己給MayMay認識，只是他後來不小心弄髒了MayMay的衣服，而他的假髮也在混亂中弄跌，結果被MayMay大罵一頓。 |                      |
| 邱萬城                         | 愛滋狂徒，曾經大肆搗亂和破壞醫院，更企圖襲擊昏迷中的阿靜，幸立生和生肖及時阻止。 | |                      |
| 邱萬城                         | 街市豬肉鋪老闆。有一次，阿好和高校長買豬肉期間，他多次賣豬肉予較遲來的主婦，當中包括阿好當時的仇家范小妮，但那豬肉鋪老闆卻反指人有相似而認錯，令阿好大怒並決定不在他的鋪頭買豬肉。 | |                      |
| 邱萬城                         | 公園途人。有一次，生肖獨自在街上閒逛時，不慎弄掉鞋跟，她欲用萬能膠把它粘好，怎料手和鞋被黏在一起，令她狼狽不堪。剛巧這公園途人經過，生肖本來希望他幫忙打個電話，但生肖見他色迷迷的看著她，不懷好意，令生肖大感驚慌，幸好越南亦剛巧經過，並見她行動不便，於是越南即抱著她到文具店購買溶解液。 | |                      |
| 邱萬城                         | 江秘書 | 上海外資部陸總書記的秘書。有一次，唐明想約陸總書記討論有關於唐氐購物城批文的事情，於是找江秘書幫忙。不過江秘書卻指陸總書記近來很忙，短期內也不能幫忙，並建議唐明先到房地產科申領有關文件，做好準備才與陸總書記見面。 |                      |
| 簡文達                         | 盧彼得 | 著名眼科醫生，在銅鑼灣開設醫務所。他曾為大馬朗拿督治好眼患，亦曾為媚姨醫治眼疾，並診斷她是因糖尿上眼而導致失明。 |                      |
| 陳楚翹                         | 陳小慧 | 山青被逼相親時認識。小慧已經大學畢業，並教了一年書，主要教中文和文學。本來她被高校長稱讚有修養，只是有一次當高醫生和她通電話時，她明言和高醫生一起上街時很悶，而且有代溝，更加要求看過他的驗身報告才予以考慮，甚至最後以“阿伯”來稱呼他，令高校長感到不滿，覺得她沒有教養，很自我，於是反對山青和她交往。 |                      |
| 黃德斌                         | 潘先生 | 向海與清華公司的客戶，是一名騙子，專門欺騙商人到外地做生意。由於他的老闆在澳門有個舊屋苑希望重建，於是他擔當中間人，借意和向海到澳門談生意。在之前與清華言談中，潘先生得悉向海是大馬拿督的親戚，又在上海有生意，於是其後聯同綁匪在澳門綁架向海，並勒索一百萬贖金。 | 小潘                 |
| 邵卓堯                         | | 綁架向海的綁匪之一。 |                      |
| 邵卓堯                         | 的士司機。有一次，阿瓊和何保馬逛街時，保馬突然拖著阿瓊的手，但遭阿瓊拒絕且立即跳上的士。其後那的士司機表示她的男朋友在叫她，但阿瓊稱保馬不是她的男朋友，並著他盡快開車。不過那的士司機卻向阿瓊表示他覺得保馬一表人才，又很有誠意，並勸她給自己一個機會。 | |                      |
| 邵卓堯                         | 沈家明 | 上海著名氣功師傅沈自清的兒子，與大力是體育學院的同學。家明後來與善姨傾談期間，表示王思琴曾在小時候向其父親求醫，只是沈自清認為他和思琴沒有醫緣，最終令思琴不久後斷氣身亡。家明這番說話令善姨開始懷疑思琴的身世。 |                      |
| 邵卓堯                         | 車行職員，曾向羅生門表示MayMay送了一架車和一部電話給他。 | |                      |
| 邵卓堯                         | 李醫生 | 醫院物理治療部的是醫生，是生肖中學的同學，曾在阿靜醒來後為她做物理治療。李醫生指出阿靜的腳最大問題是由於她昏迷期間，她的養分供應不能完全吸收，所以她的腳比一般人瘦一點，令她暫時用不上力。李醫生同時指出，根據他過往的經驗，有些病人也可以靠自己的鬥志克服心理障礙，並勸立生作為她的家人，可以想一些激勵的辦法去幫她。在一次物理治療期間，阿靜仍未能正常站起來，李醫生表示經過詳細檢查後，發現阿靜的腳肌肉並沒有萎縮，也沒有抽筋的現象，神經線也沒有受到損害，相信她之所以不能正常走動，可能是她心理上出現問題，其潛意識放棄自己，又或者是借助自己不能走來吸引別人的注意和關心，李醫生更建議阿靜接受心理醫生的評估。後來翁教授到醫院參觀，他表示自己亦有看過翁教授發表的醫學論文，並認為翁教授出了一個像立生這樣能幹的徒弟，的確是“嚴師出高徒”。 |                      |
| 邵卓堯                         | 遂記報刊雜誌屋老闆，曾問家明是否買“拍拖報”，又問他想怎樣配搭，後來那老闆給了兩份報刊給他，其中一份更附送食譜。 | |                      |
| 邵卓堯                         | 小王 | 大力在東莞開設的御膳飯店的拍檔。 |                      |
| 邵卓堯                         | 一宗家庭糾紛案中的無良父親。他的兒子和老婆在意外中受傷，但他還在醫院大罵其兒子不自愛，結果被石守堅大罵了一頓。 | |                      |
| 邵卓堯                         | 東莞公安。在羅天莊得悉其外遇阿怡和他多年好友阿榮欺騙他感情和金錢後，天莊大怒後毒打阿怡和阿榮，結果天莊被公安以"嚴重傷人"罪即場拘捕他。 | |                      |
| 麥子雲                         | | 綁架向海的綁匪之一。 |                      |
| 麥子雲                         | 賊人。有一次，他在十全十美購物時，忽然看見阿雲從手袋取出一疊六萬元現金交給大勝，其間大勝基於面子問題不肯接受。在二人你推我讓之際，那小偷乘機搶去現金，幸好後來阿雲搶回六萬元現金，並毆打了他一頓。 | |                      |
| 麥子雲                         | 梁家明朋友開設的餐廳食客。有一次跑馬日，梁友向家明表示收到必勝貼士，並且希望與家明合夥買馬，身旁的食客聽到後也跟他的貼士下注。不過最終梁友的貼士輸掉，但他買了的另一條飛勝出，並向家明表示他們每人分五萬元，只是梁友遺失了彩票，結果反被跟隨他貼士的那位食客指他吹牛。 | |                      |
| 黃成想                         | 嫖客 | 有一次，他在街上看見潤好與高醫生在馬檻樓下拉拉扯扯，誤以為好姨逼高山青開房，其實好姨只是逼山青去看雞眼醫生而已。 |                      |
| 黃成想                         | 蘇菲交通意外遇害現場的路人。 | |                      |
| 黃成想                         | 陸宇申 | 大學講師，曾經是十大傑出青年。有一次，范小妮做媒人希望介紹陸宇申給生肖認識，於是聯同MayMay借籌款活動之名要求生肖陪伴到電視台，而生肖亦勉強答應。陸宇申當時在主持都市論壇節目，討論有關應否讓大陸女傭來港取代菲傭的事宜，結果引起在場觀眾不滿，並造成混亂，而范小妮亦因此被生肖罵得狗血淋頭。 |                      |
| 李子奇                         | | 任職的士司機，實質是賊人。有一次，他在接載清云和思琴回家時，途中突然把車駛到郊外荒僻處。他本來只是為了劫財，但其間他看見思琴有幾分姿色，竟然獸性大發，幾乎把思琴強姦。幸好思琴趁他分心時用膝蓋頂撞他的要害，並拿起玻璃向他攻擊，才把他嚇退。不過後來思琴懷有永發骨肉，她竟向添福訛稱懷著的是當日被的士司機強姦時留下的孽種。 |                      |
| 李子奇                         | 基哥 | 歸氏的員工。在綵排亞萊重返歸氏的歡迎會時，他被清華批評木無表情，像當兵一樣。他表示自己平時愛裝酷，導致皮笑肉不笑，不過他答應會立即練習怎樣從心笑出來，以給予老闆一個好印象。 |                      |
| 李子奇                         | 關永佳 | 心理醫生，為受加害歸亞萊一事纏繞的李子浩提供心理諮詢 | 第638集              |
| 黎彼得                         | 辛基祥 | 大富商，Helen和賴建朗爭取服裝代理權的目標大客戶。在他們爭取合作生產計劃期間，基祥聲稱感到眼睛不適，於是到立生醫務所求醫。在醫務所，基祥見MayMay對自己呼呼喝喝，感到奇怪，因他是知名人士，他很久也沒遇過這樣惡的人，但他同時對MayMay這種十分討厭的女人產生興趣，認為這類人大大提高了自己的發洩慾。在一次跟蹤和追逐MayMay期間，基祥差點氣喘病病發。原來基祥有一種變態僻好，就是喜歡打女人。亦正因為他富有，他認為即使打傷人要賠錢也沒有問題，因為只要能夠滿足自己，平衡自己的心理就可以。後來MayMay因旦旦患急病而需要一筆手術費，MayMay竟然甘願被基祥打來籌備醫藥費，可惜被基祥拒絕。在MayMay哀求基祥“幫忙”期間，警察接獲一名曾經被基祥毒打至重傷的女子報案，到場將基祥以懷疑傷人罪帶返帶回警署，原來基祥之前已經多次因嚴重傷人罪而被捕。 | 辛先生 祥哥哥        |
| 周家怡                         | | 攙扶媚姨過路的路人。 |                      |
| 周家怡                         | 在婚姻註冊處門外等候的人，誤以為立生與好姨註冊。 | |                      |
| 周家怡                         | 在阿瓊徹底改變形象，選購高級服裝期間出現的服裝店職員。 | |                      |
| 周家怡                         | 王曼曼芭蕾舞學校導師，曾教導佩佩跳芭蕾舞。 | |                      |
| 黃梓瑋                         | 何姑娘 | 立生醫務所的護士。她在醫務所工作認真，而且非常勤奮。不過MayMay曾因其月薪比她低而感到不滿，後來阿靜決定每月向她支付額外薪金，令她的月薪與何姑娘相同。 | 何美人               |
| 黃梓瑋                         | 歸氏職員。 | |                      |
| 黃梓瑋                         | Jenny | Jenny的男朋友在公園當眾向她跪地求婚，令在旁的阿瓊看見後也希望阿萊能同樣跪地向她求婚，不過亞萊為了面子而拒絕。 |                      |
| 黃梓瑋                         | Betty | MayMay昔日在Ball場相識的名媛，並曾以高薪向生門挖角。 |                      |
| 黃梓瑋                         | 生肖在英國念書時的朋友。 | |                      |
| 馮曉文                         | 惠姐 | 王思琴在旅行社工作時的上司。在旅行社倒閉後，她在上海惠蘭美容院當經理，並邀請思琴合作化妝品生意。 | 惠大姐               |
| 張鴻昌                         | 經紀 | |                      |
| 黃鳳瓊                         | | 在婦科診所輪候的孕婦。 |                      |
| 黃鳳瓊                         | 張太 | 李家的鄰居。 |                      |
| 黃鳳瓊                         | 王太 | 梁友棋友老王的老婆，是一名妓女。梁友曾到老王家中下棋，但因為丟失了錢包而找立生送點錢給他，立生在進門時被一位嫖客打劫，後來立生更反被誤會嫖妓。 |                      |
| 黃鳳瓊                         | 李太太 | 有一次，生門替木川大勝看舖，並招來了不少顧客，怎料MayMay突然來電說旦旦與人打架受傷，生門即丟下十全十美走去，結果全店貨品被洗劫一空。李太太亦到十全十美拿走幾個盆子和水壺，期間大勝和木川認出那是十全十美的貨品，令他們以為十全十美生意好，連裝貨的桶也賣掉。 |                      |
| 黃鳳瓊                         | 生肖旅行回港在飛機的鄰座乘客。那位乘客表示她也是一個人去旅行，她向生肖指出女人間中獨自旅行，可以令男朋友更加想念自己，大家偶爾分開一下，才會知道他有多麼在意自己，也可以讓自己知道有多喜歡他。 | |                      |
| 黃鳳瓊                         | 小女孩明明的母親。有一次，明明在餐廳洗手間如廁後，看見臉上留下一條疤痕的津津，不禁向其媽媽表示津津很難看，那媽媽卻對明明說小朋友不要多嘴，而且也不知道她是甚麼人，於是洗手後便一起立即離開洗手間。 | |                      |
| 黃鳳瓊                         | 花店老闆。有一次，生肖和阿靜在街閒逛期間，看見那花店的仙人掌很可愛，而花店老闆表示那仙人掌是她自己種的，生肖見那仙人掌只買二十元，算頗便宜，於是決定買下所有三盆仙人掌，而花店老闆亦只收她們五十元。花店老闆指出仙人掌只要悉心打理，一星期澆一次水便會開花，是很容易種的。後來生肖見有三盆仙人掌，於是送了一盆給阿靜，另一盆則送給越南。 | |                      |
| 黃鳳瓊                         | 三多某食客的正印老婆。她曾經當場揭穿其老公在外包二奶，結果與那狐狸精在三多大打出手，幸最終得阿家和清雲調停才平息。 | |                      |
| 黃鳳瓊                         | 三多食客。有一次，立生事業有成被媒體大幅報導，那食客到三多購買外賣時亦不忘稱讚立生能幹，令在場的阿好非常高興。 | |                      |
| 戴少民                         | 周Sir | 澳門司警，曾協助搜救被綁匪扔落山的阿海。 |                      |
| 戴少民                         | 部長 | 歸拿督與蘇菲在香港經常光顧的餐廳的部長。他向拿督表示之前蘇菲和他到來吃飯提前一星期，都會預訂紅酒和牛柳，但今次卻因太衝忙而沒有預訂，之後部長向拿督推介一些即日從美國Tenderloin的原條牛腰肉，相信會合拿督的口味，而拿督亦著部長最主要要準備蘇菲最愛喝的龍蝦湯。之後部長亦很細心地表示會為拿督檢查一下有沒有82年份的"秋風曼谷"紅酒，令歸拿督大喜。 |                      |
| 戴少民                         | Sam | 羅生門和林寶堅的朋友。生門在Sam的介紹下在酒吧認識寶堅，並向生門透露寶堅為人狡猾缺德，專欺騙女人感情和金錢。 |                      |
| 戴少民                         | Alex | 安仔的老同學，他曾把安仔的設計在其店內寄賣，不過安仔分帳時只得五百元，令他感到失望。 |                      |
| 蘇恩磁                         | 朱太太 | 高校長的朋友，曾表示想一試高校長媳婦潤好的手藝。由於阿好以前在鄉間是負責包伙食，還是出名的伙頭大痦子，故下廚對她來說本來沒有難度。不過，阿好在烹煮期間發生了意外，令她最終要買外賣代替，並被上等親家揭穿。不過高校長其後得悉阿好已經盡了力後，亦原諒了她。 |                      |
| 蘇恩磁                         | 蘇太太 | Helen生意上的大客戶。在阿靜出事後，潤好曾為阿靜繳交住院費，只是那間私家醫院需要每三天結一次帳，而且費用非常高昂，令潤好無計可施之下以超低價變賣自己心愛的珠寶。蘇太太後來看中了一對原價二萬八千元的南洋珍珠耳環，雖然潤好標價一萬八千元出售，但蘇太太仍表示太昂貴，而且那耳環黃了一點，戴了這對耳環可能被人說她人老珠黃，結果她以五千元買下那耳環。蘇太太其後又批評潤好的首飾太零碎，她可以多一件不多，少一見不少，加上外面珠寶店間間都做大減價，令她認為只要有錢就能買到更好的貨色。 |                      |
| 蘇恩磁                         | 李醫生 | 立生與山青工作的醫院主診醫生，曾向立生指出阿靜的情況很穩定，而且為她照了超聲波，發現胎兒也很正常。 |                      |
| 蘇恩磁                         | 張醫生 | 立生與山青工作的醫院主診醫生，曾告訴生肖其中一個孕婦出現了問題。張醫生指出她在下午替那孕婦動手術，把那胎兒拿出來，本來母子平安，而且非常順利，只是那孕婦的陰道出現出血的現象，而且出血的情況沒有停過，而且越來越嚴重。生肖亦指出那孕婦血壓降得很厲害，而且已經輸了四包血，所以她決定不再拖延，為那孕婦動手術止血，必要時可能要把整個子宮切除。 |                      |
| 蘇恩磁                         | 魯拿督的四位老婆之一，曾向范小妮表示她們三位太太並不難相處。 | |                      |
| 蘇恩磁                         | 新界村民，生肖，立生，阿靜和越南曾透過醫療車到新界為她們看病。那村民的兒子小文不慎燒傷，並由越南幫忙包紮傷口。越南包紮傷口後，提醒他傷口不要沾水，而且不要自行洗澡。越南同時提醒小文媽媽幫小文洗澡時，緊記傷口不能沾水，否則很容易會發炎。小文媽媽起初誤以為越南是醫生，但他表示自己並非醫生，只是他曾經燒傷過，所以學懂一點傷口的護理。 | |                      |
| 蘇恩磁                         | 三多食客。有一次，立生事業有成被媒體大幅報導，那食客到三多購買外賣時亦不忘稱讚立生能幹，令在場的阿好非常高興。 | |                      |
| 蘇恩磁                         | 三多食客。有一次，她和幾個師奶聚集三多說要斬幾味，大事慶祝范小妮往東莞捉姦卻被打傷的事，又大數小妮平日的不是。不過善姨卻為范小妮說好話，又指一切都是誤會，被站在鋪外的小妮聽見。小妮感謝善姨的幫忙，兩人關係亦從此轉好。 | |                      |
| 蘇恩磁                         | 鳳 | 綁匪。與洪星一同綁架唐立生，並勒索梁潤好。 |                      |
| 譚一清                         | | 山頂養生醫院院長，是歸拿督的朋友，亦是腦科專家，曾為旦旦切除腦部的水瘤。 |                      |
| 譚一清                         | 廟祝。有一次，歸拿督與善姨一家為阿瓊和亞萊到廟宇為他們求姻緣。廟祝根據籤文指出兩人一切乃榮華富貴之象，百事如意，萬事皆吉。起初拿督希望廟祝幫他們選出一個好日子大事鋪張，但那廟祝指出亞萊命格只宜低調，不宜張揚，並指出如果他萬事都不鋪張的話，他們就可以白頭偕老。 | |                      |
| 譚一清                         | 院長 | 立生與山青工作的醫院院長。他曾經向立生提出派他到美國參加一個醫學交流團，研究有關昏迷病人的治療方法和昏迷家人的經驗分享，立生起初以照顧昏迷的阿靜為由而拒絕，但後來他終於答應院長到美國參加交流團。有一次，生肖決定為一名孕婦進行切除子宮手術，以控制其陰道繼續流血，不過那孕婦的家屬卻透過醫務委員會投訴生肖的醫學判斷和職業操守，於是院長召見立生和生肖來研究此事。院長表示此事可能與立生並無直接關係，不過他在醫院聽到一些傳聞，會影響醫院的形象。院長又懷疑生肖早前視網膜脫落，也許會影響她工作的判斷和阻礙她這次的手術，不過立生堅決表示生肖視網膜修補是完全成功的，而且視力也完全回復正常。院長其後又再次表示外面太多的閒言閒語也許會令生肖把私人感情牽涉到工作上，因為這對他們和病人都沒有好處。同時，院長亦質疑立生作為主診醫生，能否做到不偏不倚;於是院長建議他們轉換工作環境，希望他們到一間新的醫院重新投入工作，生肖不甘受屈並自動要求調派到新醫院工作。院長看過廖博士和鄧博士的意見書後，他們都一致認為生肖之前遭受病人投訴的手術，她的判斷根本是正確的，而且那病人亦已經接受解釋，所以希望生肖收回辭職信。院長其後亦表示他已經與譚醫生和黃醫生開會，他們都一致認為生肖是一個醫學界不可多得的人才，而且醫院很需要她，所以院長很希望生肖能夠繼續留在醫院服務。不過生肖卻擔心人言可畏，怕謠言會影響她的工作，但院長相信清者自清，謠言止於智者，著她不要過份擔心，而且他們對生肖的醫術和操守非常有信心，最終生肖答應院長的要求，決定繼續留在醫院服務。在生肖決定留在醫院工作後，有一次，院長誠意邀請生肖到英國參加一個醫學交流團，為期兩個月左右，那醫學交流團集合很多國家的醫生一起互相交流最新的醫學和資訊，院長認為生肖是一個合適的人選，而生肖亦欣然接受。有一次，立生透過傳聞得悉醫院將在隔壁開設一座耳鼻喉中心，而眼科部將會取消，以方便調配。院長其後向立生解釋他收到的消息只對了一半，他指出眼科部門是要變更，但不是取消，而是要搬到那座新蓋的大樓裡頭，而那座新蓋的大樓不是耳鼻喉專科，而是眼科中心。另外，院長指出醫院亦已經和醫管局達成協議，要令那座新蓋的大樓變成全東南亞最先進的眼科中心，所以該眼科中心將會有很多的主管人選，除了香港著名的眼科專業人士外，還有美國和大陸方面的人才來幫忙，而院長所選出來當主管的人正是立生。院長的這番話令立生重拾自信，並決心放棄移民英國，繼續留在香港發展。 |                      |
| 譚一清                         | 老陳 | 梁友的棋友。有一次，他在公園與叉燒炳，善姨和梁友閒談期間，道出他兒子的女朋友不喜歡他，令他有家歸不得。即使他們現在只是拍拖階段，也不得不遷就他們。老陳指出有一次他的兒子就為了其女朋友而和他吵了一架，他的兒子一轉身就走了，半年也沒有回家，後來好不容易才請他回家，因為他不希望沒有了兒子，於是只好委屈求全。老陳後來亦同意梁友說"好兒子不如好媳婦"，因為如果媳婦不好，隨時連兒子也失去。老陳的這番話令善姨擔心安仔和津津拍拖，也有可能變到和老陳的兒子一樣不孝。 |                      |
| 姚樂怡                         | | 在Jungle工作，是好姨的同事。 |                      |
| 汪琳                           | | 在Jungle工作，是好姨的同事。 |                      |
| 魏惠文                         | | 康伯在上海的子侄。康伯在得知自己患上老人癡呆症後，曾到上海分配祖業，但子侄們卻對康伯不分大小，平均分配的做法感到不滿，令康伯大怒。 |                      |
| 魏惠文                         | 張先生 | 在醫院等候老婆產子的男人。因為其妻在照超聲波時照出肚裡的是女嬰，但結果生出來的卻是男嬰，令他感到十分興奮;這同時亦令在旁的高醫生得到啟發，想出一個兩全其美的方法向阿好交代立生能否升職一事。 |                      |
| 魏惠文                         | 徐經理 | 高級珠寶店經理。在阿瓊與亞萊結婚前，大拿督夫人為阿瓊挑選珠寶以準備她在結婚敬茶時送給她，而徐經理亦為大拿督夫人準備了幾套首飾給她參考。他表示那幾套首飾將會預備送到蘇比比拍賣，要不是大客戶他也不會拿出來賣的，所以他認為那套首飾給阿瓊過門時用，應該夠體面，而大拿督夫人看過後亦感到十分滿意，並將向徐經理表示要留那套首飾送給小敏。後來大拿督夫人更要求徐經理為阿瓊找一套更加體面，要價值一百萬以上的首飾。 |                      |
| 魏惠文                         | 黃金錶行職員。 | |                      |
| 魏惠文                         | 梁家明 | 在梁友尋找越南期間，曾經登報刊登尋人啟事，而連日來不斷有人相約出來相認。有一天，叉燒炳，善姨和梁友相約他們到跑馬地輝記茶餐廳相認。這位梁家明一來到已經叫梁友做爸爸，不過梁友表示慢慢來，要問他數條問題。他自稱三十七歲，坐難民船來港差不多十年。不過當善姨問他知否其爸爸的名字時，他卻說他爸爸叫梁寬。這時叉燒炳，善姨和梁友已經深知這位梁家明並不是他們所尋找的梁家明，各人都感到非常失望。 |                      |
| 魏惠文                         | 萬拿督 | 歸氐集團發展千禧年誇國計劃，全靠萬拿督認識法國貿易部的人，才幫到他們的忙。歸拿督十分重視這次會議，因為這取決於歸氐能否打入歐洲市場。在開會期間，歸氐沒有人懂得與法國貿易部的人溝通，幸好越南懂得說法文，雙方才得以落實合作計劃。 |                      |
| 魏惠文                         | 路人，在馬會買馬後埋怨自己的老婆經常罵他把錢輸光，假如他今次過了這關，就要他老婆立即閉嘴。這番話剛巧被在旁的木川聽到，於是決定買一隻冷馬碰碰運氣，結果真的被他命中。 | |                      |
| 魏惠文                         | 林醫生 | 立生，山青和生肖工作的醫院醫生。有一次，生肖陪家明往醫院複診，期間見石守堅被警察帶走，生肖詢問林醫生後才得知原來有遊客拍攝到Ken當日在錶行買錶，所以證明到他有意插贓嫁禍立生，於是被警察拘捕他。 |                      |
| 李海生                         | | 康伯在上海的子侄。康伯在得知自己患上老人癡呆症後，曾到上海分配祖業，但子侄們卻對康伯不分大小，平均分配的做法感到不滿，令康伯大怒。 |                      |
| 李海生                         | 司徒 | 神棍一名，與木川相識多時，並在他新居入伙時幫他看風水，並指出阿靜流年不利，易招血光之災，只是木川沒有把司徒的話放在心中。在阿靜出事後，司徒曾向大勝和木川表示在她出事現場陰氣很重，因為那裡有對男女的冤魂還沒有散，而阿靜正是被他們纏住而出事。司徒同時訛稱自己有天眼，所以能夠看到靈界的事物，他希望藉此騙取木川六萬元做三場法事令冤魂輪迴。 |                      |
| 李海生                         | 梁家明送石油氣的大牌檔老闆。家明見老闆炒的菜很夠火候，很想跟他偷師，而那大牌檔老闆亦答應讓他試炒兩道小菜，大牌檔老闆見他炒起來有板有眼，又見家明應該還沒有吃午飯，於是答應他把自己親手做的肉片炒河送給他。同時，大牌檔老闆亦答應教他煮最拿手的沙薑雞。最後那大牌檔老闆以自己從前在大陸偷渡來港，靠勤儉起家的經驗來勉勵家明要努力。後來家明的手受了傷仍堅持送石油氣，那大牌檔老闆也不禁稱讚他，更表示煮碗麵給他吃，只是被家明婉拒。 | |                      |
| 李海生                         | 立生和石守堅醫院的病人的父親。他的兒子因眼睛受傷而需要動手術，碰巧當時立生受負面報導影響，不過他強調不會因為這些報導而對立生失去信心，他仍然十分信任立生，更稱讚他是一個好人。 | |                      |
| 陳狄克                         | 阿柴 | 被茶葉蛋害到變得瘋瘋癲癲。 |                      |
| 陳狄克                         | 永發的朋友，負責運毒。有一次.永發為了從東哥手中得到免費大麻止癮，遂答應替他運毒。在一次永發與思琴行街期間，他表示約了一位內地朋友見面，其實他是約了另一位販毒者交收。不過期間永發因害怕，竟然向思琴訛稱肚痛，並派思琴把一雙鞋(實質內裡是藏著毒品)交給他。後來在交收期間被思琴揭發永發欺騙她運毒，令她對永發非常失望之餘同時思琴得悉永發有吸食毒品的習慣。 | |                      |
| 陳狄克                         | 歸亞萊的叔叔。有一次亞萊在夜總會談生意時，他勸亞萊別擺著架子，又指出當年歸拿督還未退休時，他也經常陪拿督到夜總會玩。 | |                      |
| 陳狄克                         | 徐先生 | Jungle的大客戶。 |                      |
| 尤 程                          | 石敏 | 李子浩的外遇，由於她又叫石敏，令子浩對她產生好感。不過Mandy接近子浩身邊只是為了騙他的金錢，後來被子浩揭發Mandy有外遇後把她殺死。 | Mandy                |
| 王維德                         | | Mandy的男友。Mandy曾經背著子浩與他在一起，後來被子浩揭發後把他們雙雙殺死。 |                      |
| 周凱珊                         | | 曾聯同東哥設局陷害請纓負責運毒的永發，最後她被發媽活活勒死。 |                      |
| 施 敏                          | Ivy | "創建"公司的高級行政經理，是亞萊的生意伙伴，但卻曾被阿瓊誤以為是他的外遇。 |                      |
|                                | 雷公 | 歸氏員工。 |                      |
| 李啟傑                         | | 警察。在阿雲和大勝搶回被小偷偷走的六萬元後，他發現他們除了將小偷毆打至重傷外，還搶去他的手提電話和玉佛金項鍊。 |                      |
| 李啟傑                         | 便衣警察。有一次，范小妮在街上與生肖，生津和生門相認，其間三人拉拉扯扯，被那便衣警察看見後問他們在吵什麼，更一度懷疑他們在搶老公。後來那便衣警察命令他們拿出身分證件，又問生肖是否認識范小妮，生肖一口否認。最後那便衣警察勸他們有事的話應該回家慢慢談，他不希望再看見他們三人在街拉拉扯扯，否則會控告他們行為不撿。 | |                      |
| 關 菁                          | 朱標 | 歸拿督生意上的伙伴。朱拿督是一個十分難纏的人，唯一弱點是其三十多歲仍未嫁人的女兒。 | 朱拿督               |
| 關 菁                          | 關主任 | 羅湖邊防檢查關口主任，是歸拿督的朋友。MayMay曾經在羅湖回港過關期間被邊防檢查關員扣留，關主任解釋這是因為他對MayMay的行李有所懷疑，他們也只是公事公辦，而歸拿督亦深表理解，更加反罵了MayMay一頓。 |                      |
| 廖思略                         | 朱油 | 朱拿督的女兒。雖然她已經年過三十，但仍雲英未嫁。 |                      |
| 徐 榮                          | | 酒樓侍應，曾與另一女侍應合力將喝醉的生門和MayMay抬上的士。(在977集出場) |                      |
| 徐 榮                          | 街上路人，實際是賊人。有一次，MayMay因擔心羅生門在大陸工幹安危，於是急忙到大陸找他，期間她向路人詢問華夏賓館的位置，各路人的指示都不同，在混亂期間，一眾賊人把MayMay的錢包，電話和證件都搶去。 | |                      |
| 徐 榮                          | 酒樓部長。 | |                      |
|                                | 醫院保安。 | |                      |
| 杜大偉                         | | 路人，曾在街上苦等其女朋友三小時。 |                      |
| 杜大偉                         | 畫店老闆（第740集） | |                      |
| 傅子欣                         | Pinky | Joan在泰國Jungle公幹時的同事。 |                      |
| 傅子欣                         | 歸氐接待員。 | |                      |
| 周 暘                          | | 安仔和津津在醫院電梯遇到的路人。起初他與另一位朋友以為在新蒲崗也遇到美女，怎料當他走近看清楚時，卻發現津津原來是爛臉，他的朋友更形容她"側面引死人，正面嚇死人"，而他亦認為津津"遠看大美人，近看刀疤痕"，他們在離開電梯後，被安仔責罵了一頓。 |                      |
| 何禮男                         | | 街上路人，實際是賊人。有一次，MayMay因擔心羅生門在大陸工幹安危，於是急忙到大陸找他，期間她向路人詢問華夏賓館的位置，各路人的指示都不同，在混亂期間，一眾賊人把MayMay的錢包，電話和證件都搶去。 |                      |
| 何禮男                         | 梁家明在籠屋居住時的房友。他曾詢問家明有關其爸爸的消息，只是家明表示沒有印象。後來那房友又問他為何沒有拍拖，又隨手拿起一篇有10,000元的報章尋人啟事，實質那尋人啟事是善姨和叉燒柄替梁友在報章的尋人啟事，只是家明沒有理會。 | |                      |
| 何禮男                         | 越南在毅隆祥記工程工作的工友。他曾經取笑越南不食煙，不喝酒，亦沒有女朋友，這樣活著很沒有意義。 | |                      |
| 游 飆                          | Billy | 歸亞南助手，對亞南十分誠心，而且非常能幹。 |                      |
| 游 飆                          | 梁家明 | 在梁友尋找越南期間，曾經登報刊登尋人啟事，而連日來不斷有人相約出來相認。有一天，叉燒炳，善姨和梁友相約他們到跑馬地輝記茶餐廳相認。這位梁家明自稱三十八歲，住在土瓜灣，目前是待業青年。後來梁友問她媽媽的名字，他說他媽媽叫梁貞，是跟媽媽姓。這時叉燒炳，善姨和梁友已經深知這位梁家明並不是他們所尋找的梁家明，各人都感到非常失望。 |                      |
| 阮毅雄                         | | 的士司機，曾接載梁友跟蹤其親生兒子梁家明。 |                      |
| 趙永洪                         | | Jungle客戶。 |                      |
| 鍾志光                         | Jacky梁 | 時裝設計公司大鵬的老闆。他曾經跟過Helen，並在Jungle做驗貨。不過，有一次，他驗貨時出錯，令整批貨也不能要，後來他在外面開了一間小廠大鵬。有一次，Jungle的一名大客戶在旅途中突然發生意外，生死未卜，令Jungle財政面臨重大困境。不過其他各供應商又諸多留難，令Helen不得不找Jacky幫忙。Jacky會見Helen時，亦不忘感謝Helen當年的教導，令他離開Jungle後，在外面開設的工廠能生存到今時今日，這也是全靠在Jungle累積下來的經驗。(在1095集出場) |                      |
| 陳鍵鋒                         | | 上海滬城飯店侍應生。(在1102集出場) |                      |
| 陳榮峻                         | 阿耀 | 唐明的助手。 |                      |
| 金興賢                         | 曾堅 | 律師。林碧琪的男友，後把她的金錢完全騙去。 |                      |
| 何遠恆                         | 胡少峰 | 梁冰雪男友，最後結為夫婦。 | Samson               |
| 李天翔                         | 余家明 | 吳巧兒之子。 |                      |
| 李天翔                         | 求醫青年。 | |                      |
| 黃子雄                         | 徐應變 | 建築師會主席，本是同性戀者，與Jackie一起，但同時亦是高雅文男友，後來分手。最終與一個叫Rebecca的女子結婚。 | Gary                 |
| 劉家聰                         | Jackie | 同性戀者，喜歡徐應變，是雅文和Gary的第三者，亦成為雅文和Gary分手的導火線。Jackie曾為使Gary回心轉意而捉走雅文，更逼Gary親手殺死她。 |                      |
| 劉美珊                         | 阿怡 | 羅天莊的情婦，並為他誕下了一子小森。有一次，小梅在大力新開設的御膳飯店不慎遺失木川所送的金手鍊，阿怡的兒子小森拾到後她竟拾遺不報，更聲大夾惡指大力無憑無據。小梅為了息事寧人，不欲追究。(在1065集出場) |                      |
| 莫可欣                         | 金麗影 | 被好姨戲稱 Banana，立生早期女友，高傲自負。曾與立生合作，落毒害死父親，在父親金冬田逝世後成為金氏集團主席。後來更想加害冰雪，結果與立生墮樓而死。 | Rebecca              |
| 羅國維                         | 金冬田 | 金氏集團主席，金麗影父親。不喜歡女兒跟立生交往，於是多次派人警告立生。患有末期肝癌，只剩兩個月生命。去世前，曾要更改遺囑去基金，遺產要等女兒50歲時才完全屬於她，於是被金麗影毒害而死。 |                      |
| 羅國維                         | 吳伯伯 | 歸拿督生意上的朋友，曾介紹給MayMay認識。 | Peter                |
| 駱應鈞                         | 賴建朗 | 歸亞美的親生爸爸。表面上與Judy是模範夫妻，是一個好老公，深得女人歡心。但實情他很喜歡玩弄電視台女星，曾與蘇菲拍拖，更在菲懷孕期間特意到外地工作，並指使其父用錢趕走菲。從此建朗就沒有養過蘇菲和歸亞美，其後歸亞美逼蘇菲說出真相，兩人才相認。不過建朗並不接受MayMay，更曾找警察捉她，稱她有精神病。後來建朗生意失敗，又和Judy離婚，並欠下一大筆贍養費。有一次建朗為了與大客戶辛基祥合作，又再次利用MayMay來滿足那客戶的變態僻好。 |                      |
| 魏秋樺                         | Judy Ho | 賴建朗的太太，他們夫妻的關係十分惡劣，在賴建朗欠人錢的時候，只顧自己向外家借錢還債。起初Judy打算拉攏MayMay，這樣就不用歸還欠下歸氏的十萬元，可惜後來拿督發現MayMay並非其親生女，令她的計劃失敗。最後Judy與賴建朗離婚，並要他支付大筆贍養費。 | Judy                 |
| 陳 琪                          | 阿霞 | 與王思琴在旅行團一起負責領隊工作。 | 霞女                 |
| 陳 琪                          | Ms Wong | 樂樂學校的老師，為人熱心。 |                      |
| 陳 琪                          | 阿芬 | 阿靜社區中心同事Chris的太太，育有一子。 |                      |
| 麥家琪                         | Ada | 電影導演 李家之舊街坊（第208-211集） | Ada                  |
| 張錦程                         | William | （第208集） | William              |
| 盧慶輝                         | Andy | Ada前男友（第209-211集） |                      |
| 羅浩楷                         | 查偉業 | 曾用美人計欺騙余瓊、Helen和MayMay的感情，後來在廣州綁架了MayMay，最後被阿柴打了一針而變得瘋瘋癲癲。Helen曾因貪好奇去算命，而算命的說她是個有福氣的人，將來會當少奶奶。就是那時候，Helen認識了茶葉蛋，他說自己是律師，令Helen以為茶葉蛋就是她的真命天子，怎料卻被他騙財騙色。其後Helen到上海工幹期間，再次遇到茶葉蛋，當時他正與一位有夫之婦闊太到上海偷情，後來被人通風報信而遭毒打。茶葉蛋後來誤以為Helen與富商唐明在一起，於是威脅Helen給他一百萬，否則將她的過去公開，不過Helen堅決不肯。後來茶葉蛋將Helen與他的過去告知唐明，唐明深知他心懷不軌，於是對Helen加以保護。有一次，茶葉蛋跟蹤Helen至一後巷，期間被唐明和其助手阿耀反跟蹤並故意絆趺他，其後茶葉蛋發難即召來一群盲流，說要將他們掉進市郊的屎渠內，結果阿耀卻以十倍價錢叫那班盲流照辦煮碗對付茶葉蛋。 | 茶葉蛋               |
| 龍志成                         | 嚴剛 | 醫師。 | 嚴醫師               |
| 劉超凡                         | 徐醫生 | 李彩瑤胃癌的醫生。 |                      |
| 黃成想                         | 醫生 | 李標炳主診醫生。 |                      |
| 鍾潔怡                         | | 模特兒。 |                      |
| 劉玉翠                         | Fanny | 林木川前妻，四喜母親，在故事中段出現，曾是不良少女，在她十六歲和木川未婚懷孕生了四喜。為人壞心眼，不負責任，口不擇言。她曾經希望再撫養四喜，可惜她爛賭成性，其中有一次她在接四喜放學期間，路過麻將館時竟然進去打麻將而遺下四喜獨自在街，令四喜被陌生人拐走，幸好最終四喜被尋回。Fanny不單沒有悔意，更出言侮辱小梅，被林木川掌摑。她的行為令林木川無法接受和原諒她。最終Fanny決定退出，並洗心革面戒賭，重新開始自己的生活。Fanny非常妒忌小梅，經常出言侮辱她，她的出現就曾一度影響到林木川與小梅之間的關係。後來Fanny回到香港當停車場收費員，並懷有其丈夫阿仁的骨肉。 |                      |
| 林 峯                          | | 上海和平餐廳侍應生。(在1107集出場) |                      |
| 楊 怡                          | | 酒樓侍應，曾與另一男侍應合力將喝醉的生門和MayMay抬上的士。(在977集出場) |                      |
| 楊 怡                          | 路人。其男友在街已經苦等了三小時，當她到達時，問其男友會否等到她老，等到她死;其男友一口答應，令她頓感心甜。 | |                      |
| 楊 怡                          | 路人。其男友在羅湖邊防檢查關口等候她，當她到達時，從後拍打其男友肩膀，又問他有否掛著她，其男友一口答有，並替她揹手袋，令她頓感心甜。 | |                      |
| 楊 怡                          | Jungle員工，好姨，津津和安仔的同事。 | |                      |
| 劉綽琪                         | Gloria | 阿琴的保險經紀。 |                      |
| 蔡國慶                         | 沈自清 | 上海著名氣功師傅。為人脾氣古怪、暴躁，而且不願醫治不親自求診的病人。 | 沈醫師               |
| 蔡國慶                         | 翁教授 | 立生的恩師，與他工作的醫院院長是老同學。生肖在英國醫學研討會中遇到他，起初生肖並不認識他，後來翁教授得知生肖和立生在同一間醫院工作，便自我介紹，並不斷稱讚立生是他的得意門生。翁教授對立生當初離開英國感到非常可惜，更認為他如果留在英國的話成就可能會更大。翁教授後來來到香港一星期，看看香港的醫療狀況，並做一些資料搜集以籌備開設一間眼科研究中心。有一次，翁教授在立生工作的醫院參觀期間，無意聽到醫院傳聞醫院改組，將耳鼻喉科合併，又另請主管，令立生變相降職，使立生感到有點不快。翁教授於是借機對立生表示希望他到英國幫忙，立生起初不懂決定，但後來他知道傳聞屬於虛構，醫院亦有意讓他按管新的眼科部門，這令立生決定留在香港發展。 |                      |
| 蔡國慶                         | 董家祥 | 有钱人。欺騙和利用李小梅借種生子。 | 祥哥                 |
| 馮素波                         | | 董家祥之妻，結婚多年未能懷孕。梁尚燕的上等麻將朋友。 | 燕窩丸               |
| 鄧浩光                         | 石守堅 | 本劇終極大反派 眼科醫生，是唐立生的學長。Ken為人好勝心強，做任何事務都從不肯認輸。在感情方面，他為了與生肖一起，而不擇手段，成為梁家明與羅生肖之間的第三者。在事業方面，Ken不忿立生在醫院的職位比他高，竟將立生過去坐牢的事告知傳媒，後來更裁贓嫁禍陷害立生，令立生身敗名裂。最終Ken裁贓嫁禍的罪行被揭發，並被警察拘捕。 於第1110集首度登場 | Ken                  |
| 馬蹄露                         | Janet | 吳芳貴的朋友（第356集） |                      |
| 凌禮文                         | | |                      |
| 黎靖雪                         | | |                      |
| 湯俊明                         | | 《城市追迫》外景主持（第655集） |                      |
| 古明華                         | | 內地公安（第696集） |                      |

## 《萬分真情大派對》
- 於《萬分真情大派對》節目的「未來篇」短劇謝霆鋒飾演「唐浩賢」，故事時空設定在十八年後，曾經被雙雙轉送彩瑤（又被人以為是雙雙與國超之子），但實情為雙雙與向海之子的浩賢已經長大，並成為一級廚師，有感父親對其母雙雙薄情而來到三多復仇，綁起其外婆、太公、太婆，甚至要讓「三多」結束營業，最後在一場廚藝比賽中與向海以叉燒對決，最後因雙雙捲入車禍方知親情可貴，並跟父親和好。此劇成功預測2014年謝霆鋒轉戰飲食界，並開拍廚藝節目。

## 曲目

### 主題曲
本劇主題曲《無悔愛你一生》被李樂詩唱至街知巷聞，亦成為李的代表作。此主題曲由飛圖唱片（1999年更名為英皇娛樂）發行，而當李1996年轉投至正東唱片後，主題曲被重新編曲，並改名為《真情細說》。
- 第一代主題歌：李樂詩《無悔愛你一生》
  - 第1至第340集採用（半小時版本）
- 第二代主題歌：李樂詩《真情細說》
  - 第341至第1128集採用（半小時版本）
  - 與《無悔愛你一生》使用同一歌詞

### 片尾曲
《真情》在早期播出的集數中，多數都是沿用主題曲作為片尾曲，不過自291集（半小時版本）開始使用當代流行的粵語流行音樂和國語流行音樂作為片尾曲，當中亦有歌曲是以本劇片尾曲作為首播，例如呂方的《傳聞》以及陳奕迅的《我的快樂時代》。

## 紀錄
- 演員在三年來（1995年－1998年），在劇中已吃了超過700餐的免費飯。
- 劇中有20對夫婦／情侶，而其中有15對是有婚外情或三角戀，因此在當時有香港的教會傳道人指這套劇應改名為“奸情”，對社會有不良影響。
- 掛在三多燒味店的道具燒鵝超過150隻。
- 1997年3月23日，無綫以慶祝本劇播映了10,000分鐘為名，製作特備節目《萬分真情大派對》，更請來謝霆鋒客串演出「未來特别篇」，用以對撼亞洲電視台慶。[1]
- 主要演員已經有達到93位（截至1998年，本劇播出700多集時錄得）。
- 《真情》最高收視紀錄創自MayMay（馬蹄露飾）準備和正式跳樓自殺的兩集（第665-666集，1998年1月16及19日首播），收視最高達43點（259萬人次），一週平均收視達38點（229萬人次），亦是香港處境劇的最高收視紀錄。
- 該劇的總集數是1128集，為當時無綫，甚至是香港電視史上第二長的處境劇集，僅次於《香港八一至香港八六系列》。直至2021年1月25日，《愛·回家之開心速遞》播出第1129集後才打破紀錄。

## 犯駁之處
由於本劇的劇本是邊播邊寫，因此常出現不連貫或「平行時空」的劇情。
- 劇集內盧慶輝飾演唐立生前，曾經飾演Ada前男友（第209-211集）。
- 劇集內黃德斌飾演越南人角色前，曾經飾演過綁架阿海商人（第859-860集）。
- 劇集內鮑方飾演眼科醫生前，曾經飾演過安仔女朋友Fion的富豪爸爸。
- 飾演「May May」的演員馬蹄露與劉玉翠在未加入劇組之前，已曾飾演過陪同吳芳貴（張慧儀飾）到澳門豪賭的同事。
- 新機場啟用後部份接機同送機片段實際是在九鐵紅磡站外拍攝。
- 有一次唱卡拉OK時，彩瑤表示年紀比添福小，但彩瑤幾歲的時候，叉燒炳還沒有跟善姨結婚，還沒有生添福。
- 故事前期提到血型時，說好姨、雙雙、浩然均是O型，但到了故事中期當阿雪的未婚夫Samson遇險重傷進院時流很多血需要輸入AB型血型時，好姨卻說自己是AB型。
- 於第6集，李多欣打電話給身在外地的李多歡，電話由其秘書接聽，李多欣要求Ella接聽電話並聲稱是Ella的妹妹，但李多歡登場後卻介紹自己的英文名字為「Joyce」。
- 於第1073集中出現的請帖，公曆日期為1999年9月18日，但農曆卻是戊寅年八月廿八(1998年10月18日)，與實際不符。正確應為己卯年八月初九。
- 故事前期，李添福跟陳詠琴之間討論過有意再添一名女兒，但當故事發展到陳詠琴逝世、添福另娶王思琴時，添福卻回想陳詠琴生前說生一名孩子已經夠了，所以添福才自薦去做結紮手術。
- 「容姨」剛認回余瓊時說過「光仔」是她的弟弟；容姨展示與兒女幼時的合照也能看見女孩比男孩高大，但當故事發展到李子浩登場時，余瓊卻稱「光仔」為「光哥哥」。
- 早期梁友曾表示和越南婆的私生子，叫「梁潤銘」，後期越南登場時，卻變成了「梁家明」。
- 於時空設定在18年後的「未來特別篇」中，由蘇玉華飾演的陳詠琴、鄭子誠飾演的李子浩仍健在，子浩亦沒有「黑化」；「貓屎」和「標冷汗」仍繼續追求「好姨」，「阿瓊」則情傾「大力」；「雙雙」認回「浩然」並與「阿海」及「阿貴」返回大馬生活。但現實的情况是個别演員先後因檔期問題而被調出劇組，只能以劇情交代角色去向，例如陳詠琴和李子浩被「賜死」，李子浩更被寫成大反派；「好姨」最後與「高山青」相戀，「阿瓊」亦與「歸亞萊」結婚。可見「未來特别篇」遂成為本篇故事以外的「平行時空」。
- 此外，李國麟飾演的「阿輝」在劇中毫無忌諱地運送文物，由於本劇拍攝於英屬香港年代，當年不屬刑事違法行為，但今日在香港運送物文已被刑事化。

## 大結局
- 本節目曾於播放大結局的一晚，更是以舞台劇演員的形式，在清水灣電視城一廠現場直播。當晚的一集，被編為第1129集。同時，無綫更破天荒地讓香港商業電台雷霆881直播當晚的節目，至節目結束時以張學友的《祝福》作背景音樂為結尾，并打上字幕“多謝各位衷心鼎力支持《真情》”作結。
- 為配合翡翠台下午時段的節目調動，無綫在2010年12月20日（星期一）播出的重播版大結局，安排在新時段14:50-15:50播映。而其後安排重播於2001年的古裝處境劇《皆大歡喜》亦安排在此時段播映（每次播映兩集）。
- 重播版的大結局一集，無綫更將該集影片上載到myTV提供7日節目重溫，並將其設定為第866集。

## 重播及重溫播放本劇集

### 2007年香港第一次重播（重播於2007年至2010年的866集重新剪輯版版本）
本劇集曾於2006年在無綫經典台重播。2007年9月13日起逢星期一至五14:15-14:45（2007年9月13日－2008年2月29日，第1-120集）在香港無綫電視（TVB）翡翠台重播。當時無綫非常重視是次重播，分別請到不少曾參演本劇的演員到《東張西望》進行宣傳，也曾為演員開記者會以宣傳本劇重播。2008年3月3日至2010年12月17日（星期一，第121集-第865集）起此劇改於新的時段為14:15-14:55/14:15-15:00播映，劇集經重新剪輯為45分鐘。2010年12月20日（星期一）播出此劇的重播版大結局（第866集），於新時段為14:50-15:50播出，其後安排重播的所有劇集亦於此時段播出至今。

### 2019年香港第二次重播（重播於2019年至2023年的全劇合共1128集的香港首播版的完整版版本）
2019年2月11日（星期一）至2023年10月16日期間，無綫電視再次安排而重播此劇，安排於翡翠台早上劇集時段的逢星期一至五（港股交易日）10:00-10:30播映（每逢公眾假期及無綫財經 體育 資訊台有賽馬賽事播放財經節目暫停播映），並沒有提供中文字幕。其後此時段亦開始安排重播其他處境劇。

#### 記事

##### 2007年
- 9月13日（星期四）：此劇第一次重播。

##### 2008年
- 1月17日（星期四）：此劇暫停播映
- 2月7日（星期四）及2月8日（星期五）：由於播映農曆新年特備節目，當日暫停播映
- 2月29日（星期五）：此劇重播至第120集。
- 3月3日（星期一）：此劇改於新的時段為14:15-14:55/14:15-15:00播映，劇集經重新剪輯為45分鐘。
- 5月2日（星期五）：此劇暫停播映
- 8月11日（星期一）至8月22日（星期五）：由於直播《2008北京奧運》，此劇暫停播映。

##### 2009年
- 1月1日（星期四）：由於直播《2008年度叱咤樂壇流行榜頒獎典禮》，當日暫停播映
- 1月26日（星期一）及1月27日（星期二）：由於播映農曆新年特備節目，當日暫停播映
- 8月24日（星期一）：此劇配上中文字幕

##### 2010年
- 2月15日（星期一）及2月16日（星期二）：由於播映農曆新年特備節目，當日暫停播映
- 2月24日（星期三）：由於直播《財政預算案》，當日暫停播映。
- 6月24日（星期四）及6月25日（星期五）：當日暫停播映
- 10月13日（星期三）：由於直播《行政長官施政報告》，當日暫停播映。
- 12月20日（星期一）：此劇重播最後一集的第866集，並於新的時段為14:50-15:50播映，劇集經重新剪輯為60分鐘。

##### 2019年
- 2月11日（星期一）：此劇第二次重播。
- 3月5日（星期二）：由於08:55-11:00直播人大會議揭幕總理工作報告而暫停播映。
- 4月19日（星期五）及4月22日（星期一）：由於分別為耶穌受難節及復活節星期一假期，兩天早上均播映假期特備節目，此劇暫停播映。
- 4月25日（星期四）：此劇重播至第50集。
- 5月1日（星期三）：由於當日為勞動節假期，早上均播映假期特備節目，此劇暫停播映。
- 5月13日（星期一）：由於當日為佛誕翌日假期，早上均播映假期特備節目，此劇暫停播映。
- 6月7日（星期五）：由於當日為端午節假期，早上均播映假期特備節目，此劇暫停播映。
- 7月1日（星期一）：由於當日為香港特區成立紀念日假期，早上均播映假期特備節目，此劇暫停播映
- 7月10日（星期三）：此劇重播至第100集。
- 8月5日（星期一）：播映第一節時因插播特別新聞報道而被腰斬，於8月6日播映同一集
- 8月21日（星期三）：此劇重播至第130集，當時梁舜燕逝世約一周，而劇集也正正播出其戲份，本集播出前播出約一秒的平面黑底白字悼詞「永遠懷念梁舜燕」。
- 9月18日（星期三）：此劇重播至第150集。
- 10月1日（星期二）：由於當日為國慶假期，早上均播映假期特備節目，此劇暫停播映。
- 10月7日（星期一）：由於當日為重陽節假期，早上均播映假期特備節目，此劇暫停播映。
- 12月2日（星期一）：此劇重播至第200集。
- 12月20日（星期一）：此劇暫停播映。
- 12月25日（星期三）及12月26日（星期四）：由於播映聖誕節特備節目，當日暫停播映。
- 12月30日（星期一）：重播該年最後一集的第217集。
- 12月31日（星期二）：由於另一重播劇集播映《那年花開月正圓》1.5小時大結局，此劇暫停播映。

##### 2020年
- 1月1日（星期三）：由於當日為元旦假期，早上均播映假期特備節目，此劇暫停播映。
- 1月27日（星期一）及1月28日（星期二）：由於播映農曆新年特備節目，當日暫停播映。
- 2月5日（星期三）：因應2019冠狀病毒病疫情關係，教育局作出停課安排，翡翠台於當天起於10:00-10:30時段播出停課特備重播動畫《忍者小靈精》及《數碼暴龍App世代》，此劇於當日（第240集）起改為10:30-11:00播出。
- 2月14日（星期五）：由當天播映的第247集起，因每集長度由兩節（30分鐘）加長為三節（40分鐘），播映時間改為10:25-11:05，但亦由該集開始，片頭及片尾工作人員名單字幕被刪減不作顯示。片頭刪減至「真情－本故事純屬虛構」，而片尾則以長度為10秒的假16:9片尾取代之。
- 2月19日（星期三）：此劇重播至第250集。
- 2月26日（星期三）：由於直播《財政預算案》而暫停播映。
- 3月30日（星期一）：當日播映的第277集恢復顯示片頭及片尾工作人員名單字幕。
- 4月10日（星期五）及4月13日（星期一）：由於分別為耶穌受難節及復活節星期一假期，兩天早上均播映假期特備節目，此劇暫停播映。
- 4月30日（星期五）：由於當日為佛誕假期，早上均播映假期特備節目，此劇暫停播映。
- 5月1日（星期五）：由於當日為勞動節假期，早上均播映假期特備節目，此劇暫停播映。
- 5月6日（星期三）：此劇重播至第300集。
- 5月21日（星期四）：由於停課特備動畫時段取消，此劇當日播映的第311集起改為09:55-10:35播出。
- 5月22日（星期五）：由於08:55-10:25直播《人大會議揭幕總理工作報告》而暫停播映。
- 6月25日（星期四）：由於當日為端午節假期，早上均播映假期特備節目，此劇暫停播映。
- 7月1日（星期三）：由於當日為香港特區成立紀念日假期，早上均播映假期特備節目，此劇暫停播映。
- 7月9日（星期四）：由於另一重播劇集《烈火如歌》播映25分鐘大結局，此劇改為09:55-11:05播出（連續播映兩集，第343-344集）。
- 7月10日（星期五）：由於另一時段開始播映《花千骨》，此劇改為09:55-10:30播出。
- 7月13日（星期一）：此劇播映時間恢復為最初安排的10:00-10:30播出。
- 7月17日（星期五）：此劇重播至第350集。
- 8月19日（星期三）：由於颱風海高斯吹襲關係，翡翠台臨時改為重播《終極街頭魔法王》，當日此劇暫停播映。
- 9月28日（星期一）：此劇重播至第400集。
- 10月1日至2日（星期四至五）：由於分別為國慶及中秋節翌日假期，兩天早上均播映假期特備節目，此劇暫停播映。
- 10月13日（星期二）：由於熱帶風暴浪卡吹襲關係，翡翠台臨時安排改為重播電影《西遊記之孫悟空三打白骨精》，故當日此劇暫停播映。
- 11月25日（星期三）：由於直播《行政長官施政報告》，另一時段重播劇集《秦時麗人明月心》提前至09:55-10:55播出而暫停播映。
- 11月26日（星期四）：由於直播《行政長官答問會》而提前為09:55-10:25播出。
- 11月30日（星期一）：因應深夜00:00起模擬電視頻道停播，此劇於模擬版翡翠台只能重播至第440集為止。
- 12月10日（星期四）：此劇重播至第450集。
- 12月25日（星期五）：由於播映聖誕節特備節目，當日暫停播映。
- 12月31日（星期四）：重播該年最後一集的第462集。

##### 2021年
- 1月1日（星期五）：由於當日為元旦假期，早上均播映假期特備節目，此劇暫停播映。
- 2月12日（星期五）及2月15日（星期一）：由於播映農曆新年特備節目，當日暫停播映。
- 2月26日（星期五）：此劇重播至第500集。
- 3月12日（星期五）：由於10:00-11:30直播《國務院記者會》，此劇與另一線重播劇集《三生三世十里桃花》一同暫停播映。
- 4月2日（星期五）及4月6日（星期二）：由於當日為復活節假期(包括耶穌受難節、清明節翌日及復活節星期一翌日)，三天早上均播映假期特備節目，此劇暫停播映。
- 5月14日（星期五）：此劇重播至第550集。
- 5月19日（星期三）：由於當日為佛誕翌日假期，早上均播映假期特備節目，此劇暫停播映。
- 6月14日（星期一）：由於當日為端午節假期，早上均播映假期特備節目，此劇暫停播映。
- 7月1日（星期四）：由於當日為香港特區成立紀念日假期，早上均播映假期特備節目，此劇暫停播映
- 7月26日（星期一）至8月6日（星期五）：由於直播《2020東京奧運 第一戰線》，此劇暫停播映。
- 8月11日（星期三）：此劇重播至第600集。
- 9月22日（星期三）：由於當日為中秋節翌日假期，早上均播映假期特備節目，此劇暫停播映。
- 10月1日（星期五）：由於當日為國慶假期，早上均播映假期特備節目，此劇暫停播映。
- 10月6日（星期三）：由於直播《行政長官施政報告》，另一時段重播劇集《射鵰英雄傳》提前至09:55-10:55播出而暫停播映。
- 10月13日（星期三）：由於強烈熱帶風暴圓規吹襲關係，翡翠台臨時安排改為重播電影一《捉妖記》，故當日此劇暫停播映。
- 10月14日（星期四）：由於當日為重陽節假期，早上均播映假期特備節目，此劇暫停播映。
- 10月25日（星期一）：此劇重播至第650集。
- 12月27日（星期一）：由於播映聖誕節特備節目，當日暫停播映。
- 12月31日（星期五）：重播該年最後一集的第696集。

##### 2022年
- 1月4日（星期三）：此劇暫停播映
- 1月7日（星期五）：此劇重播至第700集。
- 1月12日（星期三）：由於直播《行政長官答問會》，另一時段重播劇集《幸福一家人》提前至09:55-10:55播出而暫停播映。
- 2月1日（星期二）至2月3日（星期四）：由於播映農曆新年特備節目，當日暫停播映。
- 2月23日（星期三）：由於直播《財政預算案》，另一時段重播劇集《幸福一家人》提前至09:55-10:55播出而暫停播映。
- 3月11日（星期五）：由於插播《李克强總理記者會》而被腰斬，並於3月14日播放同一集。
- 3月28日（星期一）：此劇重播至第750集。
- 4月5日（星期二）：由於當日為清明節假期，早上均播映假期特備節目，此劇暫停播映。
- 4月15日（星期五）及4月18日（星期一）：由於分別為耶穌受難節及復活節星期一假期，兩天早上均播映假期特備節目，此劇暫停播映。
- 5月2日（星期一）：由於當日為勞動節翌日假期，早上均播映假期特備節目，此劇暫停播映。
- 5月9日（星期五）：由於當日為佛誕翌日假期，早上均播映假期特備節目，此劇暫停播映。
- 6月3日（星期五）：由於當日為端午節假期，早上均播映假期特備節目，此劇暫停播映。
- 6月14日（星期二）：此劇重播至第800集。
- 7月1日（星期五）：由於當日為香港特區成立紀念日假期，早上均播映假期特備節目，此劇暫停播映
- 7月6日（星期三）：此劇暫停播映
- 8月26日（星期五）：此劇重播至第850集。
- 9月12日（星期一）：由於當日為中秋節翌日假期，早上均播映假期特備節目，此劇暫停播映。
- 11月1日（星期二）：由於財經體育資訊台播放《賽馬直擊之墨爾本盃賽馬日》，翡翠台播放財經節目而此劇暫停播映。
- 11月9日（星期三）：此劇重播至第900集。
- 12月6日（星期二）：由於直播《江澤民追悼大會》，此劇暫停播映。
- 12月26日（星期一）及12月27日（星期二）：由於播映聖誕節特備節目，當日暫停播映。
- 12月30日（星期五）：重播該年最後一集的第934集。

##### 2023年
- 1月2日（星期一）：由於當日為元旦翌日假期，早上均播映假期特備節目，此劇暫停播映。
- 1月23日（星期一）至1月25日（星期三）：由於播映農曆新年特備節目，當日暫停播映。
- 1月27日（星期五）： 此劇重播至第950集。
- 3月7日（星期二）：由於直播《外長記者會》，當日暫停播映。
- 4月5日（星期三）：由於當日為清明節假期，早上播映《東京血拼攻略》，此劇照常播放並延遲至早上10:10播映。
- 4月7日（星期五）及4月10日（星期一）：由於分別為耶穌受難節及復活節星期一假期，兩天早上均播映假期特備節目，此劇暫停播映。
- 4月12日（星期三）： 此劇重播至第1000集。
- 5月1日（星期一）：由於當日為勞動節假期，早上均播映假期特備節目，此劇暫停播映。
- 5月26日（星期五）：由於當日為佛誕假期，早上均播映假期特備節目，此劇暫停播映。
- 6月22日（星期四）：由於當日為端午節假期，早上播映《節慶‧風味》，此劇照常播放並延遲至早上10:15播映。
- 6月23日（星期五）：此劇重播至第1050集。
- 7月17日（星期一）：由於颱風泰利吹襲關係，翡翠台臨時安排改為重播電影，故當日此劇暫停播映。
- 9月1日（星期五）：由於颱風蘇拉吹襲關係，翡翠台臨時安排改為重播電影，故當日此劇暫停播映。
- 9月5日（星期二）：此劇重播至第1100集，代表重播此劇開始進入尾聲。
- 10月9日（星期一）：由於颱風小犬吹襲關係，翡翠台臨時安排改為重播電影，故當日此劇暫停播映。
- 10月16日（星期一）：此劇重播最後一集的第1128集。

### myTV SUPER重溫版本
此劇在myTV SUPER「點播→TVB製作→劇集」類別提供了兩個版本：590集一小時版與1128集首播版本，後者安排於翡翠台直播完畢後3小時上架新集數，亦同時安排於「免費區→劇集」類別上架，提供7日節目重溫。

### 海外播放
此劇亦曾在台灣TVBS-G及中國內地廣東電視台（只播出大约60集）播出。
此劇也曾於2001年在新加坡報業傳訊U頻道每週日晚上七點播出。
馬來西亞Astro华丽台從2009年起星期一至五15:30-16:00一集播出（數集集數因節目加長播出，此劇最遲播至16:10。剛播出時新年或重播／直播比賽節目時會暫停播出一個星期或更多，之後幾年只有新年或播出特別節目時有暫停播出幾天）。2015年1月26日（星期一）播出原版第1000集。
马来西亚八度空间從2004年起早上十一点半播出。
加拿大新時代電視1台曾於2005年3月1日至2009年6月24日逢星期一至五下午二時播出，並由2024年2月1日起再在同一時段重播。

## 字幕播放安排
此劇1995年首播時，由於當時首播的非雙語廣播劇集均為無字幕（1996年中開始才為所有首播劇集配上中文字幕），故由1995至1999年此劇播放期間，均無中文字幕提供。成為無綫於1996年中開始為所有首播劇集配上中文字幕的政策實施後，唯一一套沒有中文字幕提供的黃金時段劇集，至1999年底此劇播放完畢為止，至此之後播映的處境劇集均提供中文字幕。此劇在2007年9月13日至2010年12月20日於翡翠台下午時段重播，開始重播時亦沒有中文字幕提供，直至重播到中後段時（2009年8月24日開始），才為重播中的劇集配上中文字幕。此劇於2014年上載至收費平台GOTV，配以對應國語配音為準的中文字幕，並重新剪輯為590集一小時版，另外於2019年2月11日起於翡翠台再次重播時，亦沒有中文字幕提供。

## 軼事
- 此劇為黃新的遺作。
- 劇組原來已計劃好讓張兆輝飾演「林木川」，惟張氏因視網膜脫落而辭演。[5]
- 此劇在2019年至2023年之間重播時，有部分集數被列為家長指引類別。

## 外部連結
- 香港網絡大典上的相关条目：真情

## 電視節目的變遷
| 英屬香港→ 香港 無綫電視翡翠台 星期一至五 黃金時段（播映時間多次調動） · 1997年6月30日及7月1及2日 · 1998年7月1及2及3日暫停播映 | 英屬香港→ 香港 無綫電視翡翠台 星期一至五 黃金時段（播映時間多次調動） · 1997年6月30日及7月1及2日 · 1998年7月1及2及3日暫停播映 | 英屬香港→ 香港 無綫電視翡翠台 星期一至五 黃金時段（播映時間多次調動） · 1997年6月30日及7月1及2日 · 1998年7月1及2及3日暫停播映 |
| --- | --- | --- |
| | 真情 （1995年5月15日－1999年11月13日）                                                                                        | |
| 餐餐有宋家 （1994年10月10日－1995年5月12日）（20:35-21:00）                                                                   | 表妹吉祥 （1999年11月22日－2000年1月8日）（22:35-23:30）                                                                      | |

| 香港 無綫電視翡翠台 星期一至五 14:15-14:45 · 2008年3月3日至2010年12月17日 14:15-15:00 · 2008年1月17日、2月7、8日、5月2日、7月16日、8月11日至8月22日暫停播映 · 2009年1月1、26、27、5月12日、10月14日、12月7日、10日及11日暫停播映 · 2010年2月15日、16日、24日、6月24日、25日及10月13日暫停播映 · 2010年12月20日 14:50-15:50 | 香港 無綫電視翡翠台 星期一至五 14:15-14:45 · 2008年3月3日至2010年12月17日 14:15-15:00 · 2008年1月17日、2月7、8日、5月2日、7月16日、8月11日至8月22日暫停播映 · 2009年1月1、26、27、5月12日、10月14日、12月7日、10日及11日暫停播映 · 2010年2月15日、16日、24日、6月24日、25日及10月13日暫停播映 · 2010年12月20日 14:50-15:50 | 香港 無綫電視翡翠台 星期一至五 14:15-14:45 · 2008年3月3日至2010年12月17日 14:15-15:00 · 2008年1月17日、2月7、8日、5月2日、7月16日、8月11日至8月22日暫停播映 · 2009年1月1、26、27、5月12日、10月14日、12月7日、10日及11日暫停播映 · 2010年2月15日、16日、24日、6月24日、25日及10月13日暫停播映 · 2010年12月20日 14:50-15:50 |
| --- | --- | --- |
| | 真情 （2007年9月13日－2010年12月20日） | |
| 悲傷戀歌 （2007年6月27日－2007年9月12日） | 皆大歡喜 （2010年12月21日－2011年8月12日） | |

| 香港 無綫電視翡翠台 星期一至五 10:00-10:30 · 2020年2月5日至2月13日 10:30-11:00 · 2020年2月14日至5月20日 10:25-11:05（第247-342集長度由兩節（30分鐘）改為三節（40分鐘）） · 2020年5月21日至7月8日 09:55-10:35 · 2020年7月9日 09:55-11:05（只播放連續播映兩集，即第343-344集） · 2020年7月10日起 09:55-10:30（只播放一集，即第345集） · 2023年6月22日 10:15-10:45（當日為端午節假期，因播放龍舟節目而稍延播出） · 2019年3月5日、4月5日、19日、22日、5月1日、13日、6月7日、7月1日、8月5日（當日播映中途腰斬）、10月1日、7日、12月20日、25日、26日及31日暫停播映 · 2020年1月1日、27日、28日、2月26日、4月10日、13日、30日、5月1日、22日、6月25日、7月1日、8月19日、10月1日、2日、13日、26日、11月25日及12月25日暫停播映 · 2021年1月1日、2月12日、15日、4月2日、5日、6日、5月19日、6月14日、7月1日、7月26日至30日、8月2日至6日、9月22日、10月1日、13日、14日及12月27日暫停播映 · 2022年1月4日、12日、2月1日至3日、3月11日（當日播映中途腰斬）、4月5日、15日、18日、5月2日、9日、6月3日、7月1日、6日、9月12日、11月1日、12月6日、26日及27日暫停播映 · 2023年1月2日、23至25日、3月7日、4月7日、10日、5月1日、26日、7月17日、9月1日、10月9日暫停播映 | 香港 無綫電視翡翠台 星期一至五 10:00-10:30 · 2020年2月5日至2月13日 10:30-11:00 · 2020年2月14日至5月20日 10:25-11:05（第247-342集長度由兩節（30分鐘）改為三節（40分鐘）） · 2020年5月21日至7月8日 09:55-10:35 · 2020年7月9日 09:55-11:05（只播放連續播映兩集，即第343-344集） · 2020年7月10日起 09:55-10:30（只播放一集，即第345集） · 2023年6月22日 10:15-10:45（當日為端午節假期，因播放龍舟節目而稍延播出） · 2019年3月5日、4月5日、19日、22日、5月1日、13日、6月7日、7月1日、8月5日（當日播映中途腰斬）、10月1日、7日、12月20日、25日、26日及31日暫停播映 · 2020年1月1日、27日、28日、2月26日、4月10日、13日、30日、5月1日、22日、6月25日、7月1日、8月19日、10月1日、2日、13日、26日、11月25日及12月25日暫停播映 · 2021年1月1日、2月12日、15日、4月2日、5日、6日、5月19日、6月14日、7月1日、7月26日至30日、8月2日至6日、9月22日、10月1日、13日、14日及12月27日暫停播映 · 2022年1月4日、12日、2月1日至3日、3月11日（當日播映中途腰斬）、4月5日、15日、18日、5月2日、9日、6月3日、7月1日、6日、9月12日、11月1日、12月6日、26日及27日暫停播映 · 2023年1月2日、23至25日、3月7日、4月7日、10日、5月1日、26日、7月17日、9月1日、10月9日暫停播映 | 香港 無綫電視翡翠台 星期一至五 10:00-10:30 · 2020年2月5日至2月13日 10:30-11:00 · 2020年2月14日至5月20日 10:25-11:05（第247-342集長度由兩節（30分鐘）改為三節（40分鐘）） · 2020年5月21日至7月8日 09:55-10:35 · 2020年7月9日 09:55-11:05（只播放連續播映兩集，即第343-344集） · 2020年7月10日起 09:55-10:30（只播放一集，即第345集） · 2023年6月22日 10:15-10:45（當日為端午節假期，因播放龍舟節目而稍延播出） · 2019年3月5日、4月5日、19日、22日、5月1日、13日、6月7日、7月1日、8月5日（當日播映中途腰斬）、10月1日、7日、12月20日、25日、26日及31日暫停播映 · 2020年1月1日、27日、28日、2月26日、4月10日、13日、30日、5月1日、22日、6月25日、7月1日、8月19日、10月1日、2日、13日、26日、11月25日及12月25日暫停播映 · 2021年1月1日、2月12日、15日、4月2日、5日、6日、5月19日、6月14日、7月1日、7月26日至30日、8月2日至6日、9月22日、10月1日、13日、14日及12月27日暫停播映 · 2022年1月4日、12日、2月1日至3日、3月11日（當日播映中途腰斬）、4月5日、15日、18日、5月2日、9日、6月3日、7月1日、6日、9月12日、11月1日、12月6日、26日及27日暫停播映 · 2023年1月2日、23至25日、3月7日、4月7日、10日、5月1日、26日、7月17日、9月1日、10月9日暫停播映 |
| --- | --- | --- |
| | 模擬電視/香港數碼地面電視廣播： 真情 （翡翠台模擬版第1集至第440集） （2019年2月11日－2020年11月30日）數碼電視/香港數碼地面電視廣播： 真情 （翡翠台數碼版第1集至第1128集） （2019年2月11日－2023年10月16日） | |
| 千王群英會 （2018年11月28日－2019年1月25日）糕手過招 （非戲劇節目） （2019年1月28日－2019年2月8日） | 模擬電視廣播頻道/香港數碼地面電視廣播： 本頻道停播正式終止廣播數碼電視廣播頻道/香港數碼地面電視廣播： 餐餐有宋家 （2023年10月17日－2024年6月6日） | |

| 加拿大 新時代電視1台 星期一至五 14:00－14:25 | 加拿大 新時代電視1台 星期一至五 14:00－14:25 | 加拿大 新時代電視1台 星期一至五 14:00－14:25 |
| -------------------------------------------- | -------------------------------------------- | -------------------------------------------- |
|                                              | 真情 （2005年3月1日－2009年6月24日）         |                                              |
| 待查                                         | 皆大歡喜 （2009年6月25日－2010年9月22日）    |                                              |

| 加拿大 新時代電視1台 星期一至五 13:50-14:15              | 加拿大 新時代電視1台 星期一至五 13:50-14:15 | 加拿大 新時代電視1台 星期一至五 13:50-14:15 |
| -------------------------------------------------------- | ------------------------------------------- | ------------------------------------------- |
|                                                          | 真情 （2024年2月1日－2028年5月29日）        |                                             |
| 香港八一至香港八六系列 （2018年12月27日－2024年1月31日） | 未定 （2028年5月30日－）                    |                                             |